# Дамски окончания
Дамски окончания се наричат позиции в играта на шах, където освен царе, на дъската има само дами (царици) и пешки. Теорията разглежда 2 групи дамски окончания: 
1) Дамата е само от едната страна (царица срещу пешки) - позициите са (с редки изключения) от елементарен характер:
- Дама срещу пешка  —  ;
- Дама срещу няколко пешки.  — ... ;

2) Дами от двете страни: 
- Дама срещу дама без пешки  —  ;
- Дама и пешка срещу дама  —  ; [5]
- Дама и две пешки срещу дама  —  ;
- Дами и пешки от двете страни ... — ....

## Дама само от едната страна

### Дама срещу пешка
Дама срещу пешка е елементарен завършек, в който царицата се бори с пешка, защитена от царя на противника и близо до полето за произвеждане. В този случай царят на по-силната страна е далеч от пешката. Резултатът до голяма степен зависи от това на кой вертикал се намира пешката.
|   | a | b | c | d | e | f | g | h |   |
| 8 | бяла дама на бяло поле g8 · черна пешка на черно поле b2 · черен цар на бяло поле c2 · бял цар на черно поле h2 | бяла дама на бяло поле g8 · черна пешка на черно поле b2 · черен цар на бяло поле c2 · бял цар на черно поле h2 | бяла дама на бяло поле g8 · черна пешка на черно поле b2 · черен цар на бяло поле c2 · бял цар на черно поле h2 | бяла дама на бяло поле g8 · черна пешка на черно поле b2 · черен цар на бяло поле c2 · бял цар на черно поле h2 | бяла дама на бяло поле g8 · черна пешка на черно поле b2 · черен цар на бяло поле c2 · бял цар на черно поле h2 | бяла дама на бяло поле g8 · черна пешка на черно поле b2 · черен цар на бяло поле c2 · бял цар на черно поле h2 | бяла дама на бяло поле g8 · черна пешка на черно поле b2 · черен цар на бяло поле c2 · бял цар на черно поле h2 | бяла дама на бяло поле g8 · черна пешка на черно поле b2 · черен цар на бяло поле c2 · бял цар на черно поле h2 | 8 |
| 7 | бяла дама на бяло поле g8 · черна пешка на черно поле b2 · черен цар на бяло поле c2 · бял цар на черно поле h2 | бяла дама на бяло поле g8 · черна пешка на черно поле b2 · черен цар на бяло поле c2 · бял цар на черно поле h2 | бяла дама на бяло поле g8 · черна пешка на черно поле b2 · черен цар на бяло поле c2 · бял цар на черно поле h2 | бяла дама на бяло поле g8 · черна пешка на черно поле b2 · черен цар на бяло поле c2 · бял цар на черно поле h2 | бяла дама на бяло поле g8 · черна пешка на черно поле b2 · черен цар на бяло поле c2 · бял цар на черно поле h2 | бяла дама на бяло поле g8 · черна пешка на черно поле b2 · черен цар на бяло поле c2 · бял цар на черно поле h2 | бяла дама на бяло поле g8 · черна пешка на черно поле b2 · черен цар на бяло поле c2 · бял цар на черно поле h2 | бяла дама на бяло поле g8 · черна пешка на черно поле b2 · черен цар на бяло поле c2 · бял цар на черно поле h2 | 7 |
| 6 | бяла дама на бяло поле g8 · черна пешка на черно поле b2 · черен цар на бяло поле c2 · бял цар на черно поле h2 | бяла дама на бяло поле g8 · черна пешка на черно поле b2 · черен цар на бяло поле c2 · бял цар на черно поле h2 | бяла дама на бяло поле g8 · черна пешка на черно поле b2 · черен цар на бяло поле c2 · бял цар на черно поле h2 | бяла дама на бяло поле g8 · черна пешка на черно поле b2 · черен цар на бяло поле c2 · бял цар на черно поле h2 | бяла дама на бяло поле g8 · черна пешка на черно поле b2 · черен цар на бяло поле c2 · бял цар на черно поле h2 | бяла дама на бяло поле g8 · черна пешка на черно поле b2 · черен цар на бяло поле c2 · бял цар на черно поле h2 | бяла дама на бяло поле g8 · черна пешка на черно поле b2 · черен цар на бяло поле c2 · бял цар на черно поле h2 | бяла дама на бяло поле g8 · черна пешка на черно поле b2 · черен цар на бяло поле c2 · бял цар на черно поле h2 | 6 |
| 5 | бяла дама на бяло поле g8 · черна пешка на черно поле b2 · черен цар на бяло поле c2 · бял цар на черно поле h2 | бяла дама на бяло поле g8 · черна пешка на черно поле b2 · черен цар на бяло поле c2 · бял цар на черно поле h2 | бяла дама на бяло поле g8 · черна пешка на черно поле b2 · черен цар на бяло поле c2 · бял цар на черно поле h2 | бяла дама на бяло поле g8 · черна пешка на черно поле b2 · черен цар на бяло поле c2 · бял цар на черно поле h2 | бяла дама на бяло поле g8 · черна пешка на черно поле b2 · черен цар на бяло поле c2 · бял цар на черно поле h2 | бяла дама на бяло поле g8 · черна пешка на черно поле b2 · черен цар на бяло поле c2 · бял цар на черно поле h2 | бяла дама на бяло поле g8 · черна пешка на черно поле b2 · черен цар на бяло поле c2 · бял цар на черно поле h2 | бяла дама на бяло поле g8 · черна пешка на черно поле b2 · черен цар на бяло поле c2 · бял цар на черно поле h2 | 5 |
| 4 | бяла дама на бяло поле g8 · черна пешка на черно поле b2 · черен цар на бяло поле c2 · бял цар на черно поле h2 | бяла дама на бяло поле g8 · черна пешка на черно поле b2 · черен цар на бяло поле c2 · бял цар на черно поле h2 | бяла дама на бяло поле g8 · черна пешка на черно поле b2 · черен цар на бяло поле c2 · бял цар на черно поле h2 | бяла дама на бяло поле g8 · черна пешка на черно поле b2 · черен цар на бяло поле c2 · бял цар на черно поле h2 | бяла дама на бяло поле g8 · черна пешка на черно поле b2 · черен цар на бяло поле c2 · бял цар на черно поле h2 | бяла дама на бяло поле g8 · черна пешка на черно поле b2 · черен цар на бяло поле c2 · бял цар на черно поле h2 | бяла дама на бяло поле g8 · черна пешка на черно поле b2 · черен цар на бяло поле c2 · бял цар на черно поле h2 | бяла дама на бяло поле g8 · черна пешка на черно поле b2 · черен цар на бяло поле c2 · бял цар на черно поле h2 | 4 |
| 3 | бяла дама на бяло поле g8 · черна пешка на черно поле b2 · черен цар на бяло поле c2 · бял цар на черно поле h2 | бяла дама на бяло поле g8 · черна пешка на черно поле b2 · черен цар на бяло поле c2 · бял цар на черно поле h2 | бяла дама на бяло поле g8 · черна пешка на черно поле b2 · черен цар на бяло поле c2 · бял цар на черно поле h2 | бяла дама на бяло поле g8 · черна пешка на черно поле b2 · черен цар на бяло поле c2 · бял цар на черно поле h2 | бяла дама на бяло поле g8 · черна пешка на черно поле b2 · черен цар на бяло поле c2 · бял цар на черно поле h2 | бяла дама на бяло поле g8 · черна пешка на черно поле b2 · черен цар на бяло поле c2 · бял цар на черно поле h2 | бяла дама на бяло поле g8 · черна пешка на черно поле b2 · черен цар на бяло поле c2 · бял цар на черно поле h2 | бяла дама на бяло поле g8 · черна пешка на черно поле b2 · черен цар на бяло поле c2 · бял цар на черно поле h2 | 3 |
| 2 | бяла дама на бяло поле g8 · черна пешка на черно поле b2 · черен цар на бяло поле c2 · бял цар на черно поле h2 | бяла дама на бяло поле g8 · черна пешка на черно поле b2 · черен цар на бяло поле c2 · бял цар на черно поле h2 | бяла дама на бяло поле g8 · черна пешка на черно поле b2 · черен цар на бяло поле c2 · бял цар на черно поле h2 | бяла дама на бяло поле g8 · черна пешка на черно поле b2 · черен цар на бяло поле c2 · бял цар на черно поле h2 | бяла дама на бяло поле g8 · черна пешка на черно поле b2 · черен цар на бяло поле c2 · бял цар на черно поле h2 | бяла дама на бяло поле g8 · черна пешка на черно поле b2 · черен цар на бяло поле c2 · бял цар на черно поле h2 | бяла дама на бяло поле g8 · черна пешка на черно поле b2 · черен цар на бяло поле c2 · бял цар на черно поле h2 | бяла дама на бяло поле g8 · черна пешка на черно поле b2 · черен цар на бяло поле c2 · бял цар на черно поле h2 | 2 |
| 1 | бяла дама на бяло поле g8 · черна пешка на черно поле b2 · черен цар на бяло поле c2 · бял цар на черно поле h2 | бяла дама на бяло поле g8 · черна пешка на черно поле b2 · черен цар на бяло поле c2 · бял цар на черно поле h2 | бяла дама на бяло поле g8 · черна пешка на черно поле b2 · черен цар на бяло поле c2 · бял цар на черно поле h2 | бяла дама на бяло поле g8 · черна пешка на черно поле b2 · черен цар на бяло поле c2 · бял цар на черно поле h2 | бяла дама на бяло поле g8 · черна пешка на черно поле b2 · черен цар на бяло поле c2 · бял цар на черно поле h2 | бяла дама на бяло поле g8 · черна пешка на черно поле b2 · черен цар на бяло поле c2 · бял цар на черно поле h2 | бяла дама на бяло поле g8 · черна пешка на черно поле b2 · черен цар на бяло поле c2 · бял цар на черно поле h2 | бяла дама на бяло поле g8 · черна пешка на черно поле b2 · черен цар на бяло поле c2 · бял цар на черно поле h2 | 1 |
|   | a | b | c | d | e | f | g | h |   |

Дамата печели срещу централните или конските пешки (линии b, d, e, g), които са достигнали 7-ми (за черните 2-ри) хоризонтал, тъй като в този случай тя успява да подкара противниковия цар да заеме полето пред пешката и, използвайки тази техника много пъти, приближава своя цар.
1.Дc4+ Цd2 2.Дb3 Цc1 3.Дc3+ Цb1
Сега белият цар може да се приближи с едно поле.
4.Цg2 Цa2 5.Дc2 Цa1 6.Дa4+ Цb1
И сега се приближава с още едно поле. 
7.Цf2 Цc1 8.Дc4+ Цd2 9.Дb3 Цc1 10.Дc3+ Цb1
Сега царят може да направи още една стъпка, но има по-бърза развръзка: 11.Дc4 Цa1 12.Дa4+ Цb1 13.Цe2 Цc1 14.Дd1#

С пешка пред офицер или топ (линии а, c, f, h) печалбата се постига само когато собственият цар е близо до пешката. Ако той е отдалечен от пешката, противникът постига реми чрез трикратно повторение на позицията или патова ситуация.
|   | a | b | c | d | e | f | g | h |   |
| 8 | бяла дама на черно поле f8 · черна пешка на бяло поле a2 · черен цар на черно поле b2 · бял цар на черно поле h2 | бяла дама на черно поле f8 · черна пешка на бяло поле a2 · черен цар на черно поле b2 · бял цар на черно поле h2 | бяла дама на черно поле f8 · черна пешка на бяло поле a2 · черен цар на черно поле b2 · бял цар на черно поле h2 | бяла дама на черно поле f8 · черна пешка на бяло поле a2 · черен цар на черно поле b2 · бял цар на черно поле h2 | бяла дама на черно поле f8 · черна пешка на бяло поле a2 · черен цар на черно поле b2 · бял цар на черно поле h2 | бяла дама на черно поле f8 · черна пешка на бяло поле a2 · черен цар на черно поле b2 · бял цар на черно поле h2 | бяла дама на черно поле f8 · черна пешка на бяло поле a2 · черен цар на черно поле b2 · бял цар на черно поле h2 | бяла дама на черно поле f8 · черна пешка на бяло поле a2 · черен цар на черно поле b2 · бял цар на черно поле h2 | 8 |
| 7 | бяла дама на черно поле f8 · черна пешка на бяло поле a2 · черен цар на черно поле b2 · бял цар на черно поле h2 | бяла дама на черно поле f8 · черна пешка на бяло поле a2 · черен цар на черно поле b2 · бял цар на черно поле h2 | бяла дама на черно поле f8 · черна пешка на бяло поле a2 · черен цар на черно поле b2 · бял цар на черно поле h2 | бяла дама на черно поле f8 · черна пешка на бяло поле a2 · черен цар на черно поле b2 · бял цар на черно поле h2 | бяла дама на черно поле f8 · черна пешка на бяло поле a2 · черен цар на черно поле b2 · бял цар на черно поле h2 | бяла дама на черно поле f8 · черна пешка на бяло поле a2 · черен цар на черно поле b2 · бял цар на черно поле h2 | бяла дама на черно поле f8 · черна пешка на бяло поле a2 · черен цар на черно поле b2 · бял цар на черно поле h2 | бяла дама на черно поле f8 · черна пешка на бяло поле a2 · черен цар на черно поле b2 · бял цар на черно поле h2 | 7 |
| 6 | бяла дама на черно поле f8 · черна пешка на бяло поле a2 · черен цар на черно поле b2 · бял цар на черно поле h2 | бяла дама на черно поле f8 · черна пешка на бяло поле a2 · черен цар на черно поле b2 · бял цар на черно поле h2 | бяла дама на черно поле f8 · черна пешка на бяло поле a2 · черен цар на черно поле b2 · бял цар на черно поле h2 | бяла дама на черно поле f8 · черна пешка на бяло поле a2 · черен цар на черно поле b2 · бял цар на черно поле h2 | бяла дама на черно поле f8 · черна пешка на бяло поле a2 · черен цар на черно поле b2 · бял цар на черно поле h2 | бяла дама на черно поле f8 · черна пешка на бяло поле a2 · черен цар на черно поле b2 · бял цар на черно поле h2 | бяла дама на черно поле f8 · черна пешка на бяло поле a2 · черен цар на черно поле b2 · бял цар на черно поле h2 | бяла дама на черно поле f8 · черна пешка на бяло поле a2 · черен цар на черно поле b2 · бял цар на черно поле h2 | 6 |
| 5 | бяла дама на черно поле f8 · черна пешка на бяло поле a2 · черен цар на черно поле b2 · бял цар на черно поле h2 | бяла дама на черно поле f8 · черна пешка на бяло поле a2 · черен цар на черно поле b2 · бял цар на черно поле h2 | бяла дама на черно поле f8 · черна пешка на бяло поле a2 · черен цар на черно поле b2 · бял цар на черно поле h2 | бяла дама на черно поле f8 · черна пешка на бяло поле a2 · черен цар на черно поле b2 · бял цар на черно поле h2 | бяла дама на черно поле f8 · черна пешка на бяло поле a2 · черен цар на черно поле b2 · бял цар на черно поле h2 | бяла дама на черно поле f8 · черна пешка на бяло поле a2 · черен цар на черно поле b2 · бял цар на черно поле h2 | бяла дама на черно поле f8 · черна пешка на бяло поле a2 · черен цар на черно поле b2 · бял цар на черно поле h2 | бяла дама на черно поле f8 · черна пешка на бяло поле a2 · черен цар на черно поле b2 · бял цар на черно поле h2 | 5 |
| 4 | бяла дама на черно поле f8 · черна пешка на бяло поле a2 · черен цар на черно поле b2 · бял цар на черно поле h2 | бяла дама на черно поле f8 · черна пешка на бяло поле a2 · черен цар на черно поле b2 · бял цар на черно поле h2 | бяла дама на черно поле f8 · черна пешка на бяло поле a2 · черен цар на черно поле b2 · бял цар на черно поле h2 | бяла дама на черно поле f8 · черна пешка на бяло поле a2 · черен цар на черно поле b2 · бял цар на черно поле h2 | бяла дама на черно поле f8 · черна пешка на бяло поле a2 · черен цар на черно поле b2 · бял цар на черно поле h2 | бяла дама на черно поле f8 · черна пешка на бяло поле a2 · черен цар на черно поле b2 · бял цар на черно поле h2 | бяла дама на черно поле f8 · черна пешка на бяло поле a2 · черен цар на черно поле b2 · бял цар на черно поле h2 | бяла дама на черно поле f8 · черна пешка на бяло поле a2 · черен цар на черно поле b2 · бял цар на черно поле h2 | 4 |
| 3 | бяла дама на черно поле f8 · черна пешка на бяло поле a2 · черен цар на черно поле b2 · бял цар на черно поле h2 | бяла дама на черно поле f8 · черна пешка на бяло поле a2 · черен цар на черно поле b2 · бял цар на черно поле h2 | бяла дама на черно поле f8 · черна пешка на бяло поле a2 · черен цар на черно поле b2 · бял цар на черно поле h2 | бяла дама на черно поле f8 · черна пешка на бяло поле a2 · черен цар на черно поле b2 · бял цар на черно поле h2 | бяла дама на черно поле f8 · черна пешка на бяло поле a2 · черен цар на черно поле b2 · бял цар на черно поле h2 | бяла дама на черно поле f8 · черна пешка на бяло поле a2 · черен цар на черно поле b2 · бял цар на черно поле h2 | бяла дама на черно поле f8 · черна пешка на бяло поле a2 · черен цар на черно поле b2 · бял цар на черно поле h2 | бяла дама на черно поле f8 · черна пешка на бяло поле a2 · черен цар на черно поле b2 · бял цар на черно поле h2 | 3 |
| 2 | бяла дама на черно поле f8 · черна пешка на бяло поле a2 · черен цар на черно поле b2 · бял цар на черно поле h2 | бяла дама на черно поле f8 · черна пешка на бяло поле a2 · черен цар на черно поле b2 · бял цар на черно поле h2 | бяла дама на черно поле f8 · черна пешка на бяло поле a2 · черен цар на черно поле b2 · бял цар на черно поле h2 | бяла дама на черно поле f8 · черна пешка на бяло поле a2 · черен цар на черно поле b2 · бял цар на черно поле h2 | бяла дама на черно поле f8 · черна пешка на бяло поле a2 · черен цар на черно поле b2 · бял цар на черно поле h2 | бяла дама на черно поле f8 · черна пешка на бяло поле a2 · черен цар на черно поле b2 · бял цар на черно поле h2 | бяла дама на черно поле f8 · черна пешка на бяло поле a2 · черен цар на черно поле b2 · бял цар на черно поле h2 | бяла дама на черно поле f8 · черна пешка на бяло поле a2 · черен цар на черно поле b2 · бял цар на черно поле h2 | 2 |
| 1 | бяла дама на черно поле f8 · черна пешка на бяло поле a2 · черен цар на черно поле b2 · бял цар на черно поле h2 | бяла дама на черно поле f8 · черна пешка на бяло поле a2 · черен цар на черно поле b2 · бял цар на черно поле h2 | бяла дама на черно поле f8 · черна пешка на бяло поле a2 · черен цар на черно поле b2 · бял цар на черно поле h2 | бяла дама на черно поле f8 · черна пешка на бяло поле a2 · черен цар на черно поле b2 · бял цар на черно поле h2 | бяла дама на черно поле f8 · черна пешка на бяло поле a2 · черен цар на черно поле b2 · бял цар на черно поле h2 | бяла дама на черно поле f8 · черна пешка на бяло поле a2 · черен цар на черно поле b2 · бял цар на черно поле h2 | бяла дама на черно поле f8 · черна пешка на бяло поле a2 · черен цар на черно поле b2 · бял цар на черно поле h2 | бяла дама на черно поле f8 · черна пешка на бяло поле a2 · черен цар на черно поле b2 · бял цар на черно поле h2 | 1 |
|   | a | b | c | d | e | f | g | h |   |

|   | a | b | c | d | e | f | g | h |   |
| 8 | бяла дама на черно поле h8 · черна пешка на бяло поле c2 · черен цар на черно поле d2 · бял цар на черно поле h2 | бяла дама на черно поле h8 · черна пешка на бяло поле c2 · черен цар на черно поле d2 · бял цар на черно поле h2 | бяла дама на черно поле h8 · черна пешка на бяло поле c2 · черен цар на черно поле d2 · бял цар на черно поле h2 | бяла дама на черно поле h8 · черна пешка на бяло поле c2 · черен цар на черно поле d2 · бял цар на черно поле h2 | бяла дама на черно поле h8 · черна пешка на бяло поле c2 · черен цар на черно поле d2 · бял цар на черно поле h2 | бяла дама на черно поле h8 · черна пешка на бяло поле c2 · черен цар на черно поле d2 · бял цар на черно поле h2 | бяла дама на черно поле h8 · черна пешка на бяло поле c2 · черен цар на черно поле d2 · бял цар на черно поле h2 | бяла дама на черно поле h8 · черна пешка на бяло поле c2 · черен цар на черно поле d2 · бял цар на черно поле h2 | 8 |
| 7 | бяла дама на черно поле h8 · черна пешка на бяло поле c2 · черен цар на черно поле d2 · бял цар на черно поле h2 | бяла дама на черно поле h8 · черна пешка на бяло поле c2 · черен цар на черно поле d2 · бял цар на черно поле h2 | бяла дама на черно поле h8 · черна пешка на бяло поле c2 · черен цар на черно поле d2 · бял цар на черно поле h2 | бяла дама на черно поле h8 · черна пешка на бяло поле c2 · черен цар на черно поле d2 · бял цар на черно поле h2 | бяла дама на черно поле h8 · черна пешка на бяло поле c2 · черен цар на черно поле d2 · бял цар на черно поле h2 | бяла дама на черно поле h8 · черна пешка на бяло поле c2 · черен цар на черно поле d2 · бял цар на черно поле h2 | бяла дама на черно поле h8 · черна пешка на бяло поле c2 · черен цар на черно поле d2 · бял цар на черно поле h2 | бяла дама на черно поле h8 · черна пешка на бяло поле c2 · черен цар на черно поле d2 · бял цар на черно поле h2 | 7 |
| 6 | бяла дама на черно поле h8 · черна пешка на бяло поле c2 · черен цар на черно поле d2 · бял цар на черно поле h2 | бяла дама на черно поле h8 · черна пешка на бяло поле c2 · черен цар на черно поле d2 · бял цар на черно поле h2 | бяла дама на черно поле h8 · черна пешка на бяло поле c2 · черен цар на черно поле d2 · бял цар на черно поле h2 | бяла дама на черно поле h8 · черна пешка на бяло поле c2 · черен цар на черно поле d2 · бял цар на черно поле h2 | бяла дама на черно поле h8 · черна пешка на бяло поле c2 · черен цар на черно поле d2 · бял цар на черно поле h2 | бяла дама на черно поле h8 · черна пешка на бяло поле c2 · черен цар на черно поле d2 · бял цар на черно поле h2 | бяла дама на черно поле h8 · черна пешка на бяло поле c2 · черен цар на черно поле d2 · бял цар на черно поле h2 | бяла дама на черно поле h8 · черна пешка на бяло поле c2 · черен цар на черно поле d2 · бял цар на черно поле h2 | 6 |
| 5 | бяла дама на черно поле h8 · черна пешка на бяло поле c2 · черен цар на черно поле d2 · бял цар на черно поле h2 | бяла дама на черно поле h8 · черна пешка на бяло поле c2 · черен цар на черно поле d2 · бял цар на черно поле h2 | бяла дама на черно поле h8 · черна пешка на бяло поле c2 · черен цар на черно поле d2 · бял цар на черно поле h2 | бяла дама на черно поле h8 · черна пешка на бяло поле c2 · черен цар на черно поле d2 · бял цар на черно поле h2 | бяла дама на черно поле h8 · черна пешка на бяло поле c2 · черен цар на черно поле d2 · бял цар на черно поле h2 | бяла дама на черно поле h8 · черна пешка на бяло поле c2 · черен цар на черно поле d2 · бял цар на черно поле h2 | бяла дама на черно поле h8 · черна пешка на бяло поле c2 · черен цар на черно поле d2 · бял цар на черно поле h2 | бяла дама на черно поле h8 · черна пешка на бяло поле c2 · черен цар на черно поле d2 · бял цар на черно поле h2 | 5 |
| 4 | бяла дама на черно поле h8 · черна пешка на бяло поле c2 · черен цар на черно поле d2 · бял цар на черно поле h2 | бяла дама на черно поле h8 · черна пешка на бяло поле c2 · черен цар на черно поле d2 · бял цар на черно поле h2 | бяла дама на черно поле h8 · черна пешка на бяло поле c2 · черен цар на черно поле d2 · бял цар на черно поле h2 | бяла дама на черно поле h8 · черна пешка на бяло поле c2 · черен цар на черно поле d2 · бял цар на черно поле h2 | бяла дама на черно поле h8 · черна пешка на бяло поле c2 · черен цар на черно поле d2 · бял цар на черно поле h2 | бяла дама на черно поле h8 · черна пешка на бяло поле c2 · черен цар на черно поле d2 · бял цар на черно поле h2 | бяла дама на черно поле h8 · черна пешка на бяло поле c2 · черен цар на черно поле d2 · бял цар на черно поле h2 | бяла дама на черно поле h8 · черна пешка на бяло поле c2 · черен цар на черно поле d2 · бял цар на черно поле h2 | 4 |
| 3 | бяла дама на черно поле h8 · черна пешка на бяло поле c2 · черен цар на черно поле d2 · бял цар на черно поле h2 | бяла дама на черно поле h8 · черна пешка на бяло поле c2 · черен цар на черно поле d2 · бял цар на черно поле h2 | бяла дама на черно поле h8 · черна пешка на бяло поле c2 · черен цар на черно поле d2 · бял цар на черно поле h2 | бяла дама на черно поле h8 · черна пешка на бяло поле c2 · черен цар на черно поле d2 · бял цар на черно поле h2 | бяла дама на черно поле h8 · черна пешка на бяло поле c2 · черен цар на черно поле d2 · бял цар на черно поле h2 | бяла дама на черно поле h8 · черна пешка на бяло поле c2 · черен цар на черно поле d2 · бял цар на черно поле h2 | бяла дама на черно поле h8 · черна пешка на бяло поле c2 · черен цар на черно поле d2 · бял цар на черно поле h2 | бяла дама на черно поле h8 · черна пешка на бяло поле c2 · черен цар на черно поле d2 · бял цар на черно поле h2 | 3 |
| 2 | бяла дама на черно поле h8 · черна пешка на бяло поле c2 · черен цар на черно поле d2 · бял цар на черно поле h2 | бяла дама на черно поле h8 · черна пешка на бяло поле c2 · черен цар на черно поле d2 · бял цар на черно поле h2 | бяла дама на черно поле h8 · черна пешка на бяло поле c2 · черен цар на черно поле d2 · бял цар на черно поле h2 | бяла дама на черно поле h8 · черна пешка на бяло поле c2 · черен цар на черно поле d2 · бял цар на черно поле h2 | бяла дама на черно поле h8 · черна пешка на бяло поле c2 · черен цар на черно поле d2 · бял цар на черно поле h2 | бяла дама на черно поле h8 · черна пешка на бяло поле c2 · черен цар на черно поле d2 · бял цар на черно поле h2 | бяла дама на черно поле h8 · черна пешка на бяло поле c2 · черен цар на черно поле d2 · бял цар на черно поле h2 | бяла дама на черно поле h8 · черна пешка на бяло поле c2 · черен цар на черно поле d2 · бял цар на черно поле h2 | 2 |
| 1 | бяла дама на черно поле h8 · черна пешка на бяло поле c2 · черен цар на черно поле d2 · бял цар на черно поле h2 | бяла дама на черно поле h8 · черна пешка на бяло поле c2 · черен цар на черно поле d2 · бял цар на черно поле h2 | бяла дама на черно поле h8 · черна пешка на бяло поле c2 · черен цар на черно поле d2 · бял цар на черно поле h2 | бяла дама на черно поле h8 · черна пешка на бяло поле c2 · черен цар на черно поле d2 · бял цар на черно поле h2 | бяла дама на черно поле h8 · черна пешка на бяло поле c2 · черен цар на черно поле d2 · бял цар на черно поле h2 | бяла дама на черно поле h8 · черна пешка на бяло поле c2 · черен цар на черно поле d2 · бял цар на черно поле h2 | бяла дама на черно поле h8 · черна пешка на бяло поле c2 · черен цар на черно поле d2 · бял цар на черно поле h2 | бяла дама на черно поле h8 · черна пешка на бяло поле c2 · черен цар на черно поле d2 · бял цар на черно поле h2 | 1 |
|   | a | b | c | d | e | f | g | h |   |

На лявата диаграма при крайна пешка: 1.Дb4+ Цa1 2.Дс3+ Цb1 3.Дb3+ Ца1 4.Да3 Цb1 5.Дb3+ Ца1 6.Дс3+ Цb1 7.Дe1+ Цb2 8.Дd2 Цb1 d3 9,Дd1 Цb1 и т.н. реми.
На дясната диаграма при офицерска пешка: 1.Дd4+ Цc1 2.Цg2 Цb1 3.Дb4+ Цa2 4.Дc3 Цb1 5.Дb3+ Цa1! и ако бялата дама вземе пешката, това е пат.

Ако царят е достатъчно близо, царицата също печели срещу крайна или офицерска пешка, като задава позиция, в която пешката може да стане царица, но тогава не е възможно да се предотврати матирането.
|   | a | b | c | d | e | f | g | h |   |
| 8 | бяла дама на черно поле f8 · бял цар на черно поле a5 · черна пешка на бяло поле a2 · черен цар на черно поле b2 | бяла дама на черно поле f8 · бял цар на черно поле a5 · черна пешка на бяло поле a2 · черен цар на черно поле b2 | бяла дама на черно поле f8 · бял цар на черно поле a5 · черна пешка на бяло поле a2 · черен цар на черно поле b2 | бяла дама на черно поле f8 · бял цар на черно поле a5 · черна пешка на бяло поле a2 · черен цар на черно поле b2 | бяла дама на черно поле f8 · бял цар на черно поле a5 · черна пешка на бяло поле a2 · черен цар на черно поле b2 | бяла дама на черно поле f8 · бял цар на черно поле a5 · черна пешка на бяло поле a2 · черен цар на черно поле b2 | бяла дама на черно поле f8 · бял цар на черно поле a5 · черна пешка на бяло поле a2 · черен цар на черно поле b2 | бяла дама на черно поле f8 · бял цар на черно поле a5 · черна пешка на бяло поле a2 · черен цар на черно поле b2 | 8 |
| 7 | бяла дама на черно поле f8 · бял цар на черно поле a5 · черна пешка на бяло поле a2 · черен цар на черно поле b2 | бяла дама на черно поле f8 · бял цар на черно поле a5 · черна пешка на бяло поле a2 · черен цар на черно поле b2 | бяла дама на черно поле f8 · бял цар на черно поле a5 · черна пешка на бяло поле a2 · черен цар на черно поле b2 | бяла дама на черно поле f8 · бял цар на черно поле a5 · черна пешка на бяло поле a2 · черен цар на черно поле b2 | бяла дама на черно поле f8 · бял цар на черно поле a5 · черна пешка на бяло поле a2 · черен цар на черно поле b2 | бяла дама на черно поле f8 · бял цар на черно поле a5 · черна пешка на бяло поле a2 · черен цар на черно поле b2 | бяла дама на черно поле f8 · бял цар на черно поле a5 · черна пешка на бяло поле a2 · черен цар на черно поле b2 | бяла дама на черно поле f8 · бял цар на черно поле a5 · черна пешка на бяло поле a2 · черен цар на черно поле b2 | 7 |
| 6 | бяла дама на черно поле f8 · бял цар на черно поле a5 · черна пешка на бяло поле a2 · черен цар на черно поле b2 | бяла дама на черно поле f8 · бял цар на черно поле a5 · черна пешка на бяло поле a2 · черен цар на черно поле b2 | бяла дама на черно поле f8 · бял цар на черно поле a5 · черна пешка на бяло поле a2 · черен цар на черно поле b2 | бяла дама на черно поле f8 · бял цар на черно поле a5 · черна пешка на бяло поле a2 · черен цар на черно поле b2 | бяла дама на черно поле f8 · бял цар на черно поле a5 · черна пешка на бяло поле a2 · черен цар на черно поле b2 | бяла дама на черно поле f8 · бял цар на черно поле a5 · черна пешка на бяло поле a2 · черен цар на черно поле b2 | бяла дама на черно поле f8 · бял цар на черно поле a5 · черна пешка на бяло поле a2 · черен цар на черно поле b2 | бяла дама на черно поле f8 · бял цар на черно поле a5 · черна пешка на бяло поле a2 · черен цар на черно поле b2 | 6 |
| 5 | бяла дама на черно поле f8 · бял цар на черно поле a5 · черна пешка на бяло поле a2 · черен цар на черно поле b2 | бяла дама на черно поле f8 · бял цар на черно поле a5 · черна пешка на бяло поле a2 · черен цар на черно поле b2 | бяла дама на черно поле f8 · бял цар на черно поле a5 · черна пешка на бяло поле a2 · черен цар на черно поле b2 | бяла дама на черно поле f8 · бял цар на черно поле a5 · черна пешка на бяло поле a2 · черен цар на черно поле b2 | бяла дама на черно поле f8 · бял цар на черно поле a5 · черна пешка на бяло поле a2 · черен цар на черно поле b2 | бяла дама на черно поле f8 · бял цар на черно поле a5 · черна пешка на бяло поле a2 · черен цар на черно поле b2 | бяла дама на черно поле f8 · бял цар на черно поле a5 · черна пешка на бяло поле a2 · черен цар на черно поле b2 | бяла дама на черно поле f8 · бял цар на черно поле a5 · черна пешка на бяло поле a2 · черен цар на черно поле b2 | 5 |
| 4 | бяла дама на черно поле f8 · бял цар на черно поле a5 · черна пешка на бяло поле a2 · черен цар на черно поле b2 | бяла дама на черно поле f8 · бял цар на черно поле a5 · черна пешка на бяло поле a2 · черен цар на черно поле b2 | бяла дама на черно поле f8 · бял цар на черно поле a5 · черна пешка на бяло поле a2 · черен цар на черно поле b2 | бяла дама на черно поле f8 · бял цар на черно поле a5 · черна пешка на бяло поле a2 · черен цар на черно поле b2 | бяла дама на черно поле f8 · бял цар на черно поле a5 · черна пешка на бяло поле a2 · черен цар на черно поле b2 | бяла дама на черно поле f8 · бял цар на черно поле a5 · черна пешка на бяло поле a2 · черен цар на черно поле b2 | бяла дама на черно поле f8 · бял цар на черно поле a5 · черна пешка на бяло поле a2 · черен цар на черно поле b2 | бяла дама на черно поле f8 · бял цар на черно поле a5 · черна пешка на бяло поле a2 · черен цар на черно поле b2 | 4 |
| 3 | бяла дама на черно поле f8 · бял цар на черно поле a5 · черна пешка на бяло поле a2 · черен цар на черно поле b2 | бяла дама на черно поле f8 · бял цар на черно поле a5 · черна пешка на бяло поле a2 · черен цар на черно поле b2 | бяла дама на черно поле f8 · бял цар на черно поле a5 · черна пешка на бяло поле a2 · черен цар на черно поле b2 | бяла дама на черно поле f8 · бял цар на черно поле a5 · черна пешка на бяло поле a2 · черен цар на черно поле b2 | бяла дама на черно поле f8 · бял цар на черно поле a5 · черна пешка на бяло поле a2 · черен цар на черно поле b2 | бяла дама на черно поле f8 · бял цар на черно поле a5 · черна пешка на бяло поле a2 · черен цар на черно поле b2 | бяла дама на черно поле f8 · бял цар на черно поле a5 · черна пешка на бяло поле a2 · черен цар на черно поле b2 | бяла дама на черно поле f8 · бял цар на черно поле a5 · черна пешка на бяло поле a2 · черен цар на черно поле b2 | 3 |
| 2 | бяла дама на черно поле f8 · бял цар на черно поле a5 · черна пешка на бяло поле a2 · черен цар на черно поле b2 | бяла дама на черно поле f8 · бял цар на черно поле a5 · черна пешка на бяло поле a2 · черен цар на черно поле b2 | бяла дама на черно поле f8 · бял цар на черно поле a5 · черна пешка на бяло поле a2 · черен цар на черно поле b2 | бяла дама на черно поле f8 · бял цар на черно поле a5 · черна пешка на бяло поле a2 · черен цар на черно поле b2 | бяла дама на черно поле f8 · бял цар на черно поле a5 · черна пешка на бяло поле a2 · черен цар на черно поле b2 | бяла дама на черно поле f8 · бял цар на черно поле a5 · черна пешка на бяло поле a2 · черен цар на черно поле b2 | бяла дама на черно поле f8 · бял цар на черно поле a5 · черна пешка на бяло поле a2 · черен цар на черно поле b2 | бяла дама на черно поле f8 · бял цар на черно поле a5 · черна пешка на бяло поле a2 · черен цар на черно поле b2 | 2 |
| 1 | бяла дама на черно поле f8 · бял цар на черно поле a5 · черна пешка на бяло поле a2 · черен цар на черно поле b2 | бяла дама на черно поле f8 · бял цар на черно поле a5 · черна пешка на бяло поле a2 · черен цар на черно поле b2 | бяла дама на черно поле f8 · бял цар на черно поле a5 · черна пешка на бяло поле a2 · черен цар на черно поле b2 | бяла дама на черно поле f8 · бял цар на черно поле a5 · черна пешка на бяло поле a2 · черен цар на черно поле b2 | бяла дама на черно поле f8 · бял цар на черно поле a5 · черна пешка на бяло поле a2 · черен цар на черно поле b2 | бяла дама на черно поле f8 · бял цар на черно поле a5 · черна пешка на бяло поле a2 · черен цар на черно поле b2 | бяла дама на черно поле f8 · бял цар на черно поле a5 · черна пешка на бяло поле a2 · черен цар на черно поле b2 | бяла дама на черно поле f8 · бял цар на черно поле a5 · черна пешка на бяло поле a2 · черен цар на черно поле b2 | 1 |
|   | a | b | c | d | e | f | g | h |   |

|   | a | b | c | d | e | f | g | h |   |
| 8 | бяла дама на черно поле f8 · бял цар на бяло поле a4 · черен цар на черно поле b2 · черна пешка на бяло поле c2 | бяла дама на черно поле f8 · бял цар на бяло поле a4 · черен цар на черно поле b2 · черна пешка на бяло поле c2 | бяла дама на черно поле f8 · бял цар на бяло поле a4 · черен цар на черно поле b2 · черна пешка на бяло поле c2 | бяла дама на черно поле f8 · бял цар на бяло поле a4 · черен цар на черно поле b2 · черна пешка на бяло поле c2 | бяла дама на черно поле f8 · бял цар на бяло поле a4 · черен цар на черно поле b2 · черна пешка на бяло поле c2 | бяла дама на черно поле f8 · бял цар на бяло поле a4 · черен цар на черно поле b2 · черна пешка на бяло поле c2 | бяла дама на черно поле f8 · бял цар на бяло поле a4 · черен цар на черно поле b2 · черна пешка на бяло поле c2 | бяла дама на черно поле f8 · бял цар на бяло поле a4 · черен цар на черно поле b2 · черна пешка на бяло поле c2 | 8 |
| 7 | бяла дама на черно поле f8 · бял цар на бяло поле a4 · черен цар на черно поле b2 · черна пешка на бяло поле c2 | бяла дама на черно поле f8 · бял цар на бяло поле a4 · черен цар на черно поле b2 · черна пешка на бяло поле c2 | бяла дама на черно поле f8 · бял цар на бяло поле a4 · черен цар на черно поле b2 · черна пешка на бяло поле c2 | бяла дама на черно поле f8 · бял цар на бяло поле a4 · черен цар на черно поле b2 · черна пешка на бяло поле c2 | бяла дама на черно поле f8 · бял цар на бяло поле a4 · черен цар на черно поле b2 · черна пешка на бяло поле c2 | бяла дама на черно поле f8 · бял цар на бяло поле a4 · черен цар на черно поле b2 · черна пешка на бяло поле c2 | бяла дама на черно поле f8 · бял цар на бяло поле a4 · черен цар на черно поле b2 · черна пешка на бяло поле c2 | бяла дама на черно поле f8 · бял цар на бяло поле a4 · черен цар на черно поле b2 · черна пешка на бяло поле c2 | 7 |
| 6 | бяла дама на черно поле f8 · бял цар на бяло поле a4 · черен цар на черно поле b2 · черна пешка на бяло поле c2 | бяла дама на черно поле f8 · бял цар на бяло поле a4 · черен цар на черно поле b2 · черна пешка на бяло поле c2 | бяла дама на черно поле f8 · бял цар на бяло поле a4 · черен цар на черно поле b2 · черна пешка на бяло поле c2 | бяла дама на черно поле f8 · бял цар на бяло поле a4 · черен цар на черно поле b2 · черна пешка на бяло поле c2 | бяла дама на черно поле f8 · бял цар на бяло поле a4 · черен цар на черно поле b2 · черна пешка на бяло поле c2 | бяла дама на черно поле f8 · бял цар на бяло поле a4 · черен цар на черно поле b2 · черна пешка на бяло поле c2 | бяла дама на черно поле f8 · бял цар на бяло поле a4 · черен цар на черно поле b2 · черна пешка на бяло поле c2 | бяла дама на черно поле f8 · бял цар на бяло поле a4 · черен цар на черно поле b2 · черна пешка на бяло поле c2 | 6 |
| 5 | бяла дама на черно поле f8 · бял цар на бяло поле a4 · черен цар на черно поле b2 · черна пешка на бяло поле c2 | бяла дама на черно поле f8 · бял цар на бяло поле a4 · черен цар на черно поле b2 · черна пешка на бяло поле c2 | бяла дама на черно поле f8 · бял цар на бяло поле a4 · черен цар на черно поле b2 · черна пешка на бяло поле c2 | бяла дама на черно поле f8 · бял цар на бяло поле a4 · черен цар на черно поле b2 · черна пешка на бяло поле c2 | бяла дама на черно поле f8 · бял цар на бяло поле a4 · черен цар на черно поле b2 · черна пешка на бяло поле c2 | бяла дама на черно поле f8 · бял цар на бяло поле a4 · черен цар на черно поле b2 · черна пешка на бяло поле c2 | бяла дама на черно поле f8 · бял цар на бяло поле a4 · черен цар на черно поле b2 · черна пешка на бяло поле c2 | бяла дама на черно поле f8 · бял цар на бяло поле a4 · черен цар на черно поле b2 · черна пешка на бяло поле c2 | 5 |
| 4 | бяла дама на черно поле f8 · бял цар на бяло поле a4 · черен цар на черно поле b2 · черна пешка на бяло поле c2 | бяла дама на черно поле f8 · бял цар на бяло поле a4 · черен цар на черно поле b2 · черна пешка на бяло поле c2 | бяла дама на черно поле f8 · бял цар на бяло поле a4 · черен цар на черно поле b2 · черна пешка на бяло поле c2 | бяла дама на черно поле f8 · бял цар на бяло поле a4 · черен цар на черно поле b2 · черна пешка на бяло поле c2 | бяла дама на черно поле f8 · бял цар на бяло поле a4 · черен цар на черно поле b2 · черна пешка на бяло поле c2 | бяла дама на черно поле f8 · бял цар на бяло поле a4 · черен цар на черно поле b2 · черна пешка на бяло поле c2 | бяла дама на черно поле f8 · бял цар на бяло поле a4 · черен цар на черно поле b2 · черна пешка на бяло поле c2 | бяла дама на черно поле f8 · бял цар на бяло поле a4 · черен цар на черно поле b2 · черна пешка на бяло поле c2 | 4 |
| 3 | бяла дама на черно поле f8 · бял цар на бяло поле a4 · черен цар на черно поле b2 · черна пешка на бяло поле c2 | бяла дама на черно поле f8 · бял цар на бяло поле a4 · черен цар на черно поле b2 · черна пешка на бяло поле c2 | бяла дама на черно поле f8 · бял цар на бяло поле a4 · черен цар на черно поле b2 · черна пешка на бяло поле c2 | бяла дама на черно поле f8 · бял цар на бяло поле a4 · черен цар на черно поле b2 · черна пешка на бяло поле c2 | бяла дама на черно поле f8 · бял цар на бяло поле a4 · черен цар на черно поле b2 · черна пешка на бяло поле c2 | бяла дама на черно поле f8 · бял цар на бяло поле a4 · черен цар на черно поле b2 · черна пешка на бяло поле c2 | бяла дама на черно поле f8 · бял цар на бяло поле a4 · черен цар на черно поле b2 · черна пешка на бяло поле c2 | бяла дама на черно поле f8 · бял цар на бяло поле a4 · черен цар на черно поле b2 · черна пешка на бяло поле c2 | 3 |
| 2 | бяла дама на черно поле f8 · бял цар на бяло поле a4 · черен цар на черно поле b2 · черна пешка на бяло поле c2 | бяла дама на черно поле f8 · бял цар на бяло поле a4 · черен цар на черно поле b2 · черна пешка на бяло поле c2 | бяла дама на черно поле f8 · бял цар на бяло поле a4 · черен цар на черно поле b2 · черна пешка на бяло поле c2 | бяла дама на черно поле f8 · бял цар на бяло поле a4 · черен цар на черно поле b2 · черна пешка на бяло поле c2 | бяла дама на черно поле f8 · бял цар на бяло поле a4 · черен цар на черно поле b2 · черна пешка на бяло поле c2 | бяла дама на черно поле f8 · бял цар на бяло поле a4 · черен цар на черно поле b2 · черна пешка на бяло поле c2 | бяла дама на черно поле f8 · бял цар на бяло поле a4 · черен цар на черно поле b2 · черна пешка на бяло поле c2 | бяла дама на черно поле f8 · бял цар на бяло поле a4 · черен цар на черно поле b2 · черна пешка на бяло поле c2 | 2 |
| 1 | бяла дама на черно поле f8 · бял цар на бяло поле a4 · черен цар на черно поле b2 · черна пешка на бяло поле c2 | бяла дама на черно поле f8 · бял цар на бяло поле a4 · черен цар на черно поле b2 · черна пешка на бяло поле c2 | бяла дама на черно поле f8 · бял цар на бяло поле a4 · черен цар на черно поле b2 · черна пешка на бяло поле c2 | бяла дама на черно поле f8 · бял цар на бяло поле a4 · черен цар на черно поле b2 · черна пешка на бяло поле c2 | бяла дама на черно поле f8 · бял цар на бяло поле a4 · черен цар на черно поле b2 · черна пешка на бяло поле c2 | бяла дама на черно поле f8 · бял цар на бяло поле a4 · черен цар на черно поле b2 · черна пешка на бяло поле c2 | бяла дама на черно поле f8 · бял цар на бяло поле a4 · черен цар на черно поле b2 · черна пешка на бяло поле c2 | бяла дама на черно поле f8 · бял цар на бяло поле a4 · черен цар на черно поле b2 · черна пешка на бяло поле c2 | 1 |
|   | a | b | c | d | e | f | g | h |   |

На лявата диаграма при крайна пешка: 1.Дf2+ Цb3 2.Дe1 Цb2 3.Цb4 a1Д 4.Дd2+ Цb1 5.Цb3 и черните трябва да пожертват дамата, за да се избегне матирането при следващия ход.
На дясната диаграма, при офицерска пешка белият цар трябва да е още по-близо (при цар на b5 е равенство): 1.Дb4+ Цa2 2.Дb3+ (2.Дc3? c1Д 3.Д:c1 пaт) 2...Цa1 3.Дc3+ Цb1 4.Цb3 c1Д 5.Дd3+ Цa1 6.Дa6+ Цb1 7.Дa2#

### Дама срещу няколко пешки
В окончание дама срещу няколко пешки резултатът зависи от това как са разположени пешките.
На някои позиции дамата печели по-лесно, отколкото срещу самотна пешка, защото пешките не се поддържат.

## Дами от двете страни
В окончанията от този тип оценката на позицията зависи от наличието на проходни пешки, степента на тяхното напредване, съществуващите слабости на пешките и активността на царицата - фактор от първостепенно значение. При активни фигури (ако противникът няма възможност за вечен шах), допълнителна пешка обикновено е достатъчна за победа. Ако царят на по-силната страна е надеждно покрит, а на пешката се противопоставя само царицата на противника, предимството се реализира без затруднения: за разлика от другите фигури, дамата може сама да поддържа напредването на пешката и произвеждането ѝ в дама. Когато царят е лишен от пешечно прикритие, оценката на позицията зависи от възможността за неговото проникване в противниковия лагер, нанасяне на решителни материални щети, организиране на матова атака заедно с царицата или заплахата от размяна на дами (след което пешката в повече на по-силната страна обикновено е достатъчна за победа).

### Дама срещу дама без пешки
|   | a | b | c | d | e | f | g | h |   |
| 8 | бяла пешка на черно поле e7 · бял цар на бяло поле d5 · черна пешка на бяло поле a4 · черен цар на бяло поле b1 | бяла пешка на черно поле e7 · бял цар на бяло поле d5 · черна пешка на бяло поле a4 · черен цар на бяло поле b1 | бяла пешка на черно поле e7 · бял цар на бяло поле d5 · черна пешка на бяло поле a4 · черен цар на бяло поле b1 | бяла пешка на черно поле e7 · бял цар на бяло поле d5 · черна пешка на бяло поле a4 · черен цар на бяло поле b1 | бяла пешка на черно поле e7 · бял цар на бяло поле d5 · черна пешка на бяло поле a4 · черен цар на бяло поле b1 | бяла пешка на черно поле e7 · бял цар на бяло поле d5 · черна пешка на бяло поле a4 · черен цар на бяло поле b1 | бяла пешка на черно поле e7 · бял цар на бяло поле d5 · черна пешка на бяло поле a4 · черен цар на бяло поле b1 | бяла пешка на черно поле e7 · бял цар на бяло поле d5 · черна пешка на бяло поле a4 · черен цар на бяло поле b1 | 8 |
| 7 | бяла пешка на черно поле e7 · бял цар на бяло поле d5 · черна пешка на бяло поле a4 · черен цар на бяло поле b1 | бяла пешка на черно поле e7 · бял цар на бяло поле d5 · черна пешка на бяло поле a4 · черен цар на бяло поле b1 | бяла пешка на черно поле e7 · бял цар на бяло поле d5 · черна пешка на бяло поле a4 · черен цар на бяло поле b1 | бяла пешка на черно поле e7 · бял цар на бяло поле d5 · черна пешка на бяло поле a4 · черен цар на бяло поле b1 | бяла пешка на черно поле e7 · бял цар на бяло поле d5 · черна пешка на бяло поле a4 · черен цар на бяло поле b1 | бяла пешка на черно поле e7 · бял цар на бяло поле d5 · черна пешка на бяло поле a4 · черен цар на бяло поле b1 | бяла пешка на черно поле e7 · бял цар на бяло поле d5 · черна пешка на бяло поле a4 · черен цар на бяло поле b1 | бяла пешка на черно поле e7 · бял цар на бяло поле d5 · черна пешка на бяло поле a4 · черен цар на бяло поле b1 | 7 |
| 6 | бяла пешка на черно поле e7 · бял цар на бяло поле d5 · черна пешка на бяло поле a4 · черен цар на бяло поле b1 | бяла пешка на черно поле e7 · бял цар на бяло поле d5 · черна пешка на бяло поле a4 · черен цар на бяло поле b1 | бяла пешка на черно поле e7 · бял цар на бяло поле d5 · черна пешка на бяло поле a4 · черен цар на бяло поле b1 | бяла пешка на черно поле e7 · бял цар на бяло поле d5 · черна пешка на бяло поле a4 · черен цар на бяло поле b1 | бяла пешка на черно поле e7 · бял цар на бяло поле d5 · черна пешка на бяло поле a4 · черен цар на бяло поле b1 | бяла пешка на черно поле e7 · бял цар на бяло поле d5 · черна пешка на бяло поле a4 · черен цар на бяло поле b1 | бяла пешка на черно поле e7 · бял цар на бяло поле d5 · черна пешка на бяло поле a4 · черен цар на бяло поле b1 | бяла пешка на черно поле e7 · бял цар на бяло поле d5 · черна пешка на бяло поле a4 · черен цар на бяло поле b1 | 6 |
| 5 | бяла пешка на черно поле e7 · бял цар на бяло поле d5 · черна пешка на бяло поле a4 · черен цар на бяло поле b1 | бяла пешка на черно поле e7 · бял цар на бяло поле d5 · черна пешка на бяло поле a4 · черен цар на бяло поле b1 | бяла пешка на черно поле e7 · бял цар на бяло поле d5 · черна пешка на бяло поле a4 · черен цар на бяло поле b1 | бяла пешка на черно поле e7 · бял цар на бяло поле d5 · черна пешка на бяло поле a4 · черен цар на бяло поле b1 | бяла пешка на черно поле e7 · бял цар на бяло поле d5 · черна пешка на бяло поле a4 · черен цар на бяло поле b1 | бяла пешка на черно поле e7 · бял цар на бяло поле d5 · черна пешка на бяло поле a4 · черен цар на бяло поле b1 | бяла пешка на черно поле e7 · бял цар на бяло поле d5 · черна пешка на бяло поле a4 · черен цар на бяло поле b1 | бяла пешка на черно поле e7 · бял цар на бяло поле d5 · черна пешка на бяло поле a4 · черен цар на бяло поле b1 | 5 |
| 4 | бяла пешка на черно поле e7 · бял цар на бяло поле d5 · черна пешка на бяло поле a4 · черен цар на бяло поле b1 | бяла пешка на черно поле e7 · бял цар на бяло поле d5 · черна пешка на бяло поле a4 · черен цар на бяло поле b1 | бяла пешка на черно поле e7 · бял цар на бяло поле d5 · черна пешка на бяло поле a4 · черен цар на бяло поле b1 | бяла пешка на черно поле e7 · бял цар на бяло поле d5 · черна пешка на бяло поле a4 · черен цар на бяло поле b1 | бяла пешка на черно поле e7 · бял цар на бяло поле d5 · черна пешка на бяло поле a4 · черен цар на бяло поле b1 | бяла пешка на черно поле e7 · бял цар на бяло поле d5 · черна пешка на бяло поле a4 · черен цар на бяло поле b1 | бяла пешка на черно поле e7 · бял цар на бяло поле d5 · черна пешка на бяло поле a4 · черен цар на бяло поле b1 | бяла пешка на черно поле e7 · бял цар на бяло поле d5 · черна пешка на бяло поле a4 · черен цар на бяло поле b1 | 4 |
| 3 | бяла пешка на черно поле e7 · бял цар на бяло поле d5 · черна пешка на бяло поле a4 · черен цар на бяло поле b1 | бяла пешка на черно поле e7 · бял цар на бяло поле d5 · черна пешка на бяло поле a4 · черен цар на бяло поле b1 | бяла пешка на черно поле e7 · бял цар на бяло поле d5 · черна пешка на бяло поле a4 · черен цар на бяло поле b1 | бяла пешка на черно поле e7 · бял цар на бяло поле d5 · черна пешка на бяло поле a4 · черен цар на бяло поле b1 | бяла пешка на черно поле e7 · бял цар на бяло поле d5 · черна пешка на бяло поле a4 · черен цар на бяло поле b1 | бяла пешка на черно поле e7 · бял цар на бяло поле d5 · черна пешка на бяло поле a4 · черен цар на бяло поле b1 | бяла пешка на черно поле e7 · бял цар на бяло поле d5 · черна пешка на бяло поле a4 · черен цар на бяло поле b1 | бяла пешка на черно поле e7 · бял цар на бяло поле d5 · черна пешка на бяло поле a4 · черен цар на бяло поле b1 | 3 |
| 2 | бяла пешка на черно поле e7 · бял цар на бяло поле d5 · черна пешка на бяло поле a4 · черен цар на бяло поле b1 | бяла пешка на черно поле e7 · бял цар на бяло поле d5 · черна пешка на бяло поле a4 · черен цар на бяло поле b1 | бяла пешка на черно поле e7 · бял цар на бяло поле d5 · черна пешка на бяло поле a4 · черен цар на бяло поле b1 | бяла пешка на черно поле e7 · бял цар на бяло поле d5 · черна пешка на бяло поле a4 · черен цар на бяло поле b1 | бяла пешка на черно поле e7 · бял цар на бяло поле d5 · черна пешка на бяло поле a4 · черен цар на бяло поле b1 | бяла пешка на черно поле e7 · бял цар на бяло поле d5 · черна пешка на бяло поле a4 · черен цар на бяло поле b1 | бяла пешка на черно поле e7 · бял цар на бяло поле d5 · черна пешка на бяло поле a4 · черен цар на бяло поле b1 | бяла пешка на черно поле e7 · бял цар на бяло поле d5 · черна пешка на бяло поле a4 · черен цар на бяло поле b1 | 2 |
| 1 | бяла пешка на черно поле e7 · бял цар на бяло поле d5 · черна пешка на бяло поле a4 · черен цар на бяло поле b1 | бяла пешка на черно поле e7 · бял цар на бяло поле d5 · черна пешка на бяло поле a4 · черен цар на бяло поле b1 | бяла пешка на черно поле e7 · бял цар на бяло поле d5 · черна пешка на бяло поле a4 · черен цар на бяло поле b1 | бяла пешка на черно поле e7 · бял цар на бяло поле d5 · черна пешка на бяло поле a4 · черен цар на бяло поле b1 | бяла пешка на черно поле e7 · бял цар на бяло поле d5 · черна пешка на бяло поле a4 · черен цар на бяло поле b1 | бяла пешка на черно поле e7 · бял цар на бяло поле d5 · черна пешка на бяло поле a4 · черен цар на бяло поле b1 | бяла пешка на черно поле e7 · бял цар на бяло поле d5 · черна пешка на бяло поле a4 · черен цар на бяло поле b1 | бяла пешка на черно поле e7 · бял цар на бяло поле d5 · черна пешка на бяло поле a4 · черен цар на бяло поле b1 | 1 |
|   | a | b | c | d | e | f | g | h |   |

|   | a | b | c | d | e | f | g | h |   |
| 8 | бял цар на бяло поле b3 · бяла дама на бяло поле e2 · черна дама на черно поле a1 · черен цар на бяло поле b1 | бял цар на бяло поле b3 · бяла дама на бяло поле e2 · черна дама на черно поле a1 · черен цар на бяло поле b1 | бял цар на бяло поле b3 · бяла дама на бяло поле e2 · черна дама на черно поле a1 · черен цар на бяло поле b1 | бял цар на бяло поле b3 · бяла дама на бяло поле e2 · черна дама на черно поле a1 · черен цар на бяло поле b1 | бял цар на бяло поле b3 · бяла дама на бяло поле e2 · черна дама на черно поле a1 · черен цар на бяло поле b1 | бял цар на бяло поле b3 · бяла дама на бяло поле e2 · черна дама на черно поле a1 · черен цар на бяло поле b1 | бял цар на бяло поле b3 · бяла дама на бяло поле e2 · черна дама на черно поле a1 · черен цар на бяло поле b1 | бял цар на бяло поле b3 · бяла дама на бяло поле e2 · черна дама на черно поле a1 · черен цар на бяло поле b1 | 8 |
| 7 | бял цар на бяло поле b3 · бяла дама на бяло поле e2 · черна дама на черно поле a1 · черен цар на бяло поле b1 | бял цар на бяло поле b3 · бяла дама на бяло поле e2 · черна дама на черно поле a1 · черен цар на бяло поле b1 | бял цар на бяло поле b3 · бяла дама на бяло поле e2 · черна дама на черно поле a1 · черен цар на бяло поле b1 | бял цар на бяло поле b3 · бяла дама на бяло поле e2 · черна дама на черно поле a1 · черен цар на бяло поле b1 | бял цар на бяло поле b3 · бяла дама на бяло поле e2 · черна дама на черно поле a1 · черен цар на бяло поле b1 | бял цар на бяло поле b3 · бяла дама на бяло поле e2 · черна дама на черно поле a1 · черен цар на бяло поле b1 | бял цар на бяло поле b3 · бяла дама на бяло поле e2 · черна дама на черно поле a1 · черен цар на бяло поле b1 | бял цар на бяло поле b3 · бяла дама на бяло поле e2 · черна дама на черно поле a1 · черен цар на бяло поле b1 | 7 |
| 6 | бял цар на бяло поле b3 · бяла дама на бяло поле e2 · черна дама на черно поле a1 · черен цар на бяло поле b1 | бял цар на бяло поле b3 · бяла дама на бяло поле e2 · черна дама на черно поле a1 · черен цар на бяло поле b1 | бял цар на бяло поле b3 · бяла дама на бяло поле e2 · черна дама на черно поле a1 · черен цар на бяло поле b1 | бял цар на бяло поле b3 · бяла дама на бяло поле e2 · черна дама на черно поле a1 · черен цар на бяло поле b1 | бял цар на бяло поле b3 · бяла дама на бяло поле e2 · черна дама на черно поле a1 · черен цар на бяло поле b1 | бял цар на бяло поле b3 · бяла дама на бяло поле e2 · черна дама на черно поле a1 · черен цар на бяло поле b1 | бял цар на бяло поле b3 · бяла дама на бяло поле e2 · черна дама на черно поле a1 · черен цар на бяло поле b1 | бял цар на бяло поле b3 · бяла дама на бяло поле e2 · черна дама на черно поле a1 · черен цар на бяло поле b1 | 6 |
| 5 | бял цар на бяло поле b3 · бяла дама на бяло поле e2 · черна дама на черно поле a1 · черен цар на бяло поле b1 | бял цар на бяло поле b3 · бяла дама на бяло поле e2 · черна дама на черно поле a1 · черен цар на бяло поле b1 | бял цар на бяло поле b3 · бяла дама на бяло поле e2 · черна дама на черно поле a1 · черен цар на бяло поле b1 | бял цар на бяло поле b3 · бяла дама на бяло поле e2 · черна дама на черно поле a1 · черен цар на бяло поле b1 | бял цар на бяло поле b3 · бяла дама на бяло поле e2 · черна дама на черно поле a1 · черен цар на бяло поле b1 | бял цар на бяло поле b3 · бяла дама на бяло поле e2 · черна дама на черно поле a1 · черен цар на бяло поле b1 | бял цар на бяло поле b3 · бяла дама на бяло поле e2 · черна дама на черно поле a1 · черен цар на бяло поле b1 | бял цар на бяло поле b3 · бяла дама на бяло поле e2 · черна дама на черно поле a1 · черен цар на бяло поле b1 | 5 |
| 4 | бял цар на бяло поле b3 · бяла дама на бяло поле e2 · черна дама на черно поле a1 · черен цар на бяло поле b1 | бял цар на бяло поле b3 · бяла дама на бяло поле e2 · черна дама на черно поле a1 · черен цар на бяло поле b1 | бял цар на бяло поле b3 · бяла дама на бяло поле e2 · черна дама на черно поле a1 · черен цар на бяло поле b1 | бял цар на бяло поле b3 · бяла дама на бяло поле e2 · черна дама на черно поле a1 · черен цар на бяло поле b1 | бял цар на бяло поле b3 · бяла дама на бяло поле e2 · черна дама на черно поле a1 · черен цар на бяло поле b1 | бял цар на бяло поле b3 · бяла дама на бяло поле e2 · черна дама на черно поле a1 · черен цар на бяло поле b1 | бял цар на бяло поле b3 · бяла дама на бяло поле e2 · черна дама на черно поле a1 · черен цар на бяло поле b1 | бял цар на бяло поле b3 · бяла дама на бяло поле e2 · черна дама на черно поле a1 · черен цар на бяло поле b1 | 4 |
| 3 | бял цар на бяло поле b3 · бяла дама на бяло поле e2 · черна дама на черно поле a1 · черен цар на бяло поле b1 | бял цар на бяло поле b3 · бяла дама на бяло поле e2 · черна дама на черно поле a1 · черен цар на бяло поле b1 | бял цар на бяло поле b3 · бяла дама на бяло поле e2 · черна дама на черно поле a1 · черен цар на бяло поле b1 | бял цар на бяло поле b3 · бяла дама на бяло поле e2 · черна дама на черно поле a1 · черен цар на бяло поле b1 | бял цар на бяло поле b3 · бяла дама на бяло поле e2 · черна дама на черно поле a1 · черен цар на бяло поле b1 | бял цар на бяло поле b3 · бяла дама на бяло поле e2 · черна дама на черно поле a1 · черен цар на бяло поле b1 | бял цар на бяло поле b3 · бяла дама на бяло поле e2 · черна дама на черно поле a1 · черен цар на бяло поле b1 | бял цар на бяло поле b3 · бяла дама на бяло поле e2 · черна дама на черно поле a1 · черен цар на бяло поле b1 | 3 |
| 2 | бял цар на бяло поле b3 · бяла дама на бяло поле e2 · черна дама на черно поле a1 · черен цар на бяло поле b1 | бял цар на бяло поле b3 · бяла дама на бяло поле e2 · черна дама на черно поле a1 · черен цар на бяло поле b1 | бял цар на бяло поле b3 · бяла дама на бяло поле e2 · черна дама на черно поле a1 · черен цар на бяло поле b1 | бял цар на бяло поле b3 · бяла дама на бяло поле e2 · черна дама на черно поле a1 · черен цар на бяло поле b1 | бял цар на бяло поле b3 · бяла дама на бяло поле e2 · черна дама на черно поле a1 · черен цар на бяло поле b1 | бял цар на бяло поле b3 · бяла дама на бяло поле e2 · черна дама на черно поле a1 · черен цар на бяло поле b1 | бял цар на бяло поле b3 · бяла дама на бяло поле e2 · черна дама на черно поле a1 · черен цар на бяло поле b1 | бял цар на бяло поле b3 · бяла дама на бяло поле e2 · черна дама на черно поле a1 · черен цар на бяло поле b1 | 2 |
| 1 | бял цар на бяло поле b3 · бяла дама на бяло поле e2 · черна дама на черно поле a1 · черен цар на бяло поле b1 | бял цар на бяло поле b3 · бяла дама на бяло поле e2 · черна дама на черно поле a1 · черен цар на бяло поле b1 | бял цар на бяло поле b3 · бяла дама на бяло поле e2 · черна дама на черно поле a1 · черен цар на бяло поле b1 | бял цар на бяло поле b3 · бяла дама на бяло поле e2 · черна дама на черно поле a1 · черен цар на бяло поле b1 | бял цар на бяло поле b3 · бяла дама на бяло поле e2 · черна дама на черно поле a1 · черен цар на бяло поле b1 | бял цар на бяло поле b3 · бяла дама на бяло поле e2 · черна дама на черно поле a1 · черен цар на бяло поле b1 | бял цар на бяло поле b3 · бяла дама на бяло поле e2 · черна дама на черно поле a1 · черен цар на бяло поле b1 | бял цар на бяло поле b3 · бяла дама на бяло поле e2 · черна дама на черно поле a1 · черен цар на бяло поле b1 | 1 |
|   | a | b | c | d | e | f | g | h |   |

Този завършек често възниква след взаимно произвеждане. Резултатът зависи от разположението на фигурите. На диаграмата вляво силите изглеждат равностойни, но след 
1. е8Д а3
2. Де2 а2
 3. Цc4! a1Д
 4. Цb3!
 от позицията на диаграмата вдясно се вижда, че черните не могат да се спасят от мат на b2 или d1.

### Дама и пeшка срещу дама
Дама и пeшка срещу дама е един от най-трудните видове дамски окончания. Този завършек често възниква след взаимно произвеждане. Трудностите при анализа се дължат на широкия спектър от действия на царицата и наличието на безброй варианти. Предимството на пешката е много малко, тъй като мощната царица с многобройните си възможни ходове усложнява систематичния анализ. Най-лесно, както показва практиката, се произвежда централната (царска или дамска) пешка с най-големи шансове за победа, сравнително лесно - офицерската с добри шансове за победа, по-трудно – конската, с която е много трудно да се спечели, а най-трудно - крайната пешка, която има малък шанс да спечели. При достигане на предпоследния хоризонтал и с активни фигури на по-силната страна е възможно, с редки изключения, пешката да се превърне в царица (или друга фигура). При по-малко напреднали пешки общата оценка на ендшпила все още е неясна. Защитата в този тип ендшпил е изключително трудна и изисква голяма прецизност.
Теорията за това окончание започват да развиват сравнително скоро Михаил Ботвиник, Паул Керес, Юрий Авербах, Андре Шерон, Р. Фонтана. То може да бъде изследвано само частично преди създаването на бази от данни за ендшпила. В съвременната шахматна практика за анализ на този ендшпил се използват компютри. Първите резултати от такива изследвания в базите данни за ендшпила са публикувани от Кен Томпсън и Джон Ройкрофт, а в началото на 70-те години такива дамски окончания с конска пешка са обект на машинни изследвания от E. A. Koмисарчик и A. Л. Футeр.  Чрез ретроспективен анализ през 80-те години на миналия век ендшпилът "Дама и пешка срещу дама (и всички други 5-фигурни окончания) са изчислени изцяло от Кен Томпсън, след това от Евгений Налимов (виж Ендшпилни таблици ) и други.
От всички разгледани легални позиции , когато е на ход страната, имаща пешка, тя:
- печели в 68,39 %,
- губи в 0,40 %,
- завършва наравно в 31,21 %.

По хода на противника на страната с пешка, тя:
- печели в 13,61 %,
- губи в 35,19 %,
- завършва на равно в 51,20 %.

Освен ако дамата не се изгуби чрез шах, това окончание може да завърши реми, защото или след няколко хода дамите се разменят или един от двамата играчи дава вечен шах.
Има обаче два нетривиални варианта с дългосрочна печалба:
|   | a | b | c | d | e | f | g | h |   |
| 8 | черна дама на черно поле d6 · бяла пешка на черно поле b4 · бял цар на бяло поле e4 · бяла дама на бяло поле a2 · черен цар на бяло поле h1 | черна дама на черно поле d6 · бяла пешка на черно поле b4 · бял цар на бяло поле e4 · бяла дама на бяло поле a2 · черен цар на бяло поле h1 | черна дама на черно поле d6 · бяла пешка на черно поле b4 · бял цар на бяло поле e4 · бяла дама на бяло поле a2 · черен цар на бяло поле h1 | черна дама на черно поле d6 · бяла пешка на черно поле b4 · бял цар на бяло поле e4 · бяла дама на бяло поле a2 · черен цар на бяло поле h1 | черна дама на черно поле d6 · бяла пешка на черно поле b4 · бял цар на бяло поле e4 · бяла дама на бяло поле a2 · черен цар на бяло поле h1 | черна дама на черно поле d6 · бяла пешка на черно поле b4 · бял цар на бяло поле e4 · бяла дама на бяло поле a2 · черен цар на бяло поле h1 | черна дама на черно поле d6 · бяла пешка на черно поле b4 · бял цар на бяло поле e4 · бяла дама на бяло поле a2 · черен цар на бяло поле h1 | черна дама на черно поле d6 · бяла пешка на черно поле b4 · бял цар на бяло поле e4 · бяла дама на бяло поле a2 · черен цар на бяло поле h1 | 8 |
| 7 | черна дама на черно поле d6 · бяла пешка на черно поле b4 · бял цар на бяло поле e4 · бяла дама на бяло поле a2 · черен цар на бяло поле h1 | черна дама на черно поле d6 · бяла пешка на черно поле b4 · бял цар на бяло поле e4 · бяла дама на бяло поле a2 · черен цар на бяло поле h1 | черна дама на черно поле d6 · бяла пешка на черно поле b4 · бял цар на бяло поле e4 · бяла дама на бяло поле a2 · черен цар на бяло поле h1 | черна дама на черно поле d6 · бяла пешка на черно поле b4 · бял цар на бяло поле e4 · бяла дама на бяло поле a2 · черен цар на бяло поле h1 | черна дама на черно поле d6 · бяла пешка на черно поле b4 · бял цар на бяло поле e4 · бяла дама на бяло поле a2 · черен цар на бяло поле h1 | черна дама на черно поле d6 · бяла пешка на черно поле b4 · бял цар на бяло поле e4 · бяла дама на бяло поле a2 · черен цар на бяло поле h1 | черна дама на черно поле d6 · бяла пешка на черно поле b4 · бял цар на бяло поле e4 · бяла дама на бяло поле a2 · черен цар на бяло поле h1 | черна дама на черно поле d6 · бяла пешка на черно поле b4 · бял цар на бяло поле e4 · бяла дама на бяло поле a2 · черен цар на бяло поле h1 | 7 |
| 6 | черна дама на черно поле d6 · бяла пешка на черно поле b4 · бял цар на бяло поле e4 · бяла дама на бяло поле a2 · черен цар на бяло поле h1 | черна дама на черно поле d6 · бяла пешка на черно поле b4 · бял цар на бяло поле e4 · бяла дама на бяло поле a2 · черен цар на бяло поле h1 | черна дама на черно поле d6 · бяла пешка на черно поле b4 · бял цар на бяло поле e4 · бяла дама на бяло поле a2 · черен цар на бяло поле h1 | черна дама на черно поле d6 · бяла пешка на черно поле b4 · бял цар на бяло поле e4 · бяла дама на бяло поле a2 · черен цар на бяло поле h1 | черна дама на черно поле d6 · бяла пешка на черно поле b4 · бял цар на бяло поле e4 · бяла дама на бяло поле a2 · черен цар на бяло поле h1 | черна дама на черно поле d6 · бяла пешка на черно поле b4 · бял цар на бяло поле e4 · бяла дама на бяло поле a2 · черен цар на бяло поле h1 | черна дама на черно поле d6 · бяла пешка на черно поле b4 · бял цар на бяло поле e4 · бяла дама на бяло поле a2 · черен цар на бяло поле h1 | черна дама на черно поле d6 · бяла пешка на черно поле b4 · бял цар на бяло поле e4 · бяла дама на бяло поле a2 · черен цар на бяло поле h1 | 6 |
| 5 | черна дама на черно поле d6 · бяла пешка на черно поле b4 · бял цар на бяло поле e4 · бяла дама на бяло поле a2 · черен цар на бяло поле h1 | черна дама на черно поле d6 · бяла пешка на черно поле b4 · бял цар на бяло поле e4 · бяла дама на бяло поле a2 · черен цар на бяло поле h1 | черна дама на черно поле d6 · бяла пешка на черно поле b4 · бял цар на бяло поле e4 · бяла дама на бяло поле a2 · черен цар на бяло поле h1 | черна дама на черно поле d6 · бяла пешка на черно поле b4 · бял цар на бяло поле e4 · бяла дама на бяло поле a2 · черен цар на бяло поле h1 | черна дама на черно поле d6 · бяла пешка на черно поле b4 · бял цар на бяло поле e4 · бяла дама на бяло поле a2 · черен цар на бяло поле h1 | черна дама на черно поле d6 · бяла пешка на черно поле b4 · бял цар на бяло поле e4 · бяла дама на бяло поле a2 · черен цар на бяло поле h1 | черна дама на черно поле d6 · бяла пешка на черно поле b4 · бял цар на бяло поле e4 · бяла дама на бяло поле a2 · черен цар на бяло поле h1 | черна дама на черно поле d6 · бяла пешка на черно поле b4 · бял цар на бяло поле e4 · бяла дама на бяло поле a2 · черен цар на бяло поле h1 | 5 |
| 4 | черна дама на черно поле d6 · бяла пешка на черно поле b4 · бял цар на бяло поле e4 · бяла дама на бяло поле a2 · черен цар на бяло поле h1 | черна дама на черно поле d6 · бяла пешка на черно поле b4 · бял цар на бяло поле e4 · бяла дама на бяло поле a2 · черен цар на бяло поле h1 | черна дама на черно поле d6 · бяла пешка на черно поле b4 · бял цар на бяло поле e4 · бяла дама на бяло поле a2 · черен цар на бяло поле h1 | черна дама на черно поле d6 · бяла пешка на черно поле b4 · бял цар на бяло поле e4 · бяла дама на бяло поле a2 · черен цар на бяло поле h1 | черна дама на черно поле d6 · бяла пешка на черно поле b4 · бял цар на бяло поле e4 · бяла дама на бяло поле a2 · черен цар на бяло поле h1 | черна дама на черно поле d6 · бяла пешка на черно поле b4 · бял цар на бяло поле e4 · бяла дама на бяло поле a2 · черен цар на бяло поле h1 | черна дама на черно поле d6 · бяла пешка на черно поле b4 · бял цар на бяло поле e4 · бяла дама на бяло поле a2 · черен цар на бяло поле h1 | черна дама на черно поле d6 · бяла пешка на черно поле b4 · бял цар на бяло поле e4 · бяла дама на бяло поле a2 · черен цар на бяло поле h1 | 4 |
| 3 | черна дама на черно поле d6 · бяла пешка на черно поле b4 · бял цар на бяло поле e4 · бяла дама на бяло поле a2 · черен цар на бяло поле h1 | черна дама на черно поле d6 · бяла пешка на черно поле b4 · бял цар на бяло поле e4 · бяла дама на бяло поле a2 · черен цар на бяло поле h1 | черна дама на черно поле d6 · бяла пешка на черно поле b4 · бял цар на бяло поле e4 · бяла дама на бяло поле a2 · черен цар на бяло поле h1 | черна дама на черно поле d6 · бяла пешка на черно поле b4 · бял цар на бяло поле e4 · бяла дама на бяло поле a2 · черен цар на бяло поле h1 | черна дама на черно поле d6 · бяла пешка на черно поле b4 · бял цар на бяло поле e4 · бяла дама на бяло поле a2 · черен цар на бяло поле h1 | черна дама на черно поле d6 · бяла пешка на черно поле b4 · бял цар на бяло поле e4 · бяла дама на бяло поле a2 · черен цар на бяло поле h1 | черна дама на черно поле d6 · бяла пешка на черно поле b4 · бял цар на бяло поле e4 · бяла дама на бяло поле a2 · черен цар на бяло поле h1 | черна дама на черно поле d6 · бяла пешка на черно поле b4 · бял цар на бяло поле e4 · бяла дама на бяло поле a2 · черен цар на бяло поле h1 | 3 |
| 2 | черна дама на черно поле d6 · бяла пешка на черно поле b4 · бял цар на бяло поле e4 · бяла дама на бяло поле a2 · черен цар на бяло поле h1 | черна дама на черно поле d6 · бяла пешка на черно поле b4 · бял цар на бяло поле e4 · бяла дама на бяло поле a2 · черен цар на бяло поле h1 | черна дама на черно поле d6 · бяла пешка на черно поле b4 · бял цар на бяло поле e4 · бяла дама на бяло поле a2 · черен цар на бяло поле h1 | черна дама на черно поле d6 · бяла пешка на черно поле b4 · бял цар на бяло поле e4 · бяла дама на бяло поле a2 · черен цар на бяло поле h1 | черна дама на черно поле d6 · бяла пешка на черно поле b4 · бял цар на бяло поле e4 · бяла дама на бяло поле a2 · черен цар на бяло поле h1 | черна дама на черно поле d6 · бяла пешка на черно поле b4 · бял цар на бяло поле e4 · бяла дама на бяло поле a2 · черен цар на бяло поле h1 | черна дама на черно поле d6 · бяла пешка на черно поле b4 · бял цар на бяло поле e4 · бяла дама на бяло поле a2 · черен цар на бяло поле h1 | черна дама на черно поле d6 · бяла пешка на черно поле b4 · бял цар на бяло поле e4 · бяла дама на бяло поле a2 · черен цар на бяло поле h1 | 2 |
| 1 | черна дама на черно поле d6 · бяла пешка на черно поле b4 · бял цар на бяло поле e4 · бяла дама на бяло поле a2 · черен цар на бяло поле h1 | черна дама на черно поле d6 · бяла пешка на черно поле b4 · бял цар на бяло поле e4 · бяла дама на бяло поле a2 · черен цар на бяло поле h1 | черна дама на черно поле d6 · бяла пешка на черно поле b4 · бял цар на бяло поле e4 · бяла дама на бяло поле a2 · черен цар на бяло поле h1 | черна дама на черно поле d6 · бяла пешка на черно поле b4 · бял цар на бяло поле e4 · бяла дама на бяло поле a2 · черен цар на бяло поле h1 | черна дама на черно поле d6 · бяла пешка на черно поле b4 · бял цар на бяло поле e4 · бяла дама на бяло поле a2 · черен цар на бяло поле h1 | черна дама на черно поле d6 · бяла пешка на черно поле b4 · бял цар на бяло поле e4 · бяла дама на бяло поле a2 · черен цар на бяло поле h1 | черна дама на черно поле d6 · бяла пешка на черно поле b4 · бял цар на бяло поле e4 · бяла дама на бяло поле a2 · черен цар на бяло поле h1 | черна дама на черно поле d6 · бяла пешка на черно поле b4 · бял цар на бяло поле e4 · бяла дама на бяло поле a2 · черен цар на бяло поле h1 | 1 |
|   | a | b | c | d | e | f | g | h |   |

- Царицата е толкова слаба, че не може да се противопостави на матови заплахи срещу своя цар на ръба на дъската, като дава шах или като покрие квадратите за мат. Това може да се случи, ако току-що е произведена и все още е в полето на произвеждане (ъгловото поле е особено неблагоприятно).
- Царят стои на ъглово поле, изложен е на шах, действащ по диагонал и неговата царица не може да покрие едновременно и трите съседни полета на този ъгъл. Въпреки шаховете, противниковият цар може след това да се доближи, така че няколко заплахи с шах решават. Този случай е рядко изключение и има малко практическо значение. Диаграмата вдясно показва такава позиция от игра, но според нейните характеристики тя може да се разглежда и като етюд.

1. Дd5!! Д:b4+ 2. Цf3! Заплашва черните с мат. Играта завършва с
 2. … Дe1 3. Дh5+ Цg1 4. Дg4+ Цf1 5. Дg2#.
На диаграмата вляво е показан един поучителен пример с конска пешка:
|   | a | b | c | d | e | f | g | h |   |
| 8 | бяла дама на черно поле h8 · бял цар на бяло поле g6 · черен цар на черно поле f4 · бяла пешка на бяло поле g2 · черна дама на черно поле e1 | бяла дама на черно поле h8 · бял цар на бяло поле g6 · черен цар на черно поле f4 · бяла пешка на бяло поле g2 · черна дама на черно поле e1 | бяла дама на черно поле h8 · бял цар на бяло поле g6 · черен цар на черно поле f4 · бяла пешка на бяло поле g2 · черна дама на черно поле e1 | бяла дама на черно поле h8 · бял цар на бяло поле g6 · черен цар на черно поле f4 · бяла пешка на бяло поле g2 · черна дама на черно поле e1 | бяла дама на черно поле h8 · бял цар на бяло поле g6 · черен цар на черно поле f4 · бяла пешка на бяло поле g2 · черна дама на черно поле e1 | бяла дама на черно поле h8 · бял цар на бяло поле g6 · черен цар на черно поле f4 · бяла пешка на бяло поле g2 · черна дама на черно поле e1 | бяла дама на черно поле h8 · бял цар на бяло поле g6 · черен цар на черно поле f4 · бяла пешка на бяло поле g2 · черна дама на черно поле e1 | бяла дама на черно поле h8 · бял цар на бяло поле g6 · черен цар на черно поле f4 · бяла пешка на бяло поле g2 · черна дама на черно поле e1 | 8 |
| 7 | бяла дама на черно поле h8 · бял цар на бяло поле g6 · черен цар на черно поле f4 · бяла пешка на бяло поле g2 · черна дама на черно поле e1 | бяла дама на черно поле h8 · бял цар на бяло поле g6 · черен цар на черно поле f4 · бяла пешка на бяло поле g2 · черна дама на черно поле e1 | бяла дама на черно поле h8 · бял цар на бяло поле g6 · черен цар на черно поле f4 · бяла пешка на бяло поле g2 · черна дама на черно поле e1 | бяла дама на черно поле h8 · бял цар на бяло поле g6 · черен цар на черно поле f4 · бяла пешка на бяло поле g2 · черна дама на черно поле e1 | бяла дама на черно поле h8 · бял цар на бяло поле g6 · черен цар на черно поле f4 · бяла пешка на бяло поле g2 · черна дама на черно поле e1 | бяла дама на черно поле h8 · бял цар на бяло поле g6 · черен цар на черно поле f4 · бяла пешка на бяло поле g2 · черна дама на черно поле e1 | бяла дама на черно поле h8 · бял цар на бяло поле g6 · черен цар на черно поле f4 · бяла пешка на бяло поле g2 · черна дама на черно поле e1 | бяла дама на черно поле h8 · бял цар на бяло поле g6 · черен цар на черно поле f4 · бяла пешка на бяло поле g2 · черна дама на черно поле e1 | 7 |
| 6 | бяла дама на черно поле h8 · бял цар на бяло поле g6 · черен цар на черно поле f4 · бяла пешка на бяло поле g2 · черна дама на черно поле e1 | бяла дама на черно поле h8 · бял цар на бяло поле g6 · черен цар на черно поле f4 · бяла пешка на бяло поле g2 · черна дама на черно поле e1 | бяла дама на черно поле h8 · бял цар на бяло поле g6 · черен цар на черно поле f4 · бяла пешка на бяло поле g2 · черна дама на черно поле e1 | бяла дама на черно поле h8 · бял цар на бяло поле g6 · черен цар на черно поле f4 · бяла пешка на бяло поле g2 · черна дама на черно поле e1 | бяла дама на черно поле h8 · бял цар на бяло поле g6 · черен цар на черно поле f4 · бяла пешка на бяло поле g2 · черна дама на черно поле e1 | бяла дама на черно поле h8 · бял цар на бяло поле g6 · черен цар на черно поле f4 · бяла пешка на бяло поле g2 · черна дама на черно поле e1 | бяла дама на черно поле h8 · бял цар на бяло поле g6 · черен цар на черно поле f4 · бяла пешка на бяло поле g2 · черна дама на черно поле e1 | бяла дама на черно поле h8 · бял цар на бяло поле g6 · черен цар на черно поле f4 · бяла пешка на бяло поле g2 · черна дама на черно поле e1 | 6 |
| 5 | бяла дама на черно поле h8 · бял цар на бяло поле g6 · черен цар на черно поле f4 · бяла пешка на бяло поле g2 · черна дама на черно поле e1 | бяла дама на черно поле h8 · бял цар на бяло поле g6 · черен цар на черно поле f4 · бяла пешка на бяло поле g2 · черна дама на черно поле e1 | бяла дама на черно поле h8 · бял цар на бяло поле g6 · черен цар на черно поле f4 · бяла пешка на бяло поле g2 · черна дама на черно поле e1 | бяла дама на черно поле h8 · бял цар на бяло поле g6 · черен цар на черно поле f4 · бяла пешка на бяло поле g2 · черна дама на черно поле e1 | бяла дама на черно поле h8 · бял цар на бяло поле g6 · черен цар на черно поле f4 · бяла пешка на бяло поле g2 · черна дама на черно поле e1 | бяла дама на черно поле h8 · бял цар на бяло поле g6 · черен цар на черно поле f4 · бяла пешка на бяло поле g2 · черна дама на черно поле e1 | бяла дама на черно поле h8 · бял цар на бяло поле g6 · черен цар на черно поле f4 · бяла пешка на бяло поле g2 · черна дама на черно поле e1 | бяла дама на черно поле h8 · бял цар на бяло поле g6 · черен цар на черно поле f4 · бяла пешка на бяло поле g2 · черна дама на черно поле e1 | 5 |
| 4 | бяла дама на черно поле h8 · бял цар на бяло поле g6 · черен цар на черно поле f4 · бяла пешка на бяло поле g2 · черна дама на черно поле e1 | бяла дама на черно поле h8 · бял цар на бяло поле g6 · черен цар на черно поле f4 · бяла пешка на бяло поле g2 · черна дама на черно поле e1 | бяла дама на черно поле h8 · бял цар на бяло поле g6 · черен цар на черно поле f4 · бяла пешка на бяло поле g2 · черна дама на черно поле e1 | бяла дама на черно поле h8 · бял цар на бяло поле g6 · черен цар на черно поле f4 · бяла пешка на бяло поле g2 · черна дама на черно поле e1 | бяла дама на черно поле h8 · бял цар на бяло поле g6 · черен цар на черно поле f4 · бяла пешка на бяло поле g2 · черна дама на черно поле e1 | бяла дама на черно поле h8 · бял цар на бяло поле g6 · черен цар на черно поле f4 · бяла пешка на бяло поле g2 · черна дама на черно поле e1 | бяла дама на черно поле h8 · бял цар на бяло поле g6 · черен цар на черно поле f4 · бяла пешка на бяло поле g2 · черна дама на черно поле e1 | бяла дама на черно поле h8 · бял цар на бяло поле g6 · черен цар на черно поле f4 · бяла пешка на бяло поле g2 · черна дама на черно поле e1 | 4 |
| 3 | бяла дама на черно поле h8 · бял цар на бяло поле g6 · черен цар на черно поле f4 · бяла пешка на бяло поле g2 · черна дама на черно поле e1 | бяла дама на черно поле h8 · бял цар на бяло поле g6 · черен цар на черно поле f4 · бяла пешка на бяло поле g2 · черна дама на черно поле e1 | бяла дама на черно поле h8 · бял цар на бяло поле g6 · черен цар на черно поле f4 · бяла пешка на бяло поле g2 · черна дама на черно поле e1 | бяла дама на черно поле h8 · бял цар на бяло поле g6 · черен цар на черно поле f4 · бяла пешка на бяло поле g2 · черна дама на черно поле e1 | бяла дама на черно поле h8 · бял цар на бяло поле g6 · черен цар на черно поле f4 · бяла пешка на бяло поле g2 · черна дама на черно поле e1 | бяла дама на черно поле h8 · бял цар на бяло поле g6 · черен цар на черно поле f4 · бяла пешка на бяло поле g2 · черна дама на черно поле e1 | бяла дама на черно поле h8 · бял цар на бяло поле g6 · черен цар на черно поле f4 · бяла пешка на бяло поле g2 · черна дама на черно поле e1 | бяла дама на черно поле h8 · бял цар на бяло поле g6 · черен цар на черно поле f4 · бяла пешка на бяло поле g2 · черна дама на черно поле e1 | 3 |
| 2 | бяла дама на черно поле h8 · бял цар на бяло поле g6 · черен цар на черно поле f4 · бяла пешка на бяло поле g2 · черна дама на черно поле e1 | бяла дама на черно поле h8 · бял цар на бяло поле g6 · черен цар на черно поле f4 · бяла пешка на бяло поле g2 · черна дама на черно поле e1 | бяла дама на черно поле h8 · бял цар на бяло поле g6 · черен цар на черно поле f4 · бяла пешка на бяло поле g2 · черна дама на черно поле e1 | бяла дама на черно поле h8 · бял цар на бяло поле g6 · черен цар на черно поле f4 · бяла пешка на бяло поле g2 · черна дама на черно поле e1 | бяла дама на черно поле h8 · бял цар на бяло поле g6 · черен цар на черно поле f4 · бяла пешка на бяло поле g2 · черна дама на черно поле e1 | бяла дама на черно поле h8 · бял цар на бяло поле g6 · черен цар на черно поле f4 · бяла пешка на бяло поле g2 · черна дама на черно поле e1 | бяла дама на черно поле h8 · бял цар на бяло поле g6 · черен цар на черно поле f4 · бяла пешка на бяло поле g2 · черна дама на черно поле e1 | бяла дама на черно поле h8 · бял цар на бяло поле g6 · черен цар на черно поле f4 · бяла пешка на бяло поле g2 · черна дама на черно поле e1 | 2 |
| 1 | бяла дама на черно поле h8 · бял цар на бяло поле g6 · черен цар на черно поле f4 · бяла пешка на бяло поле g2 · черна дама на черно поле e1 | бяла дама на черно поле h8 · бял цар на бяло поле g6 · черен цар на черно поле f4 · бяла пешка на бяло поле g2 · черна дама на черно поле e1 | бяла дама на черно поле h8 · бял цар на бяло поле g6 · черен цар на черно поле f4 · бяла пешка на бяло поле g2 · черна дама на черно поле e1 | бяла дама на черно поле h8 · бял цар на бяло поле g6 · черен цар на черно поле f4 · бяла пешка на бяло поле g2 · черна дама на черно поле e1 | бяла дама на черно поле h8 · бял цар на бяло поле g6 · черен цар на черно поле f4 · бяла пешка на бяло поле g2 · черна дама на черно поле e1 | бяла дама на черно поле h8 · бял цар на бяло поле g6 · черен цар на черно поле f4 · бяла пешка на бяло поле g2 · черна дама на черно поле e1 | бяла дама на черно поле h8 · бял цар на бяло поле g6 · черен цар на черно поле f4 · бяла пешка на бяло поле g2 · черна дама на черно поле e1 | бяла дама на черно поле h8 · бял цар на бяло поле g6 · черен цар на черно поле f4 · бяла пешка на бяло поле g2 · черна дама на черно поле e1 | 1 |
|   | a | b | c | d | e | f | g | h |   |

63. Дb8+! Други ходове не печелят.
Ходовете 63. Дf8+? Цg3! 64. Дf3+ Цh2! 65. Дh3+ Цg1, както и 63. Дd4+? Цg3!, така и 63. Дf6+? Цg3! 64. Дg5+ Цh2! довеждат до равенство.
63. … Цg4 64. Дc8+ Цg3 64. … Цf4 65. Дf5+ Цg3 66. Дh3+ води до същата позиция.
65. Дh3+ Цf4 66. Дf5+ По-лесно е също 66. Дf3+.
66. … Цg3 67. Дh3+ Цf4 68. Дf3+ Цe5 Черният цар маскира собствената си царица.
69. g4! Цd4 70. g5! Дe8+ 71. Цg7 Дe7+ 72. Цh6 Друг шах за черните веднага губи поради контрашах и размяна на дамите.
72. … Цc4 73. Дf4+ Цb5 Дори 73. … Цb3 губи в дългосрочен план след 74. g6 Цb2 75. Дd4+ Цb1 76. g7 Дe6+ 77. Цg5 Дe7+ 78. Дf6 Дe3+ 79. Цg6 Дg3+ 80. Дg5.
74. g6 Дe6 75. Цg5 Дe7+ 76. Цg4 Дg7 Царицата е лошо блокирана.
77. Дd6
По-бързо печели 77. Дf5+ Цb4 78. Дf7 Дa1 79. Дb7+ Цc5 80. g7 Дd1+ 81. Цg5 Дc1+ 82. Цg6 Дc2+ 83. Цf7 Дc4+ 84. Цf8 Дf4+ 85. Цe8 Дg3 86. Цd8 Дg6 87. Дd7 Цc4 88. Цc8 Цc3 89. Цb7 Дb1+ 90. Цc7 Дh7 91. Цb8 Дb1+ 92. Дb7 Дa2 93. Дf3+ Цd4 94. Дg4+.
77. … Цa4 78. Цf5 Дc3 79. Дe5 По-точно е 79. Цg4.
79. … Дh3+ 80. Цg5 Дg2+ 81. Цf5 Дh3+ 82. Цf6 Дf3+ 83. Дf5 По-добре 83. Цe6 Дb3+ 84. Дd5 +-.
83. … Дc3+ 84. Цg5? Това поставя печалбата извън контрол. Все още достатъчно добре е 84. Дe5 Дf3+ 85. Цe6 +-.
84. … Цa3 85. Цf8+ Цa4? В дамските окончания царят на по-слабата страна често е по-добре в ъгъла, защото там той може да бъде заплашен само от три посоки. Беше правилно  85. … Цa2 или 85. … Цb3 с равенство.
86. Дa8+? Също грешно. Само 86. Цg4! печели; става ясно защо черният цар не е добре на 4-ти ред. 
86. … Цb4 87. Дb7+ Цa5? С 87. … Цa3! черният цар все още можеше да се насочи към спасителния ъгъл, защото след 88. g7 Дe5+ има вечен шах.
88. g7 Дe5+ 89. Цg6 Дe6+ 90. Цh7 Дf5+ 91. Цg8 Цa4 Поради опасността от вечен шах, последната стъпка към произвеждане не е лесна за изпълнение.
92. Дh1? Това трябва да осигури линията h за белия цар, но децентрализира царицата. Печели  92. Дe7+ Цb5 93.Дb8+ Цa5 94.Дh2 +-.
92. … Дc8+? Това изгубва последния шанс с 92. … Цa3 или 92. … Цb3 да се търси ъгъла на спасението.
93. Цh7! Дf5+ 94. Цh8 Дe5 95. Дh3 Дd4 96. Дe6 Дh4+ 97. Цg8 Дf4 98. Дd5 Цa3 99. Цh7 Дh4+ 100. Цg6 Дg3+ 101. Цf7 Дf4+ 102. Цe8 Дb8+ 103. Дd8 Печели по-бързо 103. Цe7. 
103. … Дb5+ 104. Дd7 Дh5+ 105. Цf8 Дf3+ 106. Цe7 Дe4+ 107. Дe6 Дb7+ 108. Цf6 Дf3+ 109. Цg5 Дg3+ 110. Дg4 Дe5+ 111. Цh4 Дf6+ Това показва защо черният цар стои лошо на а3. Ако вече беше на a2 или a1, черният цар можеше да се присъедини и 111. … Дh2+ задържа равенство.
112. Дg5 Дd4+ 113. Цh3 1–0.
Най-дългото продължение до мата в завършека „Дама и пешка срещу дама“ е 124 хода (матира страната с пешка, ако е на ход) или 29 хода (матира по-слабата страна, ако е на ход). 
|   | a | b | c | d | e | f | g | h |   |
| 8 | бяла дама на черно поле c7 · бял цар на бяло поле h7 · черна дама на бяло поле b5 · бяла пешка на бяло поле d3 · черен цар на бяло поле h1 | бяла дама на черно поле c7 · бял цар на бяло поле h7 · черна дама на бяло поле b5 · бяла пешка на бяло поле d3 · черен цар на бяло поле h1 | бяла дама на черно поле c7 · бял цар на бяло поле h7 · черна дама на бяло поле b5 · бяла пешка на бяло поле d3 · черен цар на бяло поле h1 | бяла дама на черно поле c7 · бял цар на бяло поле h7 · черна дама на бяло поле b5 · бяла пешка на бяло поле d3 · черен цар на бяло поле h1 | бяла дама на черно поле c7 · бял цар на бяло поле h7 · черна дама на бяло поле b5 · бяла пешка на бяло поле d3 · черен цар на бяло поле h1 | бяла дама на черно поле c7 · бял цар на бяло поле h7 · черна дама на бяло поле b5 · бяла пешка на бяло поле d3 · черен цар на бяло поле h1 | бяла дама на черно поле c7 · бял цар на бяло поле h7 · черна дама на бяло поле b5 · бяла пешка на бяло поле d3 · черен цар на бяло поле h1 | бяла дама на черно поле c7 · бял цар на бяло поле h7 · черна дама на бяло поле b5 · бяла пешка на бяло поле d3 · черен цар на бяло поле h1 | 8 |
| 7 | бяла дама на черно поле c7 · бял цар на бяло поле h7 · черна дама на бяло поле b5 · бяла пешка на бяло поле d3 · черен цар на бяло поле h1 | бяла дама на черно поле c7 · бял цар на бяло поле h7 · черна дама на бяло поле b5 · бяла пешка на бяло поле d3 · черен цар на бяло поле h1 | бяла дама на черно поле c7 · бял цар на бяло поле h7 · черна дама на бяло поле b5 · бяла пешка на бяло поле d3 · черен цар на бяло поле h1 | бяла дама на черно поле c7 · бял цар на бяло поле h7 · черна дама на бяло поле b5 · бяла пешка на бяло поле d3 · черен цар на бяло поле h1 | бяла дама на черно поле c7 · бял цар на бяло поле h7 · черна дама на бяло поле b5 · бяла пешка на бяло поле d3 · черен цар на бяло поле h1 | бяла дама на черно поле c7 · бял цар на бяло поле h7 · черна дама на бяло поле b5 · бяла пешка на бяло поле d3 · черен цар на бяло поле h1 | бяла дама на черно поле c7 · бял цар на бяло поле h7 · черна дама на бяло поле b5 · бяла пешка на бяло поле d3 · черен цар на бяло поле h1 | бяла дама на черно поле c7 · бял цар на бяло поле h7 · черна дама на бяло поле b5 · бяла пешка на бяло поле d3 · черен цар на бяло поле h1 | 7 |
| 6 | бяла дама на черно поле c7 · бял цар на бяло поле h7 · черна дама на бяло поле b5 · бяла пешка на бяло поле d3 · черен цар на бяло поле h1 | бяла дама на черно поле c7 · бял цар на бяло поле h7 · черна дама на бяло поле b5 · бяла пешка на бяло поле d3 · черен цар на бяло поле h1 | бяла дама на черно поле c7 · бял цар на бяло поле h7 · черна дама на бяло поле b5 · бяла пешка на бяло поле d3 · черен цар на бяло поле h1 | бяла дама на черно поле c7 · бял цар на бяло поле h7 · черна дама на бяло поле b5 · бяла пешка на бяло поле d3 · черен цар на бяло поле h1 | бяла дама на черно поле c7 · бял цар на бяло поле h7 · черна дама на бяло поле b5 · бяла пешка на бяло поле d3 · черен цар на бяло поле h1 | бяла дама на черно поле c7 · бял цар на бяло поле h7 · черна дама на бяло поле b5 · бяла пешка на бяло поле d3 · черен цар на бяло поле h1 | бяла дама на черно поле c7 · бял цар на бяло поле h7 · черна дама на бяло поле b5 · бяла пешка на бяло поле d3 · черен цар на бяло поле h1 | бяла дама на черно поле c7 · бял цар на бяло поле h7 · черна дама на бяло поле b5 · бяла пешка на бяло поле d3 · черен цар на бяло поле h1 | 6 |
| 5 | бяла дама на черно поле c7 · бял цар на бяло поле h7 · черна дама на бяло поле b5 · бяла пешка на бяло поле d3 · черен цар на бяло поле h1 | бяла дама на черно поле c7 · бял цар на бяло поле h7 · черна дама на бяло поле b5 · бяла пешка на бяло поле d3 · черен цар на бяло поле h1 | бяла дама на черно поле c7 · бял цар на бяло поле h7 · черна дама на бяло поле b5 · бяла пешка на бяло поле d3 · черен цар на бяло поле h1 | бяла дама на черно поле c7 · бял цар на бяло поле h7 · черна дама на бяло поле b5 · бяла пешка на бяло поле d3 · черен цар на бяло поле h1 | бяла дама на черно поле c7 · бял цар на бяло поле h7 · черна дама на бяло поле b5 · бяла пешка на бяло поле d3 · черен цар на бяло поле h1 | бяла дама на черно поле c7 · бял цар на бяло поле h7 · черна дама на бяло поле b5 · бяла пешка на бяло поле d3 · черен цар на бяло поле h1 | бяла дама на черно поле c7 · бял цар на бяло поле h7 · черна дама на бяло поле b5 · бяла пешка на бяло поле d3 · черен цар на бяло поле h1 | бяла дама на черно поле c7 · бял цар на бяло поле h7 · черна дама на бяло поле b5 · бяла пешка на бяло поле d3 · черен цар на бяло поле h1 | 5 |
| 4 | бяла дама на черно поле c7 · бял цар на бяло поле h7 · черна дама на бяло поле b5 · бяла пешка на бяло поле d3 · черен цар на бяло поле h1 | бяла дама на черно поле c7 · бял цар на бяло поле h7 · черна дама на бяло поле b5 · бяла пешка на бяло поле d3 · черен цар на бяло поле h1 | бяла дама на черно поле c7 · бял цар на бяло поле h7 · черна дама на бяло поле b5 · бяла пешка на бяло поле d3 · черен цар на бяло поле h1 | бяла дама на черно поле c7 · бял цар на бяло поле h7 · черна дама на бяло поле b5 · бяла пешка на бяло поле d3 · черен цар на бяло поле h1 | бяла дама на черно поле c7 · бял цар на бяло поле h7 · черна дама на бяло поле b5 · бяла пешка на бяло поле d3 · черен цар на бяло поле h1 | бяла дама на черно поле c7 · бял цар на бяло поле h7 · черна дама на бяло поле b5 · бяла пешка на бяло поле d3 · черен цар на бяло поле h1 | бяла дама на черно поле c7 · бял цар на бяло поле h7 · черна дама на бяло поле b5 · бяла пешка на бяло поле d3 · черен цар на бяло поле h1 | бяла дама на черно поле c7 · бял цар на бяло поле h7 · черна дама на бяло поле b5 · бяла пешка на бяло поле d3 · черен цар на бяло поле h1 | 4 |
| 3 | бяла дама на черно поле c7 · бял цар на бяло поле h7 · черна дама на бяло поле b5 · бяла пешка на бяло поле d3 · черен цар на бяло поле h1 | бяла дама на черно поле c7 · бял цар на бяло поле h7 · черна дама на бяло поле b5 · бяла пешка на бяло поле d3 · черен цар на бяло поле h1 | бяла дама на черно поле c7 · бял цар на бяло поле h7 · черна дама на бяло поле b5 · бяла пешка на бяло поле d3 · черен цар на бяло поле h1 | бяла дама на черно поле c7 · бял цар на бяло поле h7 · черна дама на бяло поле b5 · бяла пешка на бяло поле d3 · черен цар на бяло поле h1 | бяла дама на черно поле c7 · бял цар на бяло поле h7 · черна дама на бяло поле b5 · бяла пешка на бяло поле d3 · черен цар на бяло поле h1 | бяла дама на черно поле c7 · бял цар на бяло поле h7 · черна дама на бяло поле b5 · бяла пешка на бяло поле d3 · черен цар на бяло поле h1 | бяла дама на черно поле c7 · бял цар на бяло поле h7 · черна дама на бяло поле b5 · бяла пешка на бяло поле d3 · черен цар на бяло поле h1 | бяла дама на черно поле c7 · бял цар на бяло поле h7 · черна дама на бяло поле b5 · бяла пешка на бяло поле d3 · черен цар на бяло поле h1 | 3 |
| 2 | бяла дама на черно поле c7 · бял цар на бяло поле h7 · черна дама на бяло поле b5 · бяла пешка на бяло поле d3 · черен цар на бяло поле h1 | бяла дама на черно поле c7 · бял цар на бяло поле h7 · черна дама на бяло поле b5 · бяла пешка на бяло поле d3 · черен цар на бяло поле h1 | бяла дама на черно поле c7 · бял цар на бяло поле h7 · черна дама на бяло поле b5 · бяла пешка на бяло поле d3 · черен цар на бяло поле h1 | бяла дама на черно поле c7 · бял цар на бяло поле h7 · черна дама на бяло поле b5 · бяла пешка на бяло поле d3 · черен цар на бяло поле h1 | бяла дама на черно поле c7 · бял цар на бяло поле h7 · черна дама на бяло поле b5 · бяла пешка на бяло поле d3 · черен цар на бяло поле h1 | бяла дама на черно поле c7 · бял цар на бяло поле h7 · черна дама на бяло поле b5 · бяла пешка на бяло поле d3 · черен цар на бяло поле h1 | бяла дама на черно поле c7 · бял цар на бяло поле h7 · черна дама на бяло поле b5 · бяла пешка на бяло поле d3 · черен цар на бяло поле h1 | бяла дама на черно поле c7 · бял цар на бяло поле h7 · черна дама на бяло поле b5 · бяла пешка на бяло поле d3 · черен цар на бяло поле h1 | 2 |
| 1 | бяла дама на черно поле c7 · бял цар на бяло поле h7 · черна дама на бяло поле b5 · бяла пешка на бяло поле d3 · черен цар на бяло поле h1 | бяла дама на черно поле c7 · бял цар на бяло поле h7 · черна дама на бяло поле b5 · бяла пешка на бяло поле d3 · черен цар на бяло поле h1 | бяла дама на черно поле c7 · бял цар на бяло поле h7 · черна дама на бяло поле b5 · бяла пешка на бяло поле d3 · черен цар на бяло поле h1 | бяла дама на черно поле c7 · бял цар на бяло поле h7 · черна дама на бяло поле b5 · бяла пешка на бяло поле d3 · черен цар на бяло поле h1 | бяла дама на черно поле c7 · бял цар на бяло поле h7 · черна дама на бяло поле b5 · бяла пешка на бяло поле d3 · черен цар на бяло поле h1 | бяла дама на черно поле c7 · бял цар на бяло поле h7 · черна дама на бяло поле b5 · бяла пешка на бяло поле d3 · черен цар на бяло поле h1 | бяла дама на черно поле c7 · бял цар на бяло поле h7 · черна дама на бяло поле b5 · бяла пешка на бяло поле d3 · черен цар на бяло поле h1 | бяла дама на черно поле c7 · бял цар на бяло поле h7 · черна дама на бяло поле b5 · бяла пешка на бяло поле d3 · черен цар на бяло поле h1 | 1 |
|   | a | b | c | d | e | f | g | h |   |

1.Дc3!! Дg5!  2.Цh8!! Дe7! 3.Цg8!! Дe8+! 4.Цg7!! Дe7+! 5.Цg6! Дe6+! 6.Цg5! Дe3+! 7.Цf5! Цg2! 8.Дc4!! Дf3+! 9.Цg6! Дg3+! 10.Цf7! Дf2+ 11.Цe7! Дa7+! 12.Цe6! Дb6+! 13.Цf5! Дf2+! 14.Дf4! Дc5+! 15.Дe5!! Дf8+! 16.Дf6!! Дc5+ 17.Цe4! Дc2! 18.Дd4! Цf1! 19.Цd5! Дa2+! 20.Цd6!! Дg8! 21.Цc7! Дf7+! 22.Дd7!! Дf4+! 23.Дd6!! Дf7+! 24.Цc6! Дf3+! 25.Дd5! Дf6+ 26.Цd7! Дg7+! 27.Цe8! Дh8+! 28.Цe7! Дh4+! 29.Цd7! Дa4+ 30.Цd6! Дf4+! 31.Дe5! Дf8+! 32.Цc7 Дf7+! 33.Цc6!! Дf3+! 34.Дe4! Дf8! 35.Цb7 Дf7+ 36.Цa6 Дa2+ 37.Цb5 Дb2+! 38.Цc4 Дc1+ 39.Цd4! Дb2+! 40.Цd5! Дb5+! 41.Цd6!! Дb8+! 42.Цe7! Дc7+! 43.Цe6 Дc8+! 44.Цf7! Дc7+! 45.Цg6! Дg3+! 46.Цf6! Дd6+! 47.Цf5! Дf8+! 48.Цg4! Дg7+! 49.Цf3! Дf6+! 50.Дf4! Дc3! (в съответствие с правилото за 50 хода в този момент и до 53 хода на белите може да се зафиксира равен резултат) 51.Цe4+! Цe2! 52.Дe3+! Цd1! 53.d4! Дc6+! 54.Цf5! Дd7+! 55.Цg6! Цd6+! 56.Цh5! Дh2+ 57.Цg5! Дg2+! 58.Цf6! Дd5! 59.Дe5! Дa8! 60.Дc5! Дd8+! 61.Цf5! Дd7+! 62.Цf4! Дf7+! 63.Дf5! Дc4! 64.Дe4! Дc7+! 65.Дe5 Дc1+! 66.Цg4! Дc3 67.Цh4! Цd2! 68.Дf4+!! Цe2! 69.Дe4+! Цd2! 70.d5! Дf6+! 71.Цg4 Дg7+! 72.Цf4! Дf6+! 73.Дf5! Дh4+! 74.Цe5! Дe7+! 75.Дe6! Дg5+! 76.Цd6! Дg3+! 77.Дe5! Дg6+! 78.Цc5 Дc2+! 79.Цb5 Дb1+ 80.Цa6! Дd3+! 81.Цa5! Дa3+! 82.Цb6! Дb4+! 83.Цc6! Дa4+! 84.Цc7! Дa5+ 85.Цd7! Дb5+! 86.Цe7! Дc5+! 87.Цe6 Дc4 88.Цf6! Дc8! 89.Цg7! Дg4+! 90.Цh6! Дh3+ 91.Цg6! Дb3 92.d6 Дg8+! 93.Цf5 Дf7+! 94.Цg5! Дg8+! 95.Цf4! Дc4+! 96.Дe4! Дc5! 97.Дe6! Дf2+ 98.Цg5! Дg1+ 99.Цf6 Дf2+! 100.Цg6 Дg1+ 101.Цf7! Дf2+! 102.Цe8! Дf3 103.d7! Дh5+! 104.Цe7! Дh4+! 105.Дf6! Дh7+! 106.Цd6! Дd3+! 107.Цc7! Дh7! 108.Дe6! Дg7! 109.Дc4! Дh7! 110.Дd5+! Цe1! 111.Цd6! Дh4! 112.Дa5+! Цf1 113.d8Д! Дg3+ 114.Дe5 Дd3+! 115.Цe7! Дa3+! 116.Дd8-d6 Дa7+! 117.Цe6! Дa2+! 118.Дd6-d5! Дa6+ 119.Цf5 Дc8+! 120.Цg5! Дc1+! 121.Цh5! Дe3 122.Дd5-d1+! Цg2 123.Дe5:e3! Цh2 124.Дd1-g1#!
|   | a | b | c | d | e | f | g | h |   |
| 8 | черен цар на бяло поле g8 · черна дама на бяло поле e6 · бяла пешка на черно поле g5 · бяла пешка на черно поле h4 · бяла дама на бяло поле d3 · бял цар на черно поле g1 | черен цар на бяло поле g8 · черна дама на бяло поле e6 · бяла пешка на черно поле g5 · бяла пешка на черно поле h4 · бяла дама на бяло поле d3 · бял цар на черно поле g1 | черен цар на бяло поле g8 · черна дама на бяло поле e6 · бяла пешка на черно поле g5 · бяла пешка на черно поле h4 · бяла дама на бяло поле d3 · бял цар на черно поле g1 | черен цар на бяло поле g8 · черна дама на бяло поле e6 · бяла пешка на черно поле g5 · бяла пешка на черно поле h4 · бяла дама на бяло поле d3 · бял цар на черно поле g1 | черен цар на бяло поле g8 · черна дама на бяло поле e6 · бяла пешка на черно поле g5 · бяла пешка на черно поле h4 · бяла дама на бяло поле d3 · бял цар на черно поле g1 | черен цар на бяло поле g8 · черна дама на бяло поле e6 · бяла пешка на черно поле g5 · бяла пешка на черно поле h4 · бяла дама на бяло поле d3 · бял цар на черно поле g1 | черен цар на бяло поле g8 · черна дама на бяло поле e6 · бяла пешка на черно поле g5 · бяла пешка на черно поле h4 · бяла дама на бяло поле d3 · бял цар на черно поле g1 | черен цар на бяло поле g8 · черна дама на бяло поле e6 · бяла пешка на черно поле g5 · бяла пешка на черно поле h4 · бяла дама на бяло поле d3 · бял цар на черно поле g1 | 8 |
| 7 | черен цар на бяло поле g8 · черна дама на бяло поле e6 · бяла пешка на черно поле g5 · бяла пешка на черно поле h4 · бяла дама на бяло поле d3 · бял цар на черно поле g1 | черен цар на бяло поле g8 · черна дама на бяло поле e6 · бяла пешка на черно поле g5 · бяла пешка на черно поле h4 · бяла дама на бяло поле d3 · бял цар на черно поле g1 | черен цар на бяло поле g8 · черна дама на бяло поле e6 · бяла пешка на черно поле g5 · бяла пешка на черно поле h4 · бяла дама на бяло поле d3 · бял цар на черно поле g1 | черен цар на бяло поле g8 · черна дама на бяло поле e6 · бяла пешка на черно поле g5 · бяла пешка на черно поле h4 · бяла дама на бяло поле d3 · бял цар на черно поле g1 | черен цар на бяло поле g8 · черна дама на бяло поле e6 · бяла пешка на черно поле g5 · бяла пешка на черно поле h4 · бяла дама на бяло поле d3 · бял цар на черно поле g1 | черен цар на бяло поле g8 · черна дама на бяло поле e6 · бяла пешка на черно поле g5 · бяла пешка на черно поле h4 · бяла дама на бяло поле d3 · бял цар на черно поле g1 | черен цар на бяло поле g8 · черна дама на бяло поле e6 · бяла пешка на черно поле g5 · бяла пешка на черно поле h4 · бяла дама на бяло поле d3 · бял цар на черно поле g1 | черен цар на бяло поле g8 · черна дама на бяло поле e6 · бяла пешка на черно поле g5 · бяла пешка на черно поле h4 · бяла дама на бяло поле d3 · бял цар на черно поле g1 | 7 |
| 6 | черен цар на бяло поле g8 · черна дама на бяло поле e6 · бяла пешка на черно поле g5 · бяла пешка на черно поле h4 · бяла дама на бяло поле d3 · бял цар на черно поле g1 | черен цар на бяло поле g8 · черна дама на бяло поле e6 · бяла пешка на черно поле g5 · бяла пешка на черно поле h4 · бяла дама на бяло поле d3 · бял цар на черно поле g1 | черен цар на бяло поле g8 · черна дама на бяло поле e6 · бяла пешка на черно поле g5 · бяла пешка на черно поле h4 · бяла дама на бяло поле d3 · бял цар на черно поле g1 | черен цар на бяло поле g8 · черна дама на бяло поле e6 · бяла пешка на черно поле g5 · бяла пешка на черно поле h4 · бяла дама на бяло поле d3 · бял цар на черно поле g1 | черен цар на бяло поле g8 · черна дама на бяло поле e6 · бяла пешка на черно поле g5 · бяла пешка на черно поле h4 · бяла дама на бяло поле d3 · бял цар на черно поле g1 | черен цар на бяло поле g8 · черна дама на бяло поле e6 · бяла пешка на черно поле g5 · бяла пешка на черно поле h4 · бяла дама на бяло поле d3 · бял цар на черно поле g1 | черен цар на бяло поле g8 · черна дама на бяло поле e6 · бяла пешка на черно поле g5 · бяла пешка на черно поле h4 · бяла дама на бяло поле d3 · бял цар на черно поле g1 | черен цар на бяло поле g8 · черна дама на бяло поле e6 · бяла пешка на черно поле g5 · бяла пешка на черно поле h4 · бяла дама на бяло поле d3 · бял цар на черно поле g1 | 6 |
| 5 | черен цар на бяло поле g8 · черна дама на бяло поле e6 · бяла пешка на черно поле g5 · бяла пешка на черно поле h4 · бяла дама на бяло поле d3 · бял цар на черно поле g1 | черен цар на бяло поле g8 · черна дама на бяло поле e6 · бяла пешка на черно поле g5 · бяла пешка на черно поле h4 · бяла дама на бяло поле d3 · бял цар на черно поле g1 | черен цар на бяло поле g8 · черна дама на бяло поле e6 · бяла пешка на черно поле g5 · бяла пешка на черно поле h4 · бяла дама на бяло поле d3 · бял цар на черно поле g1 | черен цар на бяло поле g8 · черна дама на бяло поле e6 · бяла пешка на черно поле g5 · бяла пешка на черно поле h4 · бяла дама на бяло поле d3 · бял цар на черно поле g1 | черен цар на бяло поле g8 · черна дама на бяло поле e6 · бяла пешка на черно поле g5 · бяла пешка на черно поле h4 · бяла дама на бяло поле d3 · бял цар на черно поле g1 | черен цар на бяло поле g8 · черна дама на бяло поле e6 · бяла пешка на черно поле g5 · бяла пешка на черно поле h4 · бяла дама на бяло поле d3 · бял цар на черно поле g1 | черен цар на бяло поле g8 · черна дама на бяло поле e6 · бяла пешка на черно поле g5 · бяла пешка на черно поле h4 · бяла дама на бяло поле d3 · бял цар на черно поле g1 | черен цар на бяло поле g8 · черна дама на бяло поле e6 · бяла пешка на черно поле g5 · бяла пешка на черно поле h4 · бяла дама на бяло поле d3 · бял цар на черно поле g1 | 5 |
| 4 | черен цар на бяло поле g8 · черна дама на бяло поле e6 · бяла пешка на черно поле g5 · бяла пешка на черно поле h4 · бяла дама на бяло поле d3 · бял цар на черно поле g1 | черен цар на бяло поле g8 · черна дама на бяло поле e6 · бяла пешка на черно поле g5 · бяла пешка на черно поле h4 · бяла дама на бяло поле d3 · бял цар на черно поле g1 | черен цар на бяло поле g8 · черна дама на бяло поле e6 · бяла пешка на черно поле g5 · бяла пешка на черно поле h4 · бяла дама на бяло поле d3 · бял цар на черно поле g1 | черен цар на бяло поле g8 · черна дама на бяло поле e6 · бяла пешка на черно поле g5 · бяла пешка на черно поле h4 · бяла дама на бяло поле d3 · бял цар на черно поле g1 | черен цар на бяло поле g8 · черна дама на бяло поле e6 · бяла пешка на черно поле g5 · бяла пешка на черно поле h4 · бяла дама на бяло поле d3 · бял цар на черно поле g1 | черен цар на бяло поле g8 · черна дама на бяло поле e6 · бяла пешка на черно поле g5 · бяла пешка на черно поле h4 · бяла дама на бяло поле d3 · бял цар на черно поле g1 | черен цар на бяло поле g8 · черна дама на бяло поле e6 · бяла пешка на черно поле g5 · бяла пешка на черно поле h4 · бяла дама на бяло поле d3 · бял цар на черно поле g1 | черен цар на бяло поле g8 · черна дама на бяло поле e6 · бяла пешка на черно поле g5 · бяла пешка на черно поле h4 · бяла дама на бяло поле d3 · бял цар на черно поле g1 | 4 |
| 3 | черен цар на бяло поле g8 · черна дама на бяло поле e6 · бяла пешка на черно поле g5 · бяла пешка на черно поле h4 · бяла дама на бяло поле d3 · бял цар на черно поле g1 | черен цар на бяло поле g8 · черна дама на бяло поле e6 · бяла пешка на черно поле g5 · бяла пешка на черно поле h4 · бяла дама на бяло поле d3 · бял цар на черно поле g1 | черен цар на бяло поле g8 · черна дама на бяло поле e6 · бяла пешка на черно поле g5 · бяла пешка на черно поле h4 · бяла дама на бяло поле d3 · бял цар на черно поле g1 | черен цар на бяло поле g8 · черна дама на бяло поле e6 · бяла пешка на черно поле g5 · бяла пешка на черно поле h4 · бяла дама на бяло поле d3 · бял цар на черно поле g1 | черен цар на бяло поле g8 · черна дама на бяло поле e6 · бяла пешка на черно поле g5 · бяла пешка на черно поле h4 · бяла дама на бяло поле d3 · бял цар на черно поле g1 | черен цар на бяло поле g8 · черна дама на бяло поле e6 · бяла пешка на черно поле g5 · бяла пешка на черно поле h4 · бяла дама на бяло поле d3 · бял цар на черно поле g1 | черен цар на бяло поле g8 · черна дама на бяло поле e6 · бяла пешка на черно поле g5 · бяла пешка на черно поле h4 · бяла дама на бяло поле d3 · бял цар на черно поле g1 | черен цар на бяло поле g8 · черна дама на бяло поле e6 · бяла пешка на черно поле g5 · бяла пешка на черно поле h4 · бяла дама на бяло поле d3 · бял цар на черно поле g1 | 3 |
| 2 | черен цар на бяло поле g8 · черна дама на бяло поле e6 · бяла пешка на черно поле g5 · бяла пешка на черно поле h4 · бяла дама на бяло поле d3 · бял цар на черно поле g1 | черен цар на бяло поле g8 · черна дама на бяло поле e6 · бяла пешка на черно поле g5 · бяла пешка на черно поле h4 · бяла дама на бяло поле d3 · бял цар на черно поле g1 | черен цар на бяло поле g8 · черна дама на бяло поле e6 · бяла пешка на черно поле g5 · бяла пешка на черно поле h4 · бяла дама на бяло поле d3 · бял цар на черно поле g1 | черен цар на бяло поле g8 · черна дама на бяло поле e6 · бяла пешка на черно поле g5 · бяла пешка на черно поле h4 · бяла дама на бяло поле d3 · бял цар на черно поле g1 | черен цар на бяло поле g8 · черна дама на бяло поле e6 · бяла пешка на черно поле g5 · бяла пешка на черно поле h4 · бяла дама на бяло поле d3 · бял цар на черно поле g1 | черен цар на бяло поле g8 · черна дама на бяло поле e6 · бяла пешка на черно поле g5 · бяла пешка на черно поле h4 · бяла дама на бяло поле d3 · бял цар на черно поле g1 | черен цар на бяло поле g8 · черна дама на бяло поле e6 · бяла пешка на черно поле g5 · бяла пешка на черно поле h4 · бяла дама на бяло поле d3 · бял цар на черно поле g1 | черен цар на бяло поле g8 · черна дама на бяло поле e6 · бяла пешка на черно поле g5 · бяла пешка на черно поле h4 · бяла дама на бяло поле d3 · бял цар на черно поле g1 | 2 |
| 1 | черен цар на бяло поле g8 · черна дама на бяло поле e6 · бяла пешка на черно поле g5 · бяла пешка на черно поле h4 · бяла дама на бяло поле d3 · бял цар на черно поле g1 | черен цар на бяло поле g8 · черна дама на бяло поле e6 · бяла пешка на черно поле g5 · бяла пешка на черно поле h4 · бяла дама на бяло поле d3 · бял цар на черно поле g1 | черен цар на бяло поле g8 · черна дама на бяло поле e6 · бяла пешка на черно поле g5 · бяла пешка на черно поле h4 · бяла дама на бяло поле d3 · бял цар на черно поле g1 | черен цар на бяло поле g8 · черна дама на бяло поле e6 · бяла пешка на черно поле g5 · бяла пешка на черно поле h4 · бяла дама на бяло поле d3 · бял цар на черно поле g1 | черен цар на бяло поле g8 · черна дама на бяло поле e6 · бяла пешка на черно поле g5 · бяла пешка на черно поле h4 · бяла дама на бяло поле d3 · бял цар на черно поле g1 | черен цар на бяло поле g8 · черна дама на бяло поле e6 · бяла пешка на черно поле g5 · бяла пешка на черно поле h4 · бяла дама на бяло поле d3 · бял цар на черно поле g1 | черен цар на бяло поле g8 · черна дама на бяло поле e6 · бяла пешка на черно поле g5 · бяла пешка на черно поле h4 · бяла дама на бяло поле d3 · бял цар на черно поле g1 | черен цар на бяло поле g8 · черна дама на бяло поле e6 · бяла пешка на черно поле g5 · бяла пешка на черно поле h4 · бяла дама на бяло поле d3 · бял цар на черно поле g1 | 1 |
|   | a | b | c | d | e | f | g | h |   |

### Дама и две пешки срещу дама
Дама и две пешки обикновено печелят срещу сама дама, но малко изненадващо, позициите с конски и крайни пешки, като тази в диаграмата, често са теоретични равенства.

### Дами и пешки от двете страни
При пешки от двете страни свободните пешки, за предпочитане отдалечени, са по-важни от броя на пешките.
|   | a | b | c | d | e | f | g | h |   |
| 8 | бяла дама на бяло поле b7 · черна пешка на бяло поле f7 · черна пешка на черно поле g7 · черен цар на бяло поле h7 · бяла пешка на бяло поле a6 · черна пешка на черно поле h6 · черна пешка на бяло поле b5 · черна пешка на черно поле c5 · черна пешка на бяло поле d5 · черна дама на бяло поле e4 · бял цар на черно поле h2 | бяла дама на бяло поле b7 · черна пешка на бяло поле f7 · черна пешка на черно поле g7 · черен цар на бяло поле h7 · бяла пешка на бяло поле a6 · черна пешка на черно поле h6 · черна пешка на бяло поле b5 · черна пешка на черно поле c5 · черна пешка на бяло поле d5 · черна дама на бяло поле e4 · бял цар на черно поле h2 | бяла дама на бяло поле b7 · черна пешка на бяло поле f7 · черна пешка на черно поле g7 · черен цар на бяло поле h7 · бяла пешка на бяло поле a6 · черна пешка на черно поле h6 · черна пешка на бяло поле b5 · черна пешка на черно поле c5 · черна пешка на бяло поле d5 · черна дама на бяло поле e4 · бял цар на черно поле h2 | бяла дама на бяло поле b7 · черна пешка на бяло поле f7 · черна пешка на черно поле g7 · черен цар на бяло поле h7 · бяла пешка на бяло поле a6 · черна пешка на черно поле h6 · черна пешка на бяло поле b5 · черна пешка на черно поле c5 · черна пешка на бяло поле d5 · черна дама на бяло поле e4 · бял цар на черно поле h2 | бяла дама на бяло поле b7 · черна пешка на бяло поле f7 · черна пешка на черно поле g7 · черен цар на бяло поле h7 · бяла пешка на бяло поле a6 · черна пешка на черно поле h6 · черна пешка на бяло поле b5 · черна пешка на черно поле c5 · черна пешка на бяло поле d5 · черна дама на бяло поле e4 · бял цар на черно поле h2 | бяла дама на бяло поле b7 · черна пешка на бяло поле f7 · черна пешка на черно поле g7 · черен цар на бяло поле h7 · бяла пешка на бяло поле a6 · черна пешка на черно поле h6 · черна пешка на бяло поле b5 · черна пешка на черно поле c5 · черна пешка на бяло поле d5 · черна дама на бяло поле e4 · бял цар на черно поле h2 | бяла дама на бяло поле b7 · черна пешка на бяло поле f7 · черна пешка на черно поле g7 · черен цар на бяло поле h7 · бяла пешка на бяло поле a6 · черна пешка на черно поле h6 · черна пешка на бяло поле b5 · черна пешка на черно поле c5 · черна пешка на бяло поле d5 · черна дама на бяло поле e4 · бял цар на черно поле h2 | бяла дама на бяло поле b7 · черна пешка на бяло поле f7 · черна пешка на черно поле g7 · черен цар на бяло поле h7 · бяла пешка на бяло поле a6 · черна пешка на черно поле h6 · черна пешка на бяло поле b5 · черна пешка на черно поле c5 · черна пешка на бяло поле d5 · черна дама на бяло поле e4 · бял цар на черно поле h2 | 8 |
| 7 | бяла дама на бяло поле b7 · черна пешка на бяло поле f7 · черна пешка на черно поле g7 · черен цар на бяло поле h7 · бяла пешка на бяло поле a6 · черна пешка на черно поле h6 · черна пешка на бяло поле b5 · черна пешка на черно поле c5 · черна пешка на бяло поле d5 · черна дама на бяло поле e4 · бял цар на черно поле h2 | бяла дама на бяло поле b7 · черна пешка на бяло поле f7 · черна пешка на черно поле g7 · черен цар на бяло поле h7 · бяла пешка на бяло поле a6 · черна пешка на черно поле h6 · черна пешка на бяло поле b5 · черна пешка на черно поле c5 · черна пешка на бяло поле d5 · черна дама на бяло поле e4 · бял цар на черно поле h2 | бяла дама на бяло поле b7 · черна пешка на бяло поле f7 · черна пешка на черно поле g7 · черен цар на бяло поле h7 · бяла пешка на бяло поле a6 · черна пешка на черно поле h6 · черна пешка на бяло поле b5 · черна пешка на черно поле c5 · черна пешка на бяло поле d5 · черна дама на бяло поле e4 · бял цар на черно поле h2 | бяла дама на бяло поле b7 · черна пешка на бяло поле f7 · черна пешка на черно поле g7 · черен цар на бяло поле h7 · бяла пешка на бяло поле a6 · черна пешка на черно поле h6 · черна пешка на бяло поле b5 · черна пешка на черно поле c5 · черна пешка на бяло поле d5 · черна дама на бяло поле e4 · бял цар на черно поле h2 | бяла дама на бяло поле b7 · черна пешка на бяло поле f7 · черна пешка на черно поле g7 · черен цар на бяло поле h7 · бяла пешка на бяло поле a6 · черна пешка на черно поле h6 · черна пешка на бяло поле b5 · черна пешка на черно поле c5 · черна пешка на бяло поле d5 · черна дама на бяло поле e4 · бял цар на черно поле h2 | бяла дама на бяло поле b7 · черна пешка на бяло поле f7 · черна пешка на черно поле g7 · черен цар на бяло поле h7 · бяла пешка на бяло поле a6 · черна пешка на черно поле h6 · черна пешка на бяло поле b5 · черна пешка на черно поле c5 · черна пешка на бяло поле d5 · черна дама на бяло поле e4 · бял цар на черно поле h2 | бяла дама на бяло поле b7 · черна пешка на бяло поле f7 · черна пешка на черно поле g7 · черен цар на бяло поле h7 · бяла пешка на бяло поле a6 · черна пешка на черно поле h6 · черна пешка на бяло поле b5 · черна пешка на черно поле c5 · черна пешка на бяло поле d5 · черна дама на бяло поле e4 · бял цар на черно поле h2 | бяла дама на бяло поле b7 · черна пешка на бяло поле f7 · черна пешка на черно поле g7 · черен цар на бяло поле h7 · бяла пешка на бяло поле a6 · черна пешка на черно поле h6 · черна пешка на бяло поле b5 · черна пешка на черно поле c5 · черна пешка на бяло поле d5 · черна дама на бяло поле e4 · бял цар на черно поле h2 | 7 |
| 6 | бяла дама на бяло поле b7 · черна пешка на бяло поле f7 · черна пешка на черно поле g7 · черен цар на бяло поле h7 · бяла пешка на бяло поле a6 · черна пешка на черно поле h6 · черна пешка на бяло поле b5 · черна пешка на черно поле c5 · черна пешка на бяло поле d5 · черна дама на бяло поле e4 · бял цар на черно поле h2 | бяла дама на бяло поле b7 · черна пешка на бяло поле f7 · черна пешка на черно поле g7 · черен цар на бяло поле h7 · бяла пешка на бяло поле a6 · черна пешка на черно поле h6 · черна пешка на бяло поле b5 · черна пешка на черно поле c5 · черна пешка на бяло поле d5 · черна дама на бяло поле e4 · бял цар на черно поле h2 | бяла дама на бяло поле b7 · черна пешка на бяло поле f7 · черна пешка на черно поле g7 · черен цар на бяло поле h7 · бяла пешка на бяло поле a6 · черна пешка на черно поле h6 · черна пешка на бяло поле b5 · черна пешка на черно поле c5 · черна пешка на бяло поле d5 · черна дама на бяло поле e4 · бял цар на черно поле h2 | бяла дама на бяло поле b7 · черна пешка на бяло поле f7 · черна пешка на черно поле g7 · черен цар на бяло поле h7 · бяла пешка на бяло поле a6 · черна пешка на черно поле h6 · черна пешка на бяло поле b5 · черна пешка на черно поле c5 · черна пешка на бяло поле d5 · черна дама на бяло поле e4 · бял цар на черно поле h2 | бяла дама на бяло поле b7 · черна пешка на бяло поле f7 · черна пешка на черно поле g7 · черен цар на бяло поле h7 · бяла пешка на бяло поле a6 · черна пешка на черно поле h6 · черна пешка на бяло поле b5 · черна пешка на черно поле c5 · черна пешка на бяло поле d5 · черна дама на бяло поле e4 · бял цар на черно поле h2 | бяла дама на бяло поле b7 · черна пешка на бяло поле f7 · черна пешка на черно поле g7 · черен цар на бяло поле h7 · бяла пешка на бяло поле a6 · черна пешка на черно поле h6 · черна пешка на бяло поле b5 · черна пешка на черно поле c5 · черна пешка на бяло поле d5 · черна дама на бяло поле e4 · бял цар на черно поле h2 | бяла дама на бяло поле b7 · черна пешка на бяло поле f7 · черна пешка на черно поле g7 · черен цар на бяло поле h7 · бяла пешка на бяло поле a6 · черна пешка на черно поле h6 · черна пешка на бяло поле b5 · черна пешка на черно поле c5 · черна пешка на бяло поле d5 · черна дама на бяло поле e4 · бял цар на черно поле h2 | бяла дама на бяло поле b7 · черна пешка на бяло поле f7 · черна пешка на черно поле g7 · черен цар на бяло поле h7 · бяла пешка на бяло поле a6 · черна пешка на черно поле h6 · черна пешка на бяло поле b5 · черна пешка на черно поле c5 · черна пешка на бяло поле d5 · черна дама на бяло поле e4 · бял цар на черно поле h2 | 6 |
| 5 | бяла дама на бяло поле b7 · черна пешка на бяло поле f7 · черна пешка на черно поле g7 · черен цар на бяло поле h7 · бяла пешка на бяло поле a6 · черна пешка на черно поле h6 · черна пешка на бяло поле b5 · черна пешка на черно поле c5 · черна пешка на бяло поле d5 · черна дама на бяло поле e4 · бял цар на черно поле h2 | бяла дама на бяло поле b7 · черна пешка на бяло поле f7 · черна пешка на черно поле g7 · черен цар на бяло поле h7 · бяла пешка на бяло поле a6 · черна пешка на черно поле h6 · черна пешка на бяло поле b5 · черна пешка на черно поле c5 · черна пешка на бяло поле d5 · черна дама на бяло поле e4 · бял цар на черно поле h2 | бяла дама на бяло поле b7 · черна пешка на бяло поле f7 · черна пешка на черно поле g7 · черен цар на бяло поле h7 · бяла пешка на бяло поле a6 · черна пешка на черно поле h6 · черна пешка на бяло поле b5 · черна пешка на черно поле c5 · черна пешка на бяло поле d5 · черна дама на бяло поле e4 · бял цар на черно поле h2 | бяла дама на бяло поле b7 · черна пешка на бяло поле f7 · черна пешка на черно поле g7 · черен цар на бяло поле h7 · бяла пешка на бяло поле a6 · черна пешка на черно поле h6 · черна пешка на бяло поле b5 · черна пешка на черно поле c5 · черна пешка на бяло поле d5 · черна дама на бяло поле e4 · бял цар на черно поле h2 | бяла дама на бяло поле b7 · черна пешка на бяло поле f7 · черна пешка на черно поле g7 · черен цар на бяло поле h7 · бяла пешка на бяло поле a6 · черна пешка на черно поле h6 · черна пешка на бяло поле b5 · черна пешка на черно поле c5 · черна пешка на бяло поле d5 · черна дама на бяло поле e4 · бял цар на черно поле h2 | бяла дама на бяло поле b7 · черна пешка на бяло поле f7 · черна пешка на черно поле g7 · черен цар на бяло поле h7 · бяла пешка на бяло поле a6 · черна пешка на черно поле h6 · черна пешка на бяло поле b5 · черна пешка на черно поле c5 · черна пешка на бяло поле d5 · черна дама на бяло поле e4 · бял цар на черно поле h2 | бяла дама на бяло поле b7 · черна пешка на бяло поле f7 · черна пешка на черно поле g7 · черен цар на бяло поле h7 · бяла пешка на бяло поле a6 · черна пешка на черно поле h6 · черна пешка на бяло поле b5 · черна пешка на черно поле c5 · черна пешка на бяло поле d5 · черна дама на бяло поле e4 · бял цар на черно поле h2 | бяла дама на бяло поле b7 · черна пешка на бяло поле f7 · черна пешка на черно поле g7 · черен цар на бяло поле h7 · бяла пешка на бяло поле a6 · черна пешка на черно поле h6 · черна пешка на бяло поле b5 · черна пешка на черно поле c5 · черна пешка на бяло поле d5 · черна дама на бяло поле e4 · бял цар на черно поле h2 | 5 |
| 4 | бяла дама на бяло поле b7 · черна пешка на бяло поле f7 · черна пешка на черно поле g7 · черен цар на бяло поле h7 · бяла пешка на бяло поле a6 · черна пешка на черно поле h6 · черна пешка на бяло поле b5 · черна пешка на черно поле c5 · черна пешка на бяло поле d5 · черна дама на бяло поле e4 · бял цар на черно поле h2 | бяла дама на бяло поле b7 · черна пешка на бяло поле f7 · черна пешка на черно поле g7 · черен цар на бяло поле h7 · бяла пешка на бяло поле a6 · черна пешка на черно поле h6 · черна пешка на бяло поле b5 · черна пешка на черно поле c5 · черна пешка на бяло поле d5 · черна дама на бяло поле e4 · бял цар на черно поле h2 | бяла дама на бяло поле b7 · черна пешка на бяло поле f7 · черна пешка на черно поле g7 · черен цар на бяло поле h7 · бяла пешка на бяло поле a6 · черна пешка на черно поле h6 · черна пешка на бяло поле b5 · черна пешка на черно поле c5 · черна пешка на бяло поле d5 · черна дама на бяло поле e4 · бял цар на черно поле h2 | бяла дама на бяло поле b7 · черна пешка на бяло поле f7 · черна пешка на черно поле g7 · черен цар на бяло поле h7 · бяла пешка на бяло поле a6 · черна пешка на черно поле h6 · черна пешка на бяло поле b5 · черна пешка на черно поле c5 · черна пешка на бяло поле d5 · черна дама на бяло поле e4 · бял цар на черно поле h2 | бяла дама на бяло поле b7 · черна пешка на бяло поле f7 · черна пешка на черно поле g7 · черен цар на бяло поле h7 · бяла пешка на бяло поле a6 · черна пешка на черно поле h6 · черна пешка на бяло поле b5 · черна пешка на черно поле c5 · черна пешка на бяло поле d5 · черна дама на бяло поле e4 · бял цар на черно поле h2 | бяла дама на бяло поле b7 · черна пешка на бяло поле f7 · черна пешка на черно поле g7 · черен цар на бяло поле h7 · бяла пешка на бяло поле a6 · черна пешка на черно поле h6 · черна пешка на бяло поле b5 · черна пешка на черно поле c5 · черна пешка на бяло поле d5 · черна дама на бяло поле e4 · бял цар на черно поле h2 | бяла дама на бяло поле b7 · черна пешка на бяло поле f7 · черна пешка на черно поле g7 · черен цар на бяло поле h7 · бяла пешка на бяло поле a6 · черна пешка на черно поле h6 · черна пешка на бяло поле b5 · черна пешка на черно поле c5 · черна пешка на бяло поле d5 · черна дама на бяло поле e4 · бял цар на черно поле h2 | бяла дама на бяло поле b7 · черна пешка на бяло поле f7 · черна пешка на черно поле g7 · черен цар на бяло поле h7 · бяла пешка на бяло поле a6 · черна пешка на черно поле h6 · черна пешка на бяло поле b5 · черна пешка на черно поле c5 · черна пешка на бяло поле d5 · черна дама на бяло поле e4 · бял цар на черно поле h2 | 4 |
| 3 | бяла дама на бяло поле b7 · черна пешка на бяло поле f7 · черна пешка на черно поле g7 · черен цар на бяло поле h7 · бяла пешка на бяло поле a6 · черна пешка на черно поле h6 · черна пешка на бяло поле b5 · черна пешка на черно поле c5 · черна пешка на бяло поле d5 · черна дама на бяло поле e4 · бял цар на черно поле h2 | бяла дама на бяло поле b7 · черна пешка на бяло поле f7 · черна пешка на черно поле g7 · черен цар на бяло поле h7 · бяла пешка на бяло поле a6 · черна пешка на черно поле h6 · черна пешка на бяло поле b5 · черна пешка на черно поле c5 · черна пешка на бяло поле d5 · черна дама на бяло поле e4 · бял цар на черно поле h2 | бяла дама на бяло поле b7 · черна пешка на бяло поле f7 · черна пешка на черно поле g7 · черен цар на бяло поле h7 · бяла пешка на бяло поле a6 · черна пешка на черно поле h6 · черна пешка на бяло поле b5 · черна пешка на черно поле c5 · черна пешка на бяло поле d5 · черна дама на бяло поле e4 · бял цар на черно поле h2 | бяла дама на бяло поле b7 · черна пешка на бяло поле f7 · черна пешка на черно поле g7 · черен цар на бяло поле h7 · бяла пешка на бяло поле a6 · черна пешка на черно поле h6 · черна пешка на бяло поле b5 · черна пешка на черно поле c5 · черна пешка на бяло поле d5 · черна дама на бяло поле e4 · бял цар на черно поле h2 | бяла дама на бяло поле b7 · черна пешка на бяло поле f7 · черна пешка на черно поле g7 · черен цар на бяло поле h7 · бяла пешка на бяло поле a6 · черна пешка на черно поле h6 · черна пешка на бяло поле b5 · черна пешка на черно поле c5 · черна пешка на бяло поле d5 · черна дама на бяло поле e4 · бял цар на черно поле h2 | бяла дама на бяло поле b7 · черна пешка на бяло поле f7 · черна пешка на черно поле g7 · черен цар на бяло поле h7 · бяла пешка на бяло поле a6 · черна пешка на черно поле h6 · черна пешка на бяло поле b5 · черна пешка на черно поле c5 · черна пешка на бяло поле d5 · черна дама на бяло поле e4 · бял цар на черно поле h2 | бяла дама на бяло поле b7 · черна пешка на бяло поле f7 · черна пешка на черно поле g7 · черен цар на бяло поле h7 · бяла пешка на бяло поле a6 · черна пешка на черно поле h6 · черна пешка на бяло поле b5 · черна пешка на черно поле c5 · черна пешка на бяло поле d5 · черна дама на бяло поле e4 · бял цар на черно поле h2 | бяла дама на бяло поле b7 · черна пешка на бяло поле f7 · черна пешка на черно поле g7 · черен цар на бяло поле h7 · бяла пешка на бяло поле a6 · черна пешка на черно поле h6 · черна пешка на бяло поле b5 · черна пешка на черно поле c5 · черна пешка на бяло поле d5 · черна дама на бяло поле e4 · бял цар на черно поле h2 | 3 |
| 2 | бяла дама на бяло поле b7 · черна пешка на бяло поле f7 · черна пешка на черно поле g7 · черен цар на бяло поле h7 · бяла пешка на бяло поле a6 · черна пешка на черно поле h6 · черна пешка на бяло поле b5 · черна пешка на черно поле c5 · черна пешка на бяло поле d5 · черна дама на бяло поле e4 · бял цар на черно поле h2 | бяла дама на бяло поле b7 · черна пешка на бяло поле f7 · черна пешка на черно поле g7 · черен цар на бяло поле h7 · бяла пешка на бяло поле a6 · черна пешка на черно поле h6 · черна пешка на бяло поле b5 · черна пешка на черно поле c5 · черна пешка на бяло поле d5 · черна дама на бяло поле e4 · бял цар на черно поле h2 | бяла дама на бяло поле b7 · черна пешка на бяло поле f7 · черна пешка на черно поле g7 · черен цар на бяло поле h7 · бяла пешка на бяло поле a6 · черна пешка на черно поле h6 · черна пешка на бяло поле b5 · черна пешка на черно поле c5 · черна пешка на бяло поле d5 · черна дама на бяло поле e4 · бял цар на черно поле h2 | бяла дама на бяло поле b7 · черна пешка на бяло поле f7 · черна пешка на черно поле g7 · черен цар на бяло поле h7 · бяла пешка на бяло поле a6 · черна пешка на черно поле h6 · черна пешка на бяло поле b5 · черна пешка на черно поле c5 · черна пешка на бяло поле d5 · черна дама на бяло поле e4 · бял цар на черно поле h2 | бяла дама на бяло поле b7 · черна пешка на бяло поле f7 · черна пешка на черно поле g7 · черен цар на бяло поле h7 · бяла пешка на бяло поле a6 · черна пешка на черно поле h6 · черна пешка на бяло поле b5 · черна пешка на черно поле c5 · черна пешка на бяло поле d5 · черна дама на бяло поле e4 · бял цар на черно поле h2 | бяла дама на бяло поле b7 · черна пешка на бяло поле f7 · черна пешка на черно поле g7 · черен цар на бяло поле h7 · бяла пешка на бяло поле a6 · черна пешка на черно поле h6 · черна пешка на бяло поле b5 · черна пешка на черно поле c5 · черна пешка на бяло поле d5 · черна дама на бяло поле e4 · бял цар на черно поле h2 | бяла дама на бяло поле b7 · черна пешка на бяло поле f7 · черна пешка на черно поле g7 · черен цар на бяло поле h7 · бяла пешка на бяло поле a6 · черна пешка на черно поле h6 · черна пешка на бяло поле b5 · черна пешка на черно поле c5 · черна пешка на бяло поле d5 · черна дама на бяло поле e4 · бял цар на черно поле h2 | бяла дама на бяло поле b7 · черна пешка на бяло поле f7 · черна пешка на черно поле g7 · черен цар на бяло поле h7 · бяла пешка на бяло поле a6 · черна пешка на черно поле h6 · черна пешка на бяло поле b5 · черна пешка на черно поле c5 · черна пешка на бяло поле d5 · черна дама на бяло поле e4 · бял цар на черно поле h2 | 2 |
| 1 | бяла дама на бяло поле b7 · черна пешка на бяло поле f7 · черна пешка на черно поле g7 · черен цар на бяло поле h7 · бяла пешка на бяло поле a6 · черна пешка на черно поле h6 · черна пешка на бяло поле b5 · черна пешка на черно поле c5 · черна пешка на бяло поле d5 · черна дама на бяло поле e4 · бял цар на черно поле h2 | бяла дама на бяло поле b7 · черна пешка на бяло поле f7 · черна пешка на черно поле g7 · черен цар на бяло поле h7 · бяла пешка на бяло поле a6 · черна пешка на черно поле h6 · черна пешка на бяло поле b5 · черна пешка на черно поле c5 · черна пешка на бяло поле d5 · черна дама на бяло поле e4 · бял цар на черно поле h2 | бяла дама на бяло поле b7 · черна пешка на бяло поле f7 · черна пешка на черно поле g7 · черен цар на бяло поле h7 · бяла пешка на бяло поле a6 · черна пешка на черно поле h6 · черна пешка на бяло поле b5 · черна пешка на черно поле c5 · черна пешка на бяло поле d5 · черна дама на бяло поле e4 · бял цар на черно поле h2 | бяла дама на бяло поле b7 · черна пешка на бяло поле f7 · черна пешка на черно поле g7 · черен цар на бяло поле h7 · бяла пешка на бяло поле a6 · черна пешка на черно поле h6 · черна пешка на бяло поле b5 · черна пешка на черно поле c5 · черна пешка на бяло поле d5 · черна дама на бяло поле e4 · бял цар на черно поле h2 | бяла дама на бяло поле b7 · черна пешка на бяло поле f7 · черна пешка на черно поле g7 · черен цар на бяло поле h7 · бяла пешка на бяло поле a6 · черна пешка на черно поле h6 · черна пешка на бяло поле b5 · черна пешка на черно поле c5 · черна пешка на бяло поле d5 · черна дама на бяло поле e4 · бял цар на черно поле h2 | бяла дама на бяло поле b7 · черна пешка на бяло поле f7 · черна пешка на черно поле g7 · черен цар на бяло поле h7 · бяла пешка на бяло поле a6 · черна пешка на черно поле h6 · черна пешка на бяло поле b5 · черна пешка на черно поле c5 · черна пешка на бяло поле d5 · черна дама на бяло поле e4 · бял цар на черно поле h2 | бяла дама на бяло поле b7 · черна пешка на бяло поле f7 · черна пешка на черно поле g7 · черен цар на бяло поле h7 · бяла пешка на бяло поле a6 · черна пешка на черно поле h6 · черна пешка на бяло поле b5 · черна пешка на черно поле c5 · черна пешка на бяло поле d5 · черна дама на бяло поле e4 · бял цар на черно поле h2 | бяла дама на бяло поле b7 · черна пешка на бяло поле f7 · черна пешка на черно поле g7 · черен цар на бяло поле h7 · бяла пешка на бяло поле a6 · черна пешка на черно поле h6 · черна пешка на бяло поле b5 · черна пешка на черно поле c5 · черна пешка на бяло поле d5 · черна дама на бяло поле e4 · бял цар на черно поле h2 | 1 |
|   | a | b | c | d | e | f | g | h |   |

|   | a | b | c | d | e | f | g | h |   |
| 8 | черен цар на черно поле e7 · черна пешка на черно поле g7 · бяла пешка на черно поле a5 · бяла дама на бяло поле d5 · черна пешка на бяло поле f5 · черна пешка на бяло поле h5 · бяла пешка на черно поле f4 · бяла пешка на черно поле h4 · бял цар на бяло поле b3 · бяла пешка на черно поле g3 · черна дама на черно поле a1 | черен цар на черно поле e7 · черна пешка на черно поле g7 · бяла пешка на черно поле a5 · бяла дама на бяло поле d5 · черна пешка на бяло поле f5 · черна пешка на бяло поле h5 · бяла пешка на черно поле f4 · бяла пешка на черно поле h4 · бял цар на бяло поле b3 · бяла пешка на черно поле g3 · черна дама на черно поле a1 | черен цар на черно поле e7 · черна пешка на черно поле g7 · бяла пешка на черно поле a5 · бяла дама на бяло поле d5 · черна пешка на бяло поле f5 · черна пешка на бяло поле h5 · бяла пешка на черно поле f4 · бяла пешка на черно поле h4 · бял цар на бяло поле b3 · бяла пешка на черно поле g3 · черна дама на черно поле a1 | черен цар на черно поле e7 · черна пешка на черно поле g7 · бяла пешка на черно поле a5 · бяла дама на бяло поле d5 · черна пешка на бяло поле f5 · черна пешка на бяло поле h5 · бяла пешка на черно поле f4 · бяла пешка на черно поле h4 · бял цар на бяло поле b3 · бяла пешка на черно поле g3 · черна дама на черно поле a1 | черен цар на черно поле e7 · черна пешка на черно поле g7 · бяла пешка на черно поле a5 · бяла дама на бяло поле d5 · черна пешка на бяло поле f5 · черна пешка на бяло поле h5 · бяла пешка на черно поле f4 · бяла пешка на черно поле h4 · бял цар на бяло поле b3 · бяла пешка на черно поле g3 · черна дама на черно поле a1 | черен цар на черно поле e7 · черна пешка на черно поле g7 · бяла пешка на черно поле a5 · бяла дама на бяло поле d5 · черна пешка на бяло поле f5 · черна пешка на бяло поле h5 · бяла пешка на черно поле f4 · бяла пешка на черно поле h4 · бял цар на бяло поле b3 · бяла пешка на черно поле g3 · черна дама на черно поле a1 | черен цар на черно поле e7 · черна пешка на черно поле g7 · бяла пешка на черно поле a5 · бяла дама на бяло поле d5 · черна пешка на бяло поле f5 · черна пешка на бяло поле h5 · бяла пешка на черно поле f4 · бяла пешка на черно поле h4 · бял цар на бяло поле b3 · бяла пешка на черно поле g3 · черна дама на черно поле a1 | черен цар на черно поле e7 · черна пешка на черно поле g7 · бяла пешка на черно поле a5 · бяла дама на бяло поле d5 · черна пешка на бяло поле f5 · черна пешка на бяло поле h5 · бяла пешка на черно поле f4 · бяла пешка на черно поле h4 · бял цар на бяло поле b3 · бяла пешка на черно поле g3 · черна дама на черно поле a1 | 8 |
| 7 | черен цар на черно поле e7 · черна пешка на черно поле g7 · бяла пешка на черно поле a5 · бяла дама на бяло поле d5 · черна пешка на бяло поле f5 · черна пешка на бяло поле h5 · бяла пешка на черно поле f4 · бяла пешка на черно поле h4 · бял цар на бяло поле b3 · бяла пешка на черно поле g3 · черна дама на черно поле a1 | черен цар на черно поле e7 · черна пешка на черно поле g7 · бяла пешка на черно поле a5 · бяла дама на бяло поле d5 · черна пешка на бяло поле f5 · черна пешка на бяло поле h5 · бяла пешка на черно поле f4 · бяла пешка на черно поле h4 · бял цар на бяло поле b3 · бяла пешка на черно поле g3 · черна дама на черно поле a1 | черен цар на черно поле e7 · черна пешка на черно поле g7 · бяла пешка на черно поле a5 · бяла дама на бяло поле d5 · черна пешка на бяло поле f5 · черна пешка на бяло поле h5 · бяла пешка на черно поле f4 · бяла пешка на черно поле h4 · бял цар на бяло поле b3 · бяла пешка на черно поле g3 · черна дама на черно поле a1 | черен цар на черно поле e7 · черна пешка на черно поле g7 · бяла пешка на черно поле a5 · бяла дама на бяло поле d5 · черна пешка на бяло поле f5 · черна пешка на бяло поле h5 · бяла пешка на черно поле f4 · бяла пешка на черно поле h4 · бял цар на бяло поле b3 · бяла пешка на черно поле g3 · черна дама на черно поле a1 | черен цар на черно поле e7 · черна пешка на черно поле g7 · бяла пешка на черно поле a5 · бяла дама на бяло поле d5 · черна пешка на бяло поле f5 · черна пешка на бяло поле h5 · бяла пешка на черно поле f4 · бяла пешка на черно поле h4 · бял цар на бяло поле b3 · бяла пешка на черно поле g3 · черна дама на черно поле a1 | черен цар на черно поле e7 · черна пешка на черно поле g7 · бяла пешка на черно поле a5 · бяла дама на бяло поле d5 · черна пешка на бяло поле f5 · черна пешка на бяло поле h5 · бяла пешка на черно поле f4 · бяла пешка на черно поле h4 · бял цар на бяло поле b3 · бяла пешка на черно поле g3 · черна дама на черно поле a1 | черен цар на черно поле e7 · черна пешка на черно поле g7 · бяла пешка на черно поле a5 · бяла дама на бяло поле d5 · черна пешка на бяло поле f5 · черна пешка на бяло поле h5 · бяла пешка на черно поле f4 · бяла пешка на черно поле h4 · бял цар на бяло поле b3 · бяла пешка на черно поле g3 · черна дама на черно поле a1 | черен цар на черно поле e7 · черна пешка на черно поле g7 · бяла пешка на черно поле a5 · бяла дама на бяло поле d5 · черна пешка на бяло поле f5 · черна пешка на бяло поле h5 · бяла пешка на черно поле f4 · бяла пешка на черно поле h4 · бял цар на бяло поле b3 · бяла пешка на черно поле g3 · черна дама на черно поле a1 | 7 |
| 6 | черен цар на черно поле e7 · черна пешка на черно поле g7 · бяла пешка на черно поле a5 · бяла дама на бяло поле d5 · черна пешка на бяло поле f5 · черна пешка на бяло поле h5 · бяла пешка на черно поле f4 · бяла пешка на черно поле h4 · бял цар на бяло поле b3 · бяла пешка на черно поле g3 · черна дама на черно поле a1 | черен цар на черно поле e7 · черна пешка на черно поле g7 · бяла пешка на черно поле a5 · бяла дама на бяло поле d5 · черна пешка на бяло поле f5 · черна пешка на бяло поле h5 · бяла пешка на черно поле f4 · бяла пешка на черно поле h4 · бял цар на бяло поле b3 · бяла пешка на черно поле g3 · черна дама на черно поле a1 | черен цар на черно поле e7 · черна пешка на черно поле g7 · бяла пешка на черно поле a5 · бяла дама на бяло поле d5 · черна пешка на бяло поле f5 · черна пешка на бяло поле h5 · бяла пешка на черно поле f4 · бяла пешка на черно поле h4 · бял цар на бяло поле b3 · бяла пешка на черно поле g3 · черна дама на черно поле a1 | черен цар на черно поле e7 · черна пешка на черно поле g7 · бяла пешка на черно поле a5 · бяла дама на бяло поле d5 · черна пешка на бяло поле f5 · черна пешка на бяло поле h5 · бяла пешка на черно поле f4 · бяла пешка на черно поле h4 · бял цар на бяло поле b3 · бяла пешка на черно поле g3 · черна дама на черно поле a1 | черен цар на черно поле e7 · черна пешка на черно поле g7 · бяла пешка на черно поле a5 · бяла дама на бяло поле d5 · черна пешка на бяло поле f5 · черна пешка на бяло поле h5 · бяла пешка на черно поле f4 · бяла пешка на черно поле h4 · бял цар на бяло поле b3 · бяла пешка на черно поле g3 · черна дама на черно поле a1 | черен цар на черно поле e7 · черна пешка на черно поле g7 · бяла пешка на черно поле a5 · бяла дама на бяло поле d5 · черна пешка на бяло поле f5 · черна пешка на бяло поле h5 · бяла пешка на черно поле f4 · бяла пешка на черно поле h4 · бял цар на бяло поле b3 · бяла пешка на черно поле g3 · черна дама на черно поле a1 | черен цар на черно поле e7 · черна пешка на черно поле g7 · бяла пешка на черно поле a5 · бяла дама на бяло поле d5 · черна пешка на бяло поле f5 · черна пешка на бяло поле h5 · бяла пешка на черно поле f4 · бяла пешка на черно поле h4 · бял цар на бяло поле b3 · бяла пешка на черно поле g3 · черна дама на черно поле a1 | черен цар на черно поле e7 · черна пешка на черно поле g7 · бяла пешка на черно поле a5 · бяла дама на бяло поле d5 · черна пешка на бяло поле f5 · черна пешка на бяло поле h5 · бяла пешка на черно поле f4 · бяла пешка на черно поле h4 · бял цар на бяло поле b3 · бяла пешка на черно поле g3 · черна дама на черно поле a1 | 6 |
| 5 | черен цар на черно поле e7 · черна пешка на черно поле g7 · бяла пешка на черно поле a5 · бяла дама на бяло поле d5 · черна пешка на бяло поле f5 · черна пешка на бяло поле h5 · бяла пешка на черно поле f4 · бяла пешка на черно поле h4 · бял цар на бяло поле b3 · бяла пешка на черно поле g3 · черна дама на черно поле a1 | черен цар на черно поле e7 · черна пешка на черно поле g7 · бяла пешка на черно поле a5 · бяла дама на бяло поле d5 · черна пешка на бяло поле f5 · черна пешка на бяло поле h5 · бяла пешка на черно поле f4 · бяла пешка на черно поле h4 · бял цар на бяло поле b3 · бяла пешка на черно поле g3 · черна дама на черно поле a1 | черен цар на черно поле e7 · черна пешка на черно поле g7 · бяла пешка на черно поле a5 · бяла дама на бяло поле d5 · черна пешка на бяло поле f5 · черна пешка на бяло поле h5 · бяла пешка на черно поле f4 · бяла пешка на черно поле h4 · бял цар на бяло поле b3 · бяла пешка на черно поле g3 · черна дама на черно поле a1 | черен цар на черно поле e7 · черна пешка на черно поле g7 · бяла пешка на черно поле a5 · бяла дама на бяло поле d5 · черна пешка на бяло поле f5 · черна пешка на бяло поле h5 · бяла пешка на черно поле f4 · бяла пешка на черно поле h4 · бял цар на бяло поле b3 · бяла пешка на черно поле g3 · черна дама на черно поле a1 | черен цар на черно поле e7 · черна пешка на черно поле g7 · бяла пешка на черно поле a5 · бяла дама на бяло поле d5 · черна пешка на бяло поле f5 · черна пешка на бяло поле h5 · бяла пешка на черно поле f4 · бяла пешка на черно поле h4 · бял цар на бяло поле b3 · бяла пешка на черно поле g3 · черна дама на черно поле a1 | черен цар на черно поле e7 · черна пешка на черно поле g7 · бяла пешка на черно поле a5 · бяла дама на бяло поле d5 · черна пешка на бяло поле f5 · черна пешка на бяло поле h5 · бяла пешка на черно поле f4 · бяла пешка на черно поле h4 · бял цар на бяло поле b3 · бяла пешка на черно поле g3 · черна дама на черно поле a1 | черен цар на черно поле e7 · черна пешка на черно поле g7 · бяла пешка на черно поле a5 · бяла дама на бяло поле d5 · черна пешка на бяло поле f5 · черна пешка на бяло поле h5 · бяла пешка на черно поле f4 · бяла пешка на черно поле h4 · бял цар на бяло поле b3 · бяла пешка на черно поле g3 · черна дама на черно поле a1 | черен цар на черно поле e7 · черна пешка на черно поле g7 · бяла пешка на черно поле a5 · бяла дама на бяло поле d5 · черна пешка на бяло поле f5 · черна пешка на бяло поле h5 · бяла пешка на черно поле f4 · бяла пешка на черно поле h4 · бял цар на бяло поле b3 · бяла пешка на черно поле g3 · черна дама на черно поле a1 | 5 |
| 4 | черен цар на черно поле e7 · черна пешка на черно поле g7 · бяла пешка на черно поле a5 · бяла дама на бяло поле d5 · черна пешка на бяло поле f5 · черна пешка на бяло поле h5 · бяла пешка на черно поле f4 · бяла пешка на черно поле h4 · бял цар на бяло поле b3 · бяла пешка на черно поле g3 · черна дама на черно поле a1 | черен цар на черно поле e7 · черна пешка на черно поле g7 · бяла пешка на черно поле a5 · бяла дама на бяло поле d5 · черна пешка на бяло поле f5 · черна пешка на бяло поле h5 · бяла пешка на черно поле f4 · бяла пешка на черно поле h4 · бял цар на бяло поле b3 · бяла пешка на черно поле g3 · черна дама на черно поле a1 | черен цар на черно поле e7 · черна пешка на черно поле g7 · бяла пешка на черно поле a5 · бяла дама на бяло поле d5 · черна пешка на бяло поле f5 · черна пешка на бяло поле h5 · бяла пешка на черно поле f4 · бяла пешка на черно поле h4 · бял цар на бяло поле b3 · бяла пешка на черно поле g3 · черна дама на черно поле a1 | черен цар на черно поле e7 · черна пешка на черно поле g7 · бяла пешка на черно поле a5 · бяла дама на бяло поле d5 · черна пешка на бяло поле f5 · черна пешка на бяло поле h5 · бяла пешка на черно поле f4 · бяла пешка на черно поле h4 · бял цар на бяло поле b3 · бяла пешка на черно поле g3 · черна дама на черно поле a1 | черен цар на черно поле e7 · черна пешка на черно поле g7 · бяла пешка на черно поле a5 · бяла дама на бяло поле d5 · черна пешка на бяло поле f5 · черна пешка на бяло поле h5 · бяла пешка на черно поле f4 · бяла пешка на черно поле h4 · бял цар на бяло поле b3 · бяла пешка на черно поле g3 · черна дама на черно поле a1 | черен цар на черно поле e7 · черна пешка на черно поле g7 · бяла пешка на черно поле a5 · бяла дама на бяло поле d5 · черна пешка на бяло поле f5 · черна пешка на бяло поле h5 · бяла пешка на черно поле f4 · бяла пешка на черно поле h4 · бял цар на бяло поле b3 · бяла пешка на черно поле g3 · черна дама на черно поле a1 | черен цар на черно поле e7 · черна пешка на черно поле g7 · бяла пешка на черно поле a5 · бяла дама на бяло поле d5 · черна пешка на бяло поле f5 · черна пешка на бяло поле h5 · бяла пешка на черно поле f4 · бяла пешка на черно поле h4 · бял цар на бяло поле b3 · бяла пешка на черно поле g3 · черна дама на черно поле a1 | черен цар на черно поле e7 · черна пешка на черно поле g7 · бяла пешка на черно поле a5 · бяла дама на бяло поле d5 · черна пешка на бяло поле f5 · черна пешка на бяло поле h5 · бяла пешка на черно поле f4 · бяла пешка на черно поле h4 · бял цар на бяло поле b3 · бяла пешка на черно поле g3 · черна дама на черно поле a1 | 4 |
| 3 | черен цар на черно поле e7 · черна пешка на черно поле g7 · бяла пешка на черно поле a5 · бяла дама на бяло поле d5 · черна пешка на бяло поле f5 · черна пешка на бяло поле h5 · бяла пешка на черно поле f4 · бяла пешка на черно поле h4 · бял цар на бяло поле b3 · бяла пешка на черно поле g3 · черна дама на черно поле a1 | черен цар на черно поле e7 · черна пешка на черно поле g7 · бяла пешка на черно поле a5 · бяла дама на бяло поле d5 · черна пешка на бяло поле f5 · черна пешка на бяло поле h5 · бяла пешка на черно поле f4 · бяла пешка на черно поле h4 · бял цар на бяло поле b3 · бяла пешка на черно поле g3 · черна дама на черно поле a1 | черен цар на черно поле e7 · черна пешка на черно поле g7 · бяла пешка на черно поле a5 · бяла дама на бяло поле d5 · черна пешка на бяло поле f5 · черна пешка на бяло поле h5 · бяла пешка на черно поле f4 · бяла пешка на черно поле h4 · бял цар на бяло поле b3 · бяла пешка на черно поле g3 · черна дама на черно поле a1 | черен цар на черно поле e7 · черна пешка на черно поле g7 · бяла пешка на черно поле a5 · бяла дама на бяло поле d5 · черна пешка на бяло поле f5 · черна пешка на бяло поле h5 · бяла пешка на черно поле f4 · бяла пешка на черно поле h4 · бял цар на бяло поле b3 · бяла пешка на черно поле g3 · черна дама на черно поле a1 | черен цар на черно поле e7 · черна пешка на черно поле g7 · бяла пешка на черно поле a5 · бяла дама на бяло поле d5 · черна пешка на бяло поле f5 · черна пешка на бяло поле h5 · бяла пешка на черно поле f4 · бяла пешка на черно поле h4 · бял цар на бяло поле b3 · бяла пешка на черно поле g3 · черна дама на черно поле a1 | черен цар на черно поле e7 · черна пешка на черно поле g7 · бяла пешка на черно поле a5 · бяла дама на бяло поле d5 · черна пешка на бяло поле f5 · черна пешка на бяло поле h5 · бяла пешка на черно поле f4 · бяла пешка на черно поле h4 · бял цар на бяло поле b3 · бяла пешка на черно поле g3 · черна дама на черно поле a1 | черен цар на черно поле e7 · черна пешка на черно поле g7 · бяла пешка на черно поле a5 · бяла дама на бяло поле d5 · черна пешка на бяло поле f5 · черна пешка на бяло поле h5 · бяла пешка на черно поле f4 · бяла пешка на черно поле h4 · бял цар на бяло поле b3 · бяла пешка на черно поле g3 · черна дама на черно поле a1 | черен цар на черно поле e7 · черна пешка на черно поле g7 · бяла пешка на черно поле a5 · бяла дама на бяло поле d5 · черна пешка на бяло поле f5 · черна пешка на бяло поле h5 · бяла пешка на черно поле f4 · бяла пешка на черно поле h4 · бял цар на бяло поле b3 · бяла пешка на черно поле g3 · черна дама на черно поле a1 | 3 |
| 2 | черен цар на черно поле e7 · черна пешка на черно поле g7 · бяла пешка на черно поле a5 · бяла дама на бяло поле d5 · черна пешка на бяло поле f5 · черна пешка на бяло поле h5 · бяла пешка на черно поле f4 · бяла пешка на черно поле h4 · бял цар на бяло поле b3 · бяла пешка на черно поле g3 · черна дама на черно поле a1 | черен цар на черно поле e7 · черна пешка на черно поле g7 · бяла пешка на черно поле a5 · бяла дама на бяло поле d5 · черна пешка на бяло поле f5 · черна пешка на бяло поле h5 · бяла пешка на черно поле f4 · бяла пешка на черно поле h4 · бял цар на бяло поле b3 · бяла пешка на черно поле g3 · черна дама на черно поле a1 | черен цар на черно поле e7 · черна пешка на черно поле g7 · бяла пешка на черно поле a5 · бяла дама на бяло поле d5 · черна пешка на бяло поле f5 · черна пешка на бяло поле h5 · бяла пешка на черно поле f4 · бяла пешка на черно поле h4 · бял цар на бяло поле b3 · бяла пешка на черно поле g3 · черна дама на черно поле a1 | черен цар на черно поле e7 · черна пешка на черно поле g7 · бяла пешка на черно поле a5 · бяла дама на бяло поле d5 · черна пешка на бяло поле f5 · черна пешка на бяло поле h5 · бяла пешка на черно поле f4 · бяла пешка на черно поле h4 · бял цар на бяло поле b3 · бяла пешка на черно поле g3 · черна дама на черно поле a1 | черен цар на черно поле e7 · черна пешка на черно поле g7 · бяла пешка на черно поле a5 · бяла дама на бяло поле d5 · черна пешка на бяло поле f5 · черна пешка на бяло поле h5 · бяла пешка на черно поле f4 · бяла пешка на черно поле h4 · бял цар на бяло поле b3 · бяла пешка на черно поле g3 · черна дама на черно поле a1 | черен цар на черно поле e7 · черна пешка на черно поле g7 · бяла пешка на черно поле a5 · бяла дама на бяло поле d5 · черна пешка на бяло поле f5 · черна пешка на бяло поле h5 · бяла пешка на черно поле f4 · бяла пешка на черно поле h4 · бял цар на бяло поле b3 · бяла пешка на черно поле g3 · черна дама на черно поле a1 | черен цар на черно поле e7 · черна пешка на черно поле g7 · бяла пешка на черно поле a5 · бяла дама на бяло поле d5 · черна пешка на бяло поле f5 · черна пешка на бяло поле h5 · бяла пешка на черно поле f4 · бяла пешка на черно поле h4 · бял цар на бяло поле b3 · бяла пешка на черно поле g3 · черна дама на черно поле a1 | черен цар на черно поле e7 · черна пешка на черно поле g7 · бяла пешка на черно поле a5 · бяла дама на бяло поле d5 · черна пешка на бяло поле f5 · черна пешка на бяло поле h5 · бяла пешка на черно поле f4 · бяла пешка на черно поле h4 · бял цар на бяло поле b3 · бяла пешка на черно поле g3 · черна дама на черно поле a1 | 2 |
| 1 | черен цар на черно поле e7 · черна пешка на черно поле g7 · бяла пешка на черно поле a5 · бяла дама на бяло поле d5 · черна пешка на бяло поле f5 · черна пешка на бяло поле h5 · бяла пешка на черно поле f4 · бяла пешка на черно поле h4 · бял цар на бяло поле b3 · бяла пешка на черно поле g3 · черна дама на черно поле a1 | черен цар на черно поле e7 · черна пешка на черно поле g7 · бяла пешка на черно поле a5 · бяла дама на бяло поле d5 · черна пешка на бяло поле f5 · черна пешка на бяло поле h5 · бяла пешка на черно поле f4 · бяла пешка на черно поле h4 · бял цар на бяло поле b3 · бяла пешка на черно поле g3 · черна дама на черно поле a1 | черен цар на черно поле e7 · черна пешка на черно поле g7 · бяла пешка на черно поле a5 · бяла дама на бяло поле d5 · черна пешка на бяло поле f5 · черна пешка на бяло поле h5 · бяла пешка на черно поле f4 · бяла пешка на черно поле h4 · бял цар на бяло поле b3 · бяла пешка на черно поле g3 · черна дама на черно поле a1 | черен цар на черно поле e7 · черна пешка на черно поле g7 · бяла пешка на черно поле a5 · бяла дама на бяло поле d5 · черна пешка на бяло поле f5 · черна пешка на бяло поле h5 · бяла пешка на черно поле f4 · бяла пешка на черно поле h4 · бял цар на бяло поле b3 · бяла пешка на черно поле g3 · черна дама на черно поле a1 | черен цар на черно поле e7 · черна пешка на черно поле g7 · бяла пешка на черно поле a5 · бяла дама на бяло поле d5 · черна пешка на бяло поле f5 · черна пешка на бяло поле h5 · бяла пешка на черно поле f4 · бяла пешка на черно поле h4 · бял цар на бяло поле b3 · бяла пешка на черно поле g3 · черна дама на черно поле a1 | черен цар на черно поле e7 · черна пешка на черно поле g7 · бяла пешка на черно поле a5 · бяла дама на бяло поле d5 · черна пешка на бяло поле f5 · черна пешка на бяло поле h5 · бяла пешка на черно поле f4 · бяла пешка на черно поле h4 · бял цар на бяло поле b3 · бяла пешка на черно поле g3 · черна дама на черно поле a1 | черен цар на черно поле e7 · черна пешка на черно поле g7 · бяла пешка на черно поле a5 · бяла дама на бяло поле d5 · черна пешка на бяло поле f5 · черна пешка на бяло поле h5 · бяла пешка на черно поле f4 · бяла пешка на черно поле h4 · бял цар на бяло поле b3 · бяла пешка на черно поле g3 · черна дама на черно поле a1 | черен цар на черно поле e7 · черна пешка на черно поле g7 · бяла пешка на черно поле a5 · бяла дама на бяло поле d5 · черна пешка на бяло поле f5 · черна пешка на бяло поле h5 · бяла пешка на черно поле f4 · бяла пешка на черно поле h4 · бял цар на бяло поле b3 · бяла пешка на черно поле g3 · черна дама на черно поле a1 | 1 |
|   | a | b | c | d | e | f | g | h |   |

Диаграмата вляво показва донякъде краен пример. Белите имат само една пешка, но тя е напреднала и свободна (проходна). Въпреки факта, че черните имат още пет пешки повече, те са принудени да дават шахове, за да попречат на бялата пешка да стане дама.
Типичен пример за реализиране на допълнителна пешка в дама е показан на диаграмата вдясно. На ход са черните, но белият цар бързо се скрива от шаховете в дълбините на противниковия лагер и създава заплаха за размяна на дамите, използвайки позицията на царя на противника:
1. ... Дb1+ 2.Ца4 g6 3.а6 Да1+ 4.Цb5 Дb2+ 5.Цс6 Дf6+ 6.Цс7! Дс3+ (6. ... Д:а6 7.Дd7+ и 8.Дd6+, разменяйки дамите с преход в спечелен пешечен ендшпил) 7.Дc6 Де3 8.Цс8!, 1:0. На 8. ... Цf7 решава 9.а7 Д:а7 10.Дd7+.
Най-доброто средство за получаване и напредване на проходна пешка е активна дама, която може да създава заплахи срещу царя и пешките на противника. В примера от игра на следващата диаграма вляво изглежда, че белите имат по-активната дама на единствената отворена линия в позицията, но с няколко точни хода черните я променят.
|   | a | b | c | d | e | f | g | h |   |
| 8 | черен цар на черно поле d8 · черна пешка на черно поле a7 · черна пешка на бяло поле b7 · черна дама на бяло поле d7 · черна пешка на черно поле f6 · черна пешка на бяло поле g6 · черна пешка на бяло поле d5 · черна пешка на бяло поле f5 · черна пешка на бяло поле h5 · бяла пешка на черно поле d4 · бяла пешка на черно поле f4 · бяла пешка на черно поле c3 · бяла пешка на бяло поле f3 · бяла пешка на бяло поле a2 · бяла пешка на черно поле b2 · бяла пешка на бяло поле g2 · бял цар на черно поле c1 · бяла дама на черно поле e1 | черен цар на черно поле d8 · черна пешка на черно поле a7 · черна пешка на бяло поле b7 · черна дама на бяло поле d7 · черна пешка на черно поле f6 · черна пешка на бяло поле g6 · черна пешка на бяло поле d5 · черна пешка на бяло поле f5 · черна пешка на бяло поле h5 · бяла пешка на черно поле d4 · бяла пешка на черно поле f4 · бяла пешка на черно поле c3 · бяла пешка на бяло поле f3 · бяла пешка на бяло поле a2 · бяла пешка на черно поле b2 · бяла пешка на бяло поле g2 · бял цар на черно поле c1 · бяла дама на черно поле e1 | черен цар на черно поле d8 · черна пешка на черно поле a7 · черна пешка на бяло поле b7 · черна дама на бяло поле d7 · черна пешка на черно поле f6 · черна пешка на бяло поле g6 · черна пешка на бяло поле d5 · черна пешка на бяло поле f5 · черна пешка на бяло поле h5 · бяла пешка на черно поле d4 · бяла пешка на черно поле f4 · бяла пешка на черно поле c3 · бяла пешка на бяло поле f3 · бяла пешка на бяло поле a2 · бяла пешка на черно поле b2 · бяла пешка на бяло поле g2 · бял цар на черно поле c1 · бяла дама на черно поле e1 | черен цар на черно поле d8 · черна пешка на черно поле a7 · черна пешка на бяло поле b7 · черна дама на бяло поле d7 · черна пешка на черно поле f6 · черна пешка на бяло поле g6 · черна пешка на бяло поле d5 · черна пешка на бяло поле f5 · черна пешка на бяло поле h5 · бяла пешка на черно поле d4 · бяла пешка на черно поле f4 · бяла пешка на черно поле c3 · бяла пешка на бяло поле f3 · бяла пешка на бяло поле a2 · бяла пешка на черно поле b2 · бяла пешка на бяло поле g2 · бял цар на черно поле c1 · бяла дама на черно поле e1 | черен цар на черно поле d8 · черна пешка на черно поле a7 · черна пешка на бяло поле b7 · черна дама на бяло поле d7 · черна пешка на черно поле f6 · черна пешка на бяло поле g6 · черна пешка на бяло поле d5 · черна пешка на бяло поле f5 · черна пешка на бяло поле h5 · бяла пешка на черно поле d4 · бяла пешка на черно поле f4 · бяла пешка на черно поле c3 · бяла пешка на бяло поле f3 · бяла пешка на бяло поле a2 · бяла пешка на черно поле b2 · бяла пешка на бяло поле g2 · бял цар на черно поле c1 · бяла дама на черно поле e1 | черен цар на черно поле d8 · черна пешка на черно поле a7 · черна пешка на бяло поле b7 · черна дама на бяло поле d7 · черна пешка на черно поле f6 · черна пешка на бяло поле g6 · черна пешка на бяло поле d5 · черна пешка на бяло поле f5 · черна пешка на бяло поле h5 · бяла пешка на черно поле d4 · бяла пешка на черно поле f4 · бяла пешка на черно поле c3 · бяла пешка на бяло поле f3 · бяла пешка на бяло поле a2 · бяла пешка на черно поле b2 · бяла пешка на бяло поле g2 · бял цар на черно поле c1 · бяла дама на черно поле e1 | черен цар на черно поле d8 · черна пешка на черно поле a7 · черна пешка на бяло поле b7 · черна дама на бяло поле d7 · черна пешка на черно поле f6 · черна пешка на бяло поле g6 · черна пешка на бяло поле d5 · черна пешка на бяло поле f5 · черна пешка на бяло поле h5 · бяла пешка на черно поле d4 · бяла пешка на черно поле f4 · бяла пешка на черно поле c3 · бяла пешка на бяло поле f3 · бяла пешка на бяло поле a2 · бяла пешка на черно поле b2 · бяла пешка на бяло поле g2 · бял цар на черно поле c1 · бяла дама на черно поле e1 | черен цар на черно поле d8 · черна пешка на черно поле a7 · черна пешка на бяло поле b7 · черна дама на бяло поле d7 · черна пешка на черно поле f6 · черна пешка на бяло поле g6 · черна пешка на бяло поле d5 · черна пешка на бяло поле f5 · черна пешка на бяло поле h5 · бяла пешка на черно поле d4 · бяла пешка на черно поле f4 · бяла пешка на черно поле c3 · бяла пешка на бяло поле f3 · бяла пешка на бяло поле a2 · бяла пешка на черно поле b2 · бяла пешка на бяло поле g2 · бял цар на черно поле c1 · бяла дама на черно поле e1 | 8 |
| 7 | черен цар на черно поле d8 · черна пешка на черно поле a7 · черна пешка на бяло поле b7 · черна дама на бяло поле d7 · черна пешка на черно поле f6 · черна пешка на бяло поле g6 · черна пешка на бяло поле d5 · черна пешка на бяло поле f5 · черна пешка на бяло поле h5 · бяла пешка на черно поле d4 · бяла пешка на черно поле f4 · бяла пешка на черно поле c3 · бяла пешка на бяло поле f3 · бяла пешка на бяло поле a2 · бяла пешка на черно поле b2 · бяла пешка на бяло поле g2 · бял цар на черно поле c1 · бяла дама на черно поле e1 | черен цар на черно поле d8 · черна пешка на черно поле a7 · черна пешка на бяло поле b7 · черна дама на бяло поле d7 · черна пешка на черно поле f6 · черна пешка на бяло поле g6 · черна пешка на бяло поле d5 · черна пешка на бяло поле f5 · черна пешка на бяло поле h5 · бяла пешка на черно поле d4 · бяла пешка на черно поле f4 · бяла пешка на черно поле c3 · бяла пешка на бяло поле f3 · бяла пешка на бяло поле a2 · бяла пешка на черно поле b2 · бяла пешка на бяло поле g2 · бял цар на черно поле c1 · бяла дама на черно поле e1 | черен цар на черно поле d8 · черна пешка на черно поле a7 · черна пешка на бяло поле b7 · черна дама на бяло поле d7 · черна пешка на черно поле f6 · черна пешка на бяло поле g6 · черна пешка на бяло поле d5 · черна пешка на бяло поле f5 · черна пешка на бяло поле h5 · бяла пешка на черно поле d4 · бяла пешка на черно поле f4 · бяла пешка на черно поле c3 · бяла пешка на бяло поле f3 · бяла пешка на бяло поле a2 · бяла пешка на черно поле b2 · бяла пешка на бяло поле g2 · бял цар на черно поле c1 · бяла дама на черно поле e1 | черен цар на черно поле d8 · черна пешка на черно поле a7 · черна пешка на бяло поле b7 · черна дама на бяло поле d7 · черна пешка на черно поле f6 · черна пешка на бяло поле g6 · черна пешка на бяло поле d5 · черна пешка на бяло поле f5 · черна пешка на бяло поле h5 · бяла пешка на черно поле d4 · бяла пешка на черно поле f4 · бяла пешка на черно поле c3 · бяла пешка на бяло поле f3 · бяла пешка на бяло поле a2 · бяла пешка на черно поле b2 · бяла пешка на бяло поле g2 · бял цар на черно поле c1 · бяла дама на черно поле e1 | черен цар на черно поле d8 · черна пешка на черно поле a7 · черна пешка на бяло поле b7 · черна дама на бяло поле d7 · черна пешка на черно поле f6 · черна пешка на бяло поле g6 · черна пешка на бяло поле d5 · черна пешка на бяло поле f5 · черна пешка на бяло поле h5 · бяла пешка на черно поле d4 · бяла пешка на черно поле f4 · бяла пешка на черно поле c3 · бяла пешка на бяло поле f3 · бяла пешка на бяло поле a2 · бяла пешка на черно поле b2 · бяла пешка на бяло поле g2 · бял цар на черно поле c1 · бяла дама на черно поле e1 | черен цар на черно поле d8 · черна пешка на черно поле a7 · черна пешка на бяло поле b7 · черна дама на бяло поле d7 · черна пешка на черно поле f6 · черна пешка на бяло поле g6 · черна пешка на бяло поле d5 · черна пешка на бяло поле f5 · черна пешка на бяло поле h5 · бяла пешка на черно поле d4 · бяла пешка на черно поле f4 · бяла пешка на черно поле c3 · бяла пешка на бяло поле f3 · бяла пешка на бяло поле a2 · бяла пешка на черно поле b2 · бяла пешка на бяло поле g2 · бял цар на черно поле c1 · бяла дама на черно поле e1 | черен цар на черно поле d8 · черна пешка на черно поле a7 · черна пешка на бяло поле b7 · черна дама на бяло поле d7 · черна пешка на черно поле f6 · черна пешка на бяло поле g6 · черна пешка на бяло поле d5 · черна пешка на бяло поле f5 · черна пешка на бяло поле h5 · бяла пешка на черно поле d4 · бяла пешка на черно поле f4 · бяла пешка на черно поле c3 · бяла пешка на бяло поле f3 · бяла пешка на бяло поле a2 · бяла пешка на черно поле b2 · бяла пешка на бяло поле g2 · бял цар на черно поле c1 · бяла дама на черно поле e1 | черен цар на черно поле d8 · черна пешка на черно поле a7 · черна пешка на бяло поле b7 · черна дама на бяло поле d7 · черна пешка на черно поле f6 · черна пешка на бяло поле g6 · черна пешка на бяло поле d5 · черна пешка на бяло поле f5 · черна пешка на бяло поле h5 · бяла пешка на черно поле d4 · бяла пешка на черно поле f4 · бяла пешка на черно поле c3 · бяла пешка на бяло поле f3 · бяла пешка на бяло поле a2 · бяла пешка на черно поле b2 · бяла пешка на бяло поле g2 · бял цар на черно поле c1 · бяла дама на черно поле e1 | 7 |
| 6 | черен цар на черно поле d8 · черна пешка на черно поле a7 · черна пешка на бяло поле b7 · черна дама на бяло поле d7 · черна пешка на черно поле f6 · черна пешка на бяло поле g6 · черна пешка на бяло поле d5 · черна пешка на бяло поле f5 · черна пешка на бяло поле h5 · бяла пешка на черно поле d4 · бяла пешка на черно поле f4 · бяла пешка на черно поле c3 · бяла пешка на бяло поле f3 · бяла пешка на бяло поле a2 · бяла пешка на черно поле b2 · бяла пешка на бяло поле g2 · бял цар на черно поле c1 · бяла дама на черно поле e1 | черен цар на черно поле d8 · черна пешка на черно поле a7 · черна пешка на бяло поле b7 · черна дама на бяло поле d7 · черна пешка на черно поле f6 · черна пешка на бяло поле g6 · черна пешка на бяло поле d5 · черна пешка на бяло поле f5 · черна пешка на бяло поле h5 · бяла пешка на черно поле d4 · бяла пешка на черно поле f4 · бяла пешка на черно поле c3 · бяла пешка на бяло поле f3 · бяла пешка на бяло поле a2 · бяла пешка на черно поле b2 · бяла пешка на бяло поле g2 · бял цар на черно поле c1 · бяла дама на черно поле e1 | черен цар на черно поле d8 · черна пешка на черно поле a7 · черна пешка на бяло поле b7 · черна дама на бяло поле d7 · черна пешка на черно поле f6 · черна пешка на бяло поле g6 · черна пешка на бяло поле d5 · черна пешка на бяло поле f5 · черна пешка на бяло поле h5 · бяла пешка на черно поле d4 · бяла пешка на черно поле f4 · бяла пешка на черно поле c3 · бяла пешка на бяло поле f3 · бяла пешка на бяло поле a2 · бяла пешка на черно поле b2 · бяла пешка на бяло поле g2 · бял цар на черно поле c1 · бяла дама на черно поле e1 | черен цар на черно поле d8 · черна пешка на черно поле a7 · черна пешка на бяло поле b7 · черна дама на бяло поле d7 · черна пешка на черно поле f6 · черна пешка на бяло поле g6 · черна пешка на бяло поле d5 · черна пешка на бяло поле f5 · черна пешка на бяло поле h5 · бяла пешка на черно поле d4 · бяла пешка на черно поле f4 · бяла пешка на черно поле c3 · бяла пешка на бяло поле f3 · бяла пешка на бяло поле a2 · бяла пешка на черно поле b2 · бяла пешка на бяло поле g2 · бял цар на черно поле c1 · бяла дама на черно поле e1 | черен цар на черно поле d8 · черна пешка на черно поле a7 · черна пешка на бяло поле b7 · черна дама на бяло поле d7 · черна пешка на черно поле f6 · черна пешка на бяло поле g6 · черна пешка на бяло поле d5 · черна пешка на бяло поле f5 · черна пешка на бяло поле h5 · бяла пешка на черно поле d4 · бяла пешка на черно поле f4 · бяла пешка на черно поле c3 · бяла пешка на бяло поле f3 · бяла пешка на бяло поле a2 · бяла пешка на черно поле b2 · бяла пешка на бяло поле g2 · бял цар на черно поле c1 · бяла дама на черно поле e1 | черен цар на черно поле d8 · черна пешка на черно поле a7 · черна пешка на бяло поле b7 · черна дама на бяло поле d7 · черна пешка на черно поле f6 · черна пешка на бяло поле g6 · черна пешка на бяло поле d5 · черна пешка на бяло поле f5 · черна пешка на бяло поле h5 · бяла пешка на черно поле d4 · бяла пешка на черно поле f4 · бяла пешка на черно поле c3 · бяла пешка на бяло поле f3 · бяла пешка на бяло поле a2 · бяла пешка на черно поле b2 · бяла пешка на бяло поле g2 · бял цар на черно поле c1 · бяла дама на черно поле e1 | черен цар на черно поле d8 · черна пешка на черно поле a7 · черна пешка на бяло поле b7 · черна дама на бяло поле d7 · черна пешка на черно поле f6 · черна пешка на бяло поле g6 · черна пешка на бяло поле d5 · черна пешка на бяло поле f5 · черна пешка на бяло поле h5 · бяла пешка на черно поле d4 · бяла пешка на черно поле f4 · бяла пешка на черно поле c3 · бяла пешка на бяло поле f3 · бяла пешка на бяло поле a2 · бяла пешка на черно поле b2 · бяла пешка на бяло поле g2 · бял цар на черно поле c1 · бяла дама на черно поле e1 | черен цар на черно поле d8 · черна пешка на черно поле a7 · черна пешка на бяло поле b7 · черна дама на бяло поле d7 · черна пешка на черно поле f6 · черна пешка на бяло поле g6 · черна пешка на бяло поле d5 · черна пешка на бяло поле f5 · черна пешка на бяло поле h5 · бяла пешка на черно поле d4 · бяла пешка на черно поле f4 · бяла пешка на черно поле c3 · бяла пешка на бяло поле f3 · бяла пешка на бяло поле a2 · бяла пешка на черно поле b2 · бяла пешка на бяло поле g2 · бял цар на черно поле c1 · бяла дама на черно поле e1 | 6 |
| 5 | черен цар на черно поле d8 · черна пешка на черно поле a7 · черна пешка на бяло поле b7 · черна дама на бяло поле d7 · черна пешка на черно поле f6 · черна пешка на бяло поле g6 · черна пешка на бяло поле d5 · черна пешка на бяло поле f5 · черна пешка на бяло поле h5 · бяла пешка на черно поле d4 · бяла пешка на черно поле f4 · бяла пешка на черно поле c3 · бяла пешка на бяло поле f3 · бяла пешка на бяло поле a2 · бяла пешка на черно поле b2 · бяла пешка на бяло поле g2 · бял цар на черно поле c1 · бяла дама на черно поле e1 | черен цар на черно поле d8 · черна пешка на черно поле a7 · черна пешка на бяло поле b7 · черна дама на бяло поле d7 · черна пешка на черно поле f6 · черна пешка на бяло поле g6 · черна пешка на бяло поле d5 · черна пешка на бяло поле f5 · черна пешка на бяло поле h5 · бяла пешка на черно поле d4 · бяла пешка на черно поле f4 · бяла пешка на черно поле c3 · бяла пешка на бяло поле f3 · бяла пешка на бяло поле a2 · бяла пешка на черно поле b2 · бяла пешка на бяло поле g2 · бял цар на черно поле c1 · бяла дама на черно поле e1 | черен цар на черно поле d8 · черна пешка на черно поле a7 · черна пешка на бяло поле b7 · черна дама на бяло поле d7 · черна пешка на черно поле f6 · черна пешка на бяло поле g6 · черна пешка на бяло поле d5 · черна пешка на бяло поле f5 · черна пешка на бяло поле h5 · бяла пешка на черно поле d4 · бяла пешка на черно поле f4 · бяла пешка на черно поле c3 · бяла пешка на бяло поле f3 · бяла пешка на бяло поле a2 · бяла пешка на черно поле b2 · бяла пешка на бяло поле g2 · бял цар на черно поле c1 · бяла дама на черно поле e1 | черен цар на черно поле d8 · черна пешка на черно поле a7 · черна пешка на бяло поле b7 · черна дама на бяло поле d7 · черна пешка на черно поле f6 · черна пешка на бяло поле g6 · черна пешка на бяло поле d5 · черна пешка на бяло поле f5 · черна пешка на бяло поле h5 · бяла пешка на черно поле d4 · бяла пешка на черно поле f4 · бяла пешка на черно поле c3 · бяла пешка на бяло поле f3 · бяла пешка на бяло поле a2 · бяла пешка на черно поле b2 · бяла пешка на бяло поле g2 · бял цар на черно поле c1 · бяла дама на черно поле e1 | черен цар на черно поле d8 · черна пешка на черно поле a7 · черна пешка на бяло поле b7 · черна дама на бяло поле d7 · черна пешка на черно поле f6 · черна пешка на бяло поле g6 · черна пешка на бяло поле d5 · черна пешка на бяло поле f5 · черна пешка на бяло поле h5 · бяла пешка на черно поле d4 · бяла пешка на черно поле f4 · бяла пешка на черно поле c3 · бяла пешка на бяло поле f3 · бяла пешка на бяло поле a2 · бяла пешка на черно поле b2 · бяла пешка на бяло поле g2 · бял цар на черно поле c1 · бяла дама на черно поле e1 | черен цар на черно поле d8 · черна пешка на черно поле a7 · черна пешка на бяло поле b7 · черна дама на бяло поле d7 · черна пешка на черно поле f6 · черна пешка на бяло поле g6 · черна пешка на бяло поле d5 · черна пешка на бяло поле f5 · черна пешка на бяло поле h5 · бяла пешка на черно поле d4 · бяла пешка на черно поле f4 · бяла пешка на черно поле c3 · бяла пешка на бяло поле f3 · бяла пешка на бяло поле a2 · бяла пешка на черно поле b2 · бяла пешка на бяло поле g2 · бял цар на черно поле c1 · бяла дама на черно поле e1 | черен цар на черно поле d8 · черна пешка на черно поле a7 · черна пешка на бяло поле b7 · черна дама на бяло поле d7 · черна пешка на черно поле f6 · черна пешка на бяло поле g6 · черна пешка на бяло поле d5 · черна пешка на бяло поле f5 · черна пешка на бяло поле h5 · бяла пешка на черно поле d4 · бяла пешка на черно поле f4 · бяла пешка на черно поле c3 · бяла пешка на бяло поле f3 · бяла пешка на бяло поле a2 · бяла пешка на черно поле b2 · бяла пешка на бяло поле g2 · бял цар на черно поле c1 · бяла дама на черно поле e1 | черен цар на черно поле d8 · черна пешка на черно поле a7 · черна пешка на бяло поле b7 · черна дама на бяло поле d7 · черна пешка на черно поле f6 · черна пешка на бяло поле g6 · черна пешка на бяло поле d5 · черна пешка на бяло поле f5 · черна пешка на бяло поле h5 · бяла пешка на черно поле d4 · бяла пешка на черно поле f4 · бяла пешка на черно поле c3 · бяла пешка на бяло поле f3 · бяла пешка на бяло поле a2 · бяла пешка на черно поле b2 · бяла пешка на бяло поле g2 · бял цар на черно поле c1 · бяла дама на черно поле e1 | 5 |
| 4 | черен цар на черно поле d8 · черна пешка на черно поле a7 · черна пешка на бяло поле b7 · черна дама на бяло поле d7 · черна пешка на черно поле f6 · черна пешка на бяло поле g6 · черна пешка на бяло поле d5 · черна пешка на бяло поле f5 · черна пешка на бяло поле h5 · бяла пешка на черно поле d4 · бяла пешка на черно поле f4 · бяла пешка на черно поле c3 · бяла пешка на бяло поле f3 · бяла пешка на бяло поле a2 · бяла пешка на черно поле b2 · бяла пешка на бяло поле g2 · бял цар на черно поле c1 · бяла дама на черно поле e1 | черен цар на черно поле d8 · черна пешка на черно поле a7 · черна пешка на бяло поле b7 · черна дама на бяло поле d7 · черна пешка на черно поле f6 · черна пешка на бяло поле g6 · черна пешка на бяло поле d5 · черна пешка на бяло поле f5 · черна пешка на бяло поле h5 · бяла пешка на черно поле d4 · бяла пешка на черно поле f4 · бяла пешка на черно поле c3 · бяла пешка на бяло поле f3 · бяла пешка на бяло поле a2 · бяла пешка на черно поле b2 · бяла пешка на бяло поле g2 · бял цар на черно поле c1 · бяла дама на черно поле e1 | черен цар на черно поле d8 · черна пешка на черно поле a7 · черна пешка на бяло поле b7 · черна дама на бяло поле d7 · черна пешка на черно поле f6 · черна пешка на бяло поле g6 · черна пешка на бяло поле d5 · черна пешка на бяло поле f5 · черна пешка на бяло поле h5 · бяла пешка на черно поле d4 · бяла пешка на черно поле f4 · бяла пешка на черно поле c3 · бяла пешка на бяло поле f3 · бяла пешка на бяло поле a2 · бяла пешка на черно поле b2 · бяла пешка на бяло поле g2 · бял цар на черно поле c1 · бяла дама на черно поле e1 | черен цар на черно поле d8 · черна пешка на черно поле a7 · черна пешка на бяло поле b7 · черна дама на бяло поле d7 · черна пешка на черно поле f6 · черна пешка на бяло поле g6 · черна пешка на бяло поле d5 · черна пешка на бяло поле f5 · черна пешка на бяло поле h5 · бяла пешка на черно поле d4 · бяла пешка на черно поле f4 · бяла пешка на черно поле c3 · бяла пешка на бяло поле f3 · бяла пешка на бяло поле a2 · бяла пешка на черно поле b2 · бяла пешка на бяло поле g2 · бял цар на черно поле c1 · бяла дама на черно поле e1 | черен цар на черно поле d8 · черна пешка на черно поле a7 · черна пешка на бяло поле b7 · черна дама на бяло поле d7 · черна пешка на черно поле f6 · черна пешка на бяло поле g6 · черна пешка на бяло поле d5 · черна пешка на бяло поле f5 · черна пешка на бяло поле h5 · бяла пешка на черно поле d4 · бяла пешка на черно поле f4 · бяла пешка на черно поле c3 · бяла пешка на бяло поле f3 · бяла пешка на бяло поле a2 · бяла пешка на черно поле b2 · бяла пешка на бяло поле g2 · бял цар на черно поле c1 · бяла дама на черно поле e1 | черен цар на черно поле d8 · черна пешка на черно поле a7 · черна пешка на бяло поле b7 · черна дама на бяло поле d7 · черна пешка на черно поле f6 · черна пешка на бяло поле g6 · черна пешка на бяло поле d5 · черна пешка на бяло поле f5 · черна пешка на бяло поле h5 · бяла пешка на черно поле d4 · бяла пешка на черно поле f4 · бяла пешка на черно поле c3 · бяла пешка на бяло поле f3 · бяла пешка на бяло поле a2 · бяла пешка на черно поле b2 · бяла пешка на бяло поле g2 · бял цар на черно поле c1 · бяла дама на черно поле e1 | черен цар на черно поле d8 · черна пешка на черно поле a7 · черна пешка на бяло поле b7 · черна дама на бяло поле d7 · черна пешка на черно поле f6 · черна пешка на бяло поле g6 · черна пешка на бяло поле d5 · черна пешка на бяло поле f5 · черна пешка на бяло поле h5 · бяла пешка на черно поле d4 · бяла пешка на черно поле f4 · бяла пешка на черно поле c3 · бяла пешка на бяло поле f3 · бяла пешка на бяло поле a2 · бяла пешка на черно поле b2 · бяла пешка на бяло поле g2 · бял цар на черно поле c1 · бяла дама на черно поле e1 | черен цар на черно поле d8 · черна пешка на черно поле a7 · черна пешка на бяло поле b7 · черна дама на бяло поле d7 · черна пешка на черно поле f6 · черна пешка на бяло поле g6 · черна пешка на бяло поле d5 · черна пешка на бяло поле f5 · черна пешка на бяло поле h5 · бяла пешка на черно поле d4 · бяла пешка на черно поле f4 · бяла пешка на черно поле c3 · бяла пешка на бяло поле f3 · бяла пешка на бяло поле a2 · бяла пешка на черно поле b2 · бяла пешка на бяло поле g2 · бял цар на черно поле c1 · бяла дама на черно поле e1 | 4 |
| 3 | черен цар на черно поле d8 · черна пешка на черно поле a7 · черна пешка на бяло поле b7 · черна дама на бяло поле d7 · черна пешка на черно поле f6 · черна пешка на бяло поле g6 · черна пешка на бяло поле d5 · черна пешка на бяло поле f5 · черна пешка на бяло поле h5 · бяла пешка на черно поле d4 · бяла пешка на черно поле f4 · бяла пешка на черно поле c3 · бяла пешка на бяло поле f3 · бяла пешка на бяло поле a2 · бяла пешка на черно поле b2 · бяла пешка на бяло поле g2 · бял цар на черно поле c1 · бяла дама на черно поле e1 | черен цар на черно поле d8 · черна пешка на черно поле a7 · черна пешка на бяло поле b7 · черна дама на бяло поле d7 · черна пешка на черно поле f6 · черна пешка на бяло поле g6 · черна пешка на бяло поле d5 · черна пешка на бяло поле f5 · черна пешка на бяло поле h5 · бяла пешка на черно поле d4 · бяла пешка на черно поле f4 · бяла пешка на черно поле c3 · бяла пешка на бяло поле f3 · бяла пешка на бяло поле a2 · бяла пешка на черно поле b2 · бяла пешка на бяло поле g2 · бял цар на черно поле c1 · бяла дама на черно поле e1 | черен цар на черно поле d8 · черна пешка на черно поле a7 · черна пешка на бяло поле b7 · черна дама на бяло поле d7 · черна пешка на черно поле f6 · черна пешка на бяло поле g6 · черна пешка на бяло поле d5 · черна пешка на бяло поле f5 · черна пешка на бяло поле h5 · бяла пешка на черно поле d4 · бяла пешка на черно поле f4 · бяла пешка на черно поле c3 · бяла пешка на бяло поле f3 · бяла пешка на бяло поле a2 · бяла пешка на черно поле b2 · бяла пешка на бяло поле g2 · бял цар на черно поле c1 · бяла дама на черно поле e1 | черен цар на черно поле d8 · черна пешка на черно поле a7 · черна пешка на бяло поле b7 · черна дама на бяло поле d7 · черна пешка на черно поле f6 · черна пешка на бяло поле g6 · черна пешка на бяло поле d5 · черна пешка на бяло поле f5 · черна пешка на бяло поле h5 · бяла пешка на черно поле d4 · бяла пешка на черно поле f4 · бяла пешка на черно поле c3 · бяла пешка на бяло поле f3 · бяла пешка на бяло поле a2 · бяла пешка на черно поле b2 · бяла пешка на бяло поле g2 · бял цар на черно поле c1 · бяла дама на черно поле e1 | черен цар на черно поле d8 · черна пешка на черно поле a7 · черна пешка на бяло поле b7 · черна дама на бяло поле d7 · черна пешка на черно поле f6 · черна пешка на бяло поле g6 · черна пешка на бяло поле d5 · черна пешка на бяло поле f5 · черна пешка на бяло поле h5 · бяла пешка на черно поле d4 · бяла пешка на черно поле f4 · бяла пешка на черно поле c3 · бяла пешка на бяло поле f3 · бяла пешка на бяло поле a2 · бяла пешка на черно поле b2 · бяла пешка на бяло поле g2 · бял цар на черно поле c1 · бяла дама на черно поле e1 | черен цар на черно поле d8 · черна пешка на черно поле a7 · черна пешка на бяло поле b7 · черна дама на бяло поле d7 · черна пешка на черно поле f6 · черна пешка на бяло поле g6 · черна пешка на бяло поле d5 · черна пешка на бяло поле f5 · черна пешка на бяло поле h5 · бяла пешка на черно поле d4 · бяла пешка на черно поле f4 · бяла пешка на черно поле c3 · бяла пешка на бяло поле f3 · бяла пешка на бяло поле a2 · бяла пешка на черно поле b2 · бяла пешка на бяло поле g2 · бял цар на черно поле c1 · бяла дама на черно поле e1 | черен цар на черно поле d8 · черна пешка на черно поле a7 · черна пешка на бяло поле b7 · черна дама на бяло поле d7 · черна пешка на черно поле f6 · черна пешка на бяло поле g6 · черна пешка на бяло поле d5 · черна пешка на бяло поле f5 · черна пешка на бяло поле h5 · бяла пешка на черно поле d4 · бяла пешка на черно поле f4 · бяла пешка на черно поле c3 · бяла пешка на бяло поле f3 · бяла пешка на бяло поле a2 · бяла пешка на черно поле b2 · бяла пешка на бяло поле g2 · бял цар на черно поле c1 · бяла дама на черно поле e1 | черен цар на черно поле d8 · черна пешка на черно поле a7 · черна пешка на бяло поле b7 · черна дама на бяло поле d7 · черна пешка на черно поле f6 · черна пешка на бяло поле g6 · черна пешка на бяло поле d5 · черна пешка на бяло поле f5 · черна пешка на бяло поле h5 · бяла пешка на черно поле d4 · бяла пешка на черно поле f4 · бяла пешка на черно поле c3 · бяла пешка на бяло поле f3 · бяла пешка на бяло поле a2 · бяла пешка на черно поле b2 · бяла пешка на бяло поле g2 · бял цар на черно поле c1 · бяла дама на черно поле e1 | 3 |
| 2 | черен цар на черно поле d8 · черна пешка на черно поле a7 · черна пешка на бяло поле b7 · черна дама на бяло поле d7 · черна пешка на черно поле f6 · черна пешка на бяло поле g6 · черна пешка на бяло поле d5 · черна пешка на бяло поле f5 · черна пешка на бяло поле h5 · бяла пешка на черно поле d4 · бяла пешка на черно поле f4 · бяла пешка на черно поле c3 · бяла пешка на бяло поле f3 · бяла пешка на бяло поле a2 · бяла пешка на черно поле b2 · бяла пешка на бяло поле g2 · бял цар на черно поле c1 · бяла дама на черно поле e1 | черен цар на черно поле d8 · черна пешка на черно поле a7 · черна пешка на бяло поле b7 · черна дама на бяло поле d7 · черна пешка на черно поле f6 · черна пешка на бяло поле g6 · черна пешка на бяло поле d5 · черна пешка на бяло поле f5 · черна пешка на бяло поле h5 · бяла пешка на черно поле d4 · бяла пешка на черно поле f4 · бяла пешка на черно поле c3 · бяла пешка на бяло поле f3 · бяла пешка на бяло поле a2 · бяла пешка на черно поле b2 · бяла пешка на бяло поле g2 · бял цар на черно поле c1 · бяла дама на черно поле e1 | черен цар на черно поле d8 · черна пешка на черно поле a7 · черна пешка на бяло поле b7 · черна дама на бяло поле d7 · черна пешка на черно поле f6 · черна пешка на бяло поле g6 · черна пешка на бяло поле d5 · черна пешка на бяло поле f5 · черна пешка на бяло поле h5 · бяла пешка на черно поле d4 · бяла пешка на черно поле f4 · бяла пешка на черно поле c3 · бяла пешка на бяло поле f3 · бяла пешка на бяло поле a2 · бяла пешка на черно поле b2 · бяла пешка на бяло поле g2 · бял цар на черно поле c1 · бяла дама на черно поле e1 | черен цар на черно поле d8 · черна пешка на черно поле a7 · черна пешка на бяло поле b7 · черна дама на бяло поле d7 · черна пешка на черно поле f6 · черна пешка на бяло поле g6 · черна пешка на бяло поле d5 · черна пешка на бяло поле f5 · черна пешка на бяло поле h5 · бяла пешка на черно поле d4 · бяла пешка на черно поле f4 · бяла пешка на черно поле c3 · бяла пешка на бяло поле f3 · бяла пешка на бяло поле a2 · бяла пешка на черно поле b2 · бяла пешка на бяло поле g2 · бял цар на черно поле c1 · бяла дама на черно поле e1 | черен цар на черно поле d8 · черна пешка на черно поле a7 · черна пешка на бяло поле b7 · черна дама на бяло поле d7 · черна пешка на черно поле f6 · черна пешка на бяло поле g6 · черна пешка на бяло поле d5 · черна пешка на бяло поле f5 · черна пешка на бяло поле h5 · бяла пешка на черно поле d4 · бяла пешка на черно поле f4 · бяла пешка на черно поле c3 · бяла пешка на бяло поле f3 · бяла пешка на бяло поле a2 · бяла пешка на черно поле b2 · бяла пешка на бяло поле g2 · бял цар на черно поле c1 · бяла дама на черно поле e1 | черен цар на черно поле d8 · черна пешка на черно поле a7 · черна пешка на бяло поле b7 · черна дама на бяло поле d7 · черна пешка на черно поле f6 · черна пешка на бяло поле g6 · черна пешка на бяло поле d5 · черна пешка на бяло поле f5 · черна пешка на бяло поле h5 · бяла пешка на черно поле d4 · бяла пешка на черно поле f4 · бяла пешка на черно поле c3 · бяла пешка на бяло поле f3 · бяла пешка на бяло поле a2 · бяла пешка на черно поле b2 · бяла пешка на бяло поле g2 · бял цар на черно поле c1 · бяла дама на черно поле e1 | черен цар на черно поле d8 · черна пешка на черно поле a7 · черна пешка на бяло поле b7 · черна дама на бяло поле d7 · черна пешка на черно поле f6 · черна пешка на бяло поле g6 · черна пешка на бяло поле d5 · черна пешка на бяло поле f5 · черна пешка на бяло поле h5 · бяла пешка на черно поле d4 · бяла пешка на черно поле f4 · бяла пешка на черно поле c3 · бяла пешка на бяло поле f3 · бяла пешка на бяло поле a2 · бяла пешка на черно поле b2 · бяла пешка на бяло поле g2 · бял цар на черно поле c1 · бяла дама на черно поле e1 | черен цар на черно поле d8 · черна пешка на черно поле a7 · черна пешка на бяло поле b7 · черна дама на бяло поле d7 · черна пешка на черно поле f6 · черна пешка на бяло поле g6 · черна пешка на бяло поле d5 · черна пешка на бяло поле f5 · черна пешка на бяло поле h5 · бяла пешка на черно поле d4 · бяла пешка на черно поле f4 · бяла пешка на черно поле c3 · бяла пешка на бяло поле f3 · бяла пешка на бяло поле a2 · бяла пешка на черно поле b2 · бяла пешка на бяло поле g2 · бял цар на черно поле c1 · бяла дама на черно поле e1 | 2 |
| 1 | черен цар на черно поле d8 · черна пешка на черно поле a7 · черна пешка на бяло поле b7 · черна дама на бяло поле d7 · черна пешка на черно поле f6 · черна пешка на бяло поле g6 · черна пешка на бяло поле d5 · черна пешка на бяло поле f5 · черна пешка на бяло поле h5 · бяла пешка на черно поле d4 · бяла пешка на черно поле f4 · бяла пешка на черно поле c3 · бяла пешка на бяло поле f3 · бяла пешка на бяло поле a2 · бяла пешка на черно поле b2 · бяла пешка на бяло поле g2 · бял цар на черно поле c1 · бяла дама на черно поле e1 | черен цар на черно поле d8 · черна пешка на черно поле a7 · черна пешка на бяло поле b7 · черна дама на бяло поле d7 · черна пешка на черно поле f6 · черна пешка на бяло поле g6 · черна пешка на бяло поле d5 · черна пешка на бяло поле f5 · черна пешка на бяло поле h5 · бяла пешка на черно поле d4 · бяла пешка на черно поле f4 · бяла пешка на черно поле c3 · бяла пешка на бяло поле f3 · бяла пешка на бяло поле a2 · бяла пешка на черно поле b2 · бяла пешка на бяло поле g2 · бял цар на черно поле c1 · бяла дама на черно поле e1 | черен цар на черно поле d8 · черна пешка на черно поле a7 · черна пешка на бяло поле b7 · черна дама на бяло поле d7 · черна пешка на черно поле f6 · черна пешка на бяло поле g6 · черна пешка на бяло поле d5 · черна пешка на бяло поле f5 · черна пешка на бяло поле h5 · бяла пешка на черно поле d4 · бяла пешка на черно поле f4 · бяла пешка на черно поле c3 · бяла пешка на бяло поле f3 · бяла пешка на бяло поле a2 · бяла пешка на черно поле b2 · бяла пешка на бяло поле g2 · бял цар на черно поле c1 · бяла дама на черно поле e1 | черен цар на черно поле d8 · черна пешка на черно поле a7 · черна пешка на бяло поле b7 · черна дама на бяло поле d7 · черна пешка на черно поле f6 · черна пешка на бяло поле g6 · черна пешка на бяло поле d5 · черна пешка на бяло поле f5 · черна пешка на бяло поле h5 · бяла пешка на черно поле d4 · бяла пешка на черно поле f4 · бяла пешка на черно поле c3 · бяла пешка на бяло поле f3 · бяла пешка на бяло поле a2 · бяла пешка на черно поле b2 · бяла пешка на бяло поле g2 · бял цар на черно поле c1 · бяла дама на черно поле e1 | черен цар на черно поле d8 · черна пешка на черно поле a7 · черна пешка на бяло поле b7 · черна дама на бяло поле d7 · черна пешка на черно поле f6 · черна пешка на бяло поле g6 · черна пешка на бяло поле d5 · черна пешка на бяло поле f5 · черна пешка на бяло поле h5 · бяла пешка на черно поле d4 · бяла пешка на черно поле f4 · бяла пешка на черно поле c3 · бяла пешка на бяло поле f3 · бяла пешка на бяло поле a2 · бяла пешка на черно поле b2 · бяла пешка на бяло поле g2 · бял цар на черно поле c1 · бяла дама на черно поле e1 | черен цар на черно поле d8 · черна пешка на черно поле a7 · черна пешка на бяло поле b7 · черна дама на бяло поле d7 · черна пешка на черно поле f6 · черна пешка на бяло поле g6 · черна пешка на бяло поле d5 · черна пешка на бяло поле f5 · черна пешка на бяло поле h5 · бяла пешка на черно поле d4 · бяла пешка на черно поле f4 · бяла пешка на черно поле c3 · бяла пешка на бяло поле f3 · бяла пешка на бяло поле a2 · бяла пешка на черно поле b2 · бяла пешка на бяло поле g2 · бял цар на черно поле c1 · бяла дама на черно поле e1 | черен цар на черно поле d8 · черна пешка на черно поле a7 · черна пешка на бяло поле b7 · черна дама на бяло поле d7 · черна пешка на черно поле f6 · черна пешка на бяло поле g6 · черна пешка на бяло поле d5 · черна пешка на бяло поле f5 · черна пешка на бяло поле h5 · бяла пешка на черно поле d4 · бяла пешка на черно поле f4 · бяла пешка на черно поле c3 · бяла пешка на бяло поле f3 · бяла пешка на бяло поле a2 · бяла пешка на черно поле b2 · бяла пешка на бяло поле g2 · бял цар на черно поле c1 · бяла дама на черно поле e1 | черен цар на черно поле d8 · черна пешка на черно поле a7 · черна пешка на бяло поле b7 · черна дама на бяло поле d7 · черна пешка на черно поле f6 · черна пешка на бяло поле g6 · черна пешка на бяло поле d5 · черна пешка на бяло поле f5 · черна пешка на бяло поле h5 · бяла пешка на черно поле d4 · бяла пешка на черно поле f4 · бяла пешка на черно поле c3 · бяла пешка на бяло поле f3 · бяла пешка на бяло поле a2 · бяла пешка на черно поле b2 · бяла пешка на бяло поле g2 · бял цар на черно поле c1 · бяла дама на черно поле e1 | 1 |
|   | a | b | c | d | e | f | g | h |   |

|   | a | b | c | d | e | f | g | h |   |
| 8 | черен цар на бяло поле d7 · черна пешка на черно поле f6 · черна пешка на бяло поле g6 · черна пешка на бяло поле b5 · черна пешка на бяло поле d5 · черна пешка на бяло поле f5 · черна пешка на бяло поле h5 · бяла пешка на черно поле d4 · бяла пешка на черно поле f4 · бяла пешка на бяло поле b3 · бяла пешка на черно поле c3 · бяла пешка на бяло поле f3 · бял цар на черно поле b2 · бяла дама на бяло поле c2 · бяла пешка на бяло поле g2 · черна дама на бяло поле f1 | черен цар на бяло поле d7 · черна пешка на черно поле f6 · черна пешка на бяло поле g6 · черна пешка на бяло поле b5 · черна пешка на бяло поле d5 · черна пешка на бяло поле f5 · черна пешка на бяло поле h5 · бяла пешка на черно поле d4 · бяла пешка на черно поле f4 · бяла пешка на бяло поле b3 · бяла пешка на черно поле c3 · бяла пешка на бяло поле f3 · бял цар на черно поле b2 · бяла дама на бяло поле c2 · бяла пешка на бяло поле g2 · черна дама на бяло поле f1 | черен цар на бяло поле d7 · черна пешка на черно поле f6 · черна пешка на бяло поле g6 · черна пешка на бяло поле b5 · черна пешка на бяло поле d5 · черна пешка на бяло поле f5 · черна пешка на бяло поле h5 · бяла пешка на черно поле d4 · бяла пешка на черно поле f4 · бяла пешка на бяло поле b3 · бяла пешка на черно поле c3 · бяла пешка на бяло поле f3 · бял цар на черно поле b2 · бяла дама на бяло поле c2 · бяла пешка на бяло поле g2 · черна дама на бяло поле f1 | черен цар на бяло поле d7 · черна пешка на черно поле f6 · черна пешка на бяло поле g6 · черна пешка на бяло поле b5 · черна пешка на бяло поле d5 · черна пешка на бяло поле f5 · черна пешка на бяло поле h5 · бяла пешка на черно поле d4 · бяла пешка на черно поле f4 · бяла пешка на бяло поле b3 · бяла пешка на черно поле c3 · бяла пешка на бяло поле f3 · бял цар на черно поле b2 · бяла дама на бяло поле c2 · бяла пешка на бяло поле g2 · черна дама на бяло поле f1 | черен цар на бяло поле d7 · черна пешка на черно поле f6 · черна пешка на бяло поле g6 · черна пешка на бяло поле b5 · черна пешка на бяло поле d5 · черна пешка на бяло поле f5 · черна пешка на бяло поле h5 · бяла пешка на черно поле d4 · бяла пешка на черно поле f4 · бяла пешка на бяло поле b3 · бяла пешка на черно поле c3 · бяла пешка на бяло поле f3 · бял цар на черно поле b2 · бяла дама на бяло поле c2 · бяла пешка на бяло поле g2 · черна дама на бяло поле f1 | черен цар на бяло поле d7 · черна пешка на черно поле f6 · черна пешка на бяло поле g6 · черна пешка на бяло поле b5 · черна пешка на бяло поле d5 · черна пешка на бяло поле f5 · черна пешка на бяло поле h5 · бяла пешка на черно поле d4 · бяла пешка на черно поле f4 · бяла пешка на бяло поле b3 · бяла пешка на черно поле c3 · бяла пешка на бяло поле f3 · бял цар на черно поле b2 · бяла дама на бяло поле c2 · бяла пешка на бяло поле g2 · черна дама на бяло поле f1 | черен цар на бяло поле d7 · черна пешка на черно поле f6 · черна пешка на бяло поле g6 · черна пешка на бяло поле b5 · черна пешка на бяло поле d5 · черна пешка на бяло поле f5 · черна пешка на бяло поле h5 · бяла пешка на черно поле d4 · бяла пешка на черно поле f4 · бяла пешка на бяло поле b3 · бяла пешка на черно поле c3 · бяла пешка на бяло поле f3 · бял цар на черно поле b2 · бяла дама на бяло поле c2 · бяла пешка на бяло поле g2 · черна дама на бяло поле f1 | черен цар на бяло поле d7 · черна пешка на черно поле f6 · черна пешка на бяло поле g6 · черна пешка на бяло поле b5 · черна пешка на бяло поле d5 · черна пешка на бяло поле f5 · черна пешка на бяло поле h5 · бяла пешка на черно поле d4 · бяла пешка на черно поле f4 · бяла пешка на бяло поле b3 · бяла пешка на черно поле c3 · бяла пешка на бяло поле f3 · бял цар на черно поле b2 · бяла дама на бяло поле c2 · бяла пешка на бяло поле g2 · черна дама на бяло поле f1 | 8 |
| 7 | черен цар на бяло поле d7 · черна пешка на черно поле f6 · черна пешка на бяло поле g6 · черна пешка на бяло поле b5 · черна пешка на бяло поле d5 · черна пешка на бяло поле f5 · черна пешка на бяло поле h5 · бяла пешка на черно поле d4 · бяла пешка на черно поле f4 · бяла пешка на бяло поле b3 · бяла пешка на черно поле c3 · бяла пешка на бяло поле f3 · бял цар на черно поле b2 · бяла дама на бяло поле c2 · бяла пешка на бяло поле g2 · черна дама на бяло поле f1 | черен цар на бяло поле d7 · черна пешка на черно поле f6 · черна пешка на бяло поле g6 · черна пешка на бяло поле b5 · черна пешка на бяло поле d5 · черна пешка на бяло поле f5 · черна пешка на бяло поле h5 · бяла пешка на черно поле d4 · бяла пешка на черно поле f4 · бяла пешка на бяло поле b3 · бяла пешка на черно поле c3 · бяла пешка на бяло поле f3 · бял цар на черно поле b2 · бяла дама на бяло поле c2 · бяла пешка на бяло поле g2 · черна дама на бяло поле f1 | черен цар на бяло поле d7 · черна пешка на черно поле f6 · черна пешка на бяло поле g6 · черна пешка на бяло поле b5 · черна пешка на бяло поле d5 · черна пешка на бяло поле f5 · черна пешка на бяло поле h5 · бяла пешка на черно поле d4 · бяла пешка на черно поле f4 · бяла пешка на бяло поле b3 · бяла пешка на черно поле c3 · бяла пешка на бяло поле f3 · бял цар на черно поле b2 · бяла дама на бяло поле c2 · бяла пешка на бяло поле g2 · черна дама на бяло поле f1 | черен цар на бяло поле d7 · черна пешка на черно поле f6 · черна пешка на бяло поле g6 · черна пешка на бяло поле b5 · черна пешка на бяло поле d5 · черна пешка на бяло поле f5 · черна пешка на бяло поле h5 · бяла пешка на черно поле d4 · бяла пешка на черно поле f4 · бяла пешка на бяло поле b3 · бяла пешка на черно поле c3 · бяла пешка на бяло поле f3 · бял цар на черно поле b2 · бяла дама на бяло поле c2 · бяла пешка на бяло поле g2 · черна дама на бяло поле f1 | черен цар на бяло поле d7 · черна пешка на черно поле f6 · черна пешка на бяло поле g6 · черна пешка на бяло поле b5 · черна пешка на бяло поле d5 · черна пешка на бяло поле f5 · черна пешка на бяло поле h5 · бяла пешка на черно поле d4 · бяла пешка на черно поле f4 · бяла пешка на бяло поле b3 · бяла пешка на черно поле c3 · бяла пешка на бяло поле f3 · бял цар на черно поле b2 · бяла дама на бяло поле c2 · бяла пешка на бяло поле g2 · черна дама на бяло поле f1 | черен цар на бяло поле d7 · черна пешка на черно поле f6 · черна пешка на бяло поле g6 · черна пешка на бяло поле b5 · черна пешка на бяло поле d5 · черна пешка на бяло поле f5 · черна пешка на бяло поле h5 · бяла пешка на черно поле d4 · бяла пешка на черно поле f4 · бяла пешка на бяло поле b3 · бяла пешка на черно поле c3 · бяла пешка на бяло поле f3 · бял цар на черно поле b2 · бяла дама на бяло поле c2 · бяла пешка на бяло поле g2 · черна дама на бяло поле f1 | черен цар на бяло поле d7 · черна пешка на черно поле f6 · черна пешка на бяло поле g6 · черна пешка на бяло поле b5 · черна пешка на бяло поле d5 · черна пешка на бяло поле f5 · черна пешка на бяло поле h5 · бяла пешка на черно поле d4 · бяла пешка на черно поле f4 · бяла пешка на бяло поле b3 · бяла пешка на черно поле c3 · бяла пешка на бяло поле f3 · бял цар на черно поле b2 · бяла дама на бяло поле c2 · бяла пешка на бяло поле g2 · черна дама на бяло поле f1 | черен цар на бяло поле d7 · черна пешка на черно поле f6 · черна пешка на бяло поле g6 · черна пешка на бяло поле b5 · черна пешка на бяло поле d5 · черна пешка на бяло поле f5 · черна пешка на бяло поле h5 · бяла пешка на черно поле d4 · бяла пешка на черно поле f4 · бяла пешка на бяло поле b3 · бяла пешка на черно поле c3 · бяла пешка на бяло поле f3 · бял цар на черно поле b2 · бяла дама на бяло поле c2 · бяла пешка на бяло поле g2 · черна дама на бяло поле f1 | 7 |
| 6 | черен цар на бяло поле d7 · черна пешка на черно поле f6 · черна пешка на бяло поле g6 · черна пешка на бяло поле b5 · черна пешка на бяло поле d5 · черна пешка на бяло поле f5 · черна пешка на бяло поле h5 · бяла пешка на черно поле d4 · бяла пешка на черно поле f4 · бяла пешка на бяло поле b3 · бяла пешка на черно поле c3 · бяла пешка на бяло поле f3 · бял цар на черно поле b2 · бяла дама на бяло поле c2 · бяла пешка на бяло поле g2 · черна дама на бяло поле f1 | черен цар на бяло поле d7 · черна пешка на черно поле f6 · черна пешка на бяло поле g6 · черна пешка на бяло поле b5 · черна пешка на бяло поле d5 · черна пешка на бяло поле f5 · черна пешка на бяло поле h5 · бяла пешка на черно поле d4 · бяла пешка на черно поле f4 · бяла пешка на бяло поле b3 · бяла пешка на черно поле c3 · бяла пешка на бяло поле f3 · бял цар на черно поле b2 · бяла дама на бяло поле c2 · бяла пешка на бяло поле g2 · черна дама на бяло поле f1 | черен цар на бяло поле d7 · черна пешка на черно поле f6 · черна пешка на бяло поле g6 · черна пешка на бяло поле b5 · черна пешка на бяло поле d5 · черна пешка на бяло поле f5 · черна пешка на бяло поле h5 · бяла пешка на черно поле d4 · бяла пешка на черно поле f4 · бяла пешка на бяло поле b3 · бяла пешка на черно поле c3 · бяла пешка на бяло поле f3 · бял цар на черно поле b2 · бяла дама на бяло поле c2 · бяла пешка на бяло поле g2 · черна дама на бяло поле f1 | черен цар на бяло поле d7 · черна пешка на черно поле f6 · черна пешка на бяло поле g6 · черна пешка на бяло поле b5 · черна пешка на бяло поле d5 · черна пешка на бяло поле f5 · черна пешка на бяло поле h5 · бяла пешка на черно поле d4 · бяла пешка на черно поле f4 · бяла пешка на бяло поле b3 · бяла пешка на черно поле c3 · бяла пешка на бяло поле f3 · бял цар на черно поле b2 · бяла дама на бяло поле c2 · бяла пешка на бяло поле g2 · черна дама на бяло поле f1 | черен цар на бяло поле d7 · черна пешка на черно поле f6 · черна пешка на бяло поле g6 · черна пешка на бяло поле b5 · черна пешка на бяло поле d5 · черна пешка на бяло поле f5 · черна пешка на бяло поле h5 · бяла пешка на черно поле d4 · бяла пешка на черно поле f4 · бяла пешка на бяло поле b3 · бяла пешка на черно поле c3 · бяла пешка на бяло поле f3 · бял цар на черно поле b2 · бяла дама на бяло поле c2 · бяла пешка на бяло поле g2 · черна дама на бяло поле f1 | черен цар на бяло поле d7 · черна пешка на черно поле f6 · черна пешка на бяло поле g6 · черна пешка на бяло поле b5 · черна пешка на бяло поле d5 · черна пешка на бяло поле f5 · черна пешка на бяло поле h5 · бяла пешка на черно поле d4 · бяла пешка на черно поле f4 · бяла пешка на бяло поле b3 · бяла пешка на черно поле c3 · бяла пешка на бяло поле f3 · бял цар на черно поле b2 · бяла дама на бяло поле c2 · бяла пешка на бяло поле g2 · черна дама на бяло поле f1 | черен цар на бяло поле d7 · черна пешка на черно поле f6 · черна пешка на бяло поле g6 · черна пешка на бяло поле b5 · черна пешка на бяло поле d5 · черна пешка на бяло поле f5 · черна пешка на бяло поле h5 · бяла пешка на черно поле d4 · бяла пешка на черно поле f4 · бяла пешка на бяло поле b3 · бяла пешка на черно поле c3 · бяла пешка на бяло поле f3 · бял цар на черно поле b2 · бяла дама на бяло поле c2 · бяла пешка на бяло поле g2 · черна дама на бяло поле f1 | черен цар на бяло поле d7 · черна пешка на черно поле f6 · черна пешка на бяло поле g6 · черна пешка на бяло поле b5 · черна пешка на бяло поле d5 · черна пешка на бяло поле f5 · черна пешка на бяло поле h5 · бяла пешка на черно поле d4 · бяла пешка на черно поле f4 · бяла пешка на бяло поле b3 · бяла пешка на черно поле c3 · бяла пешка на бяло поле f3 · бял цар на черно поле b2 · бяла дама на бяло поле c2 · бяла пешка на бяло поле g2 · черна дама на бяло поле f1 | 6 |
| 5 | черен цар на бяло поле d7 · черна пешка на черно поле f6 · черна пешка на бяло поле g6 · черна пешка на бяло поле b5 · черна пешка на бяло поле d5 · черна пешка на бяло поле f5 · черна пешка на бяло поле h5 · бяла пешка на черно поле d4 · бяла пешка на черно поле f4 · бяла пешка на бяло поле b3 · бяла пешка на черно поле c3 · бяла пешка на бяло поле f3 · бял цар на черно поле b2 · бяла дама на бяло поле c2 · бяла пешка на бяло поле g2 · черна дама на бяло поле f1 | черен цар на бяло поле d7 · черна пешка на черно поле f6 · черна пешка на бяло поле g6 · черна пешка на бяло поле b5 · черна пешка на бяло поле d5 · черна пешка на бяло поле f5 · черна пешка на бяло поле h5 · бяла пешка на черно поле d4 · бяла пешка на черно поле f4 · бяла пешка на бяло поле b3 · бяла пешка на черно поле c3 · бяла пешка на бяло поле f3 · бял цар на черно поле b2 · бяла дама на бяло поле c2 · бяла пешка на бяло поле g2 · черна дама на бяло поле f1 | черен цар на бяло поле d7 · черна пешка на черно поле f6 · черна пешка на бяло поле g6 · черна пешка на бяло поле b5 · черна пешка на бяло поле d5 · черна пешка на бяло поле f5 · черна пешка на бяло поле h5 · бяла пешка на черно поле d4 · бяла пешка на черно поле f4 · бяла пешка на бяло поле b3 · бяла пешка на черно поле c3 · бяла пешка на бяло поле f3 · бял цар на черно поле b2 · бяла дама на бяло поле c2 · бяла пешка на бяло поле g2 · черна дама на бяло поле f1 | черен цар на бяло поле d7 · черна пешка на черно поле f6 · черна пешка на бяло поле g6 · черна пешка на бяло поле b5 · черна пешка на бяло поле d5 · черна пешка на бяло поле f5 · черна пешка на бяло поле h5 · бяла пешка на черно поле d4 · бяла пешка на черно поле f4 · бяла пешка на бяло поле b3 · бяла пешка на черно поле c3 · бяла пешка на бяло поле f3 · бял цар на черно поле b2 · бяла дама на бяло поле c2 · бяла пешка на бяло поле g2 · черна дама на бяло поле f1 | черен цар на бяло поле d7 · черна пешка на черно поле f6 · черна пешка на бяло поле g6 · черна пешка на бяло поле b5 · черна пешка на бяло поле d5 · черна пешка на бяло поле f5 · черна пешка на бяло поле h5 · бяла пешка на черно поле d4 · бяла пешка на черно поле f4 · бяла пешка на бяло поле b3 · бяла пешка на черно поле c3 · бяла пешка на бяло поле f3 · бял цар на черно поле b2 · бяла дама на бяло поле c2 · бяла пешка на бяло поле g2 · черна дама на бяло поле f1 | черен цар на бяло поле d7 · черна пешка на черно поле f6 · черна пешка на бяло поле g6 · черна пешка на бяло поле b5 · черна пешка на бяло поле d5 · черна пешка на бяло поле f5 · черна пешка на бяло поле h5 · бяла пешка на черно поле d4 · бяла пешка на черно поле f4 · бяла пешка на бяло поле b3 · бяла пешка на черно поле c3 · бяла пешка на бяло поле f3 · бял цар на черно поле b2 · бяла дама на бяло поле c2 · бяла пешка на бяло поле g2 · черна дама на бяло поле f1 | черен цар на бяло поле d7 · черна пешка на черно поле f6 · черна пешка на бяло поле g6 · черна пешка на бяло поле b5 · черна пешка на бяло поле d5 · черна пешка на бяло поле f5 · черна пешка на бяло поле h5 · бяла пешка на черно поле d4 · бяла пешка на черно поле f4 · бяла пешка на бяло поле b3 · бяла пешка на черно поле c3 · бяла пешка на бяло поле f3 · бял цар на черно поле b2 · бяла дама на бяло поле c2 · бяла пешка на бяло поле g2 · черна дама на бяло поле f1 | черен цар на бяло поле d7 · черна пешка на черно поле f6 · черна пешка на бяло поле g6 · черна пешка на бяло поле b5 · черна пешка на бяло поле d5 · черна пешка на бяло поле f5 · черна пешка на бяло поле h5 · бяла пешка на черно поле d4 · бяла пешка на черно поле f4 · бяла пешка на бяло поле b3 · бяла пешка на черно поле c3 · бяла пешка на бяло поле f3 · бял цар на черно поле b2 · бяла дама на бяло поле c2 · бяла пешка на бяло поле g2 · черна дама на бяло поле f1 | 5 |
| 4 | черен цар на бяло поле d7 · черна пешка на черно поле f6 · черна пешка на бяло поле g6 · черна пешка на бяло поле b5 · черна пешка на бяло поле d5 · черна пешка на бяло поле f5 · черна пешка на бяло поле h5 · бяла пешка на черно поле d4 · бяла пешка на черно поле f4 · бяла пешка на бяло поле b3 · бяла пешка на черно поле c3 · бяла пешка на бяло поле f3 · бял цар на черно поле b2 · бяла дама на бяло поле c2 · бяла пешка на бяло поле g2 · черна дама на бяло поле f1 | черен цар на бяло поле d7 · черна пешка на черно поле f6 · черна пешка на бяло поле g6 · черна пешка на бяло поле b5 · черна пешка на бяло поле d5 · черна пешка на бяло поле f5 · черна пешка на бяло поле h5 · бяла пешка на черно поле d4 · бяла пешка на черно поле f4 · бяла пешка на бяло поле b3 · бяла пешка на черно поле c3 · бяла пешка на бяло поле f3 · бял цар на черно поле b2 · бяла дама на бяло поле c2 · бяла пешка на бяло поле g2 · черна дама на бяло поле f1 | черен цар на бяло поле d7 · черна пешка на черно поле f6 · черна пешка на бяло поле g6 · черна пешка на бяло поле b5 · черна пешка на бяло поле d5 · черна пешка на бяло поле f5 · черна пешка на бяло поле h5 · бяла пешка на черно поле d4 · бяла пешка на черно поле f4 · бяла пешка на бяло поле b3 · бяла пешка на черно поле c3 · бяла пешка на бяло поле f3 · бял цар на черно поле b2 · бяла дама на бяло поле c2 · бяла пешка на бяло поле g2 · черна дама на бяло поле f1 | черен цар на бяло поле d7 · черна пешка на черно поле f6 · черна пешка на бяло поле g6 · черна пешка на бяло поле b5 · черна пешка на бяло поле d5 · черна пешка на бяло поле f5 · черна пешка на бяло поле h5 · бяла пешка на черно поле d4 · бяла пешка на черно поле f4 · бяла пешка на бяло поле b3 · бяла пешка на черно поле c3 · бяла пешка на бяло поле f3 · бял цар на черно поле b2 · бяла дама на бяло поле c2 · бяла пешка на бяло поле g2 · черна дама на бяло поле f1 | черен цар на бяло поле d7 · черна пешка на черно поле f6 · черна пешка на бяло поле g6 · черна пешка на бяло поле b5 · черна пешка на бяло поле d5 · черна пешка на бяло поле f5 · черна пешка на бяло поле h5 · бяла пешка на черно поле d4 · бяла пешка на черно поле f4 · бяла пешка на бяло поле b3 · бяла пешка на черно поле c3 · бяла пешка на бяло поле f3 · бял цар на черно поле b2 · бяла дама на бяло поле c2 · бяла пешка на бяло поле g2 · черна дама на бяло поле f1 | черен цар на бяло поле d7 · черна пешка на черно поле f6 · черна пешка на бяло поле g6 · черна пешка на бяло поле b5 · черна пешка на бяло поле d5 · черна пешка на бяло поле f5 · черна пешка на бяло поле h5 · бяла пешка на черно поле d4 · бяла пешка на черно поле f4 · бяла пешка на бяло поле b3 · бяла пешка на черно поле c3 · бяла пешка на бяло поле f3 · бял цар на черно поле b2 · бяла дама на бяло поле c2 · бяла пешка на бяло поле g2 · черна дама на бяло поле f1 | черен цар на бяло поле d7 · черна пешка на черно поле f6 · черна пешка на бяло поле g6 · черна пешка на бяло поле b5 · черна пешка на бяло поле d5 · черна пешка на бяло поле f5 · черна пешка на бяло поле h5 · бяла пешка на черно поле d4 · бяла пешка на черно поле f4 · бяла пешка на бяло поле b3 · бяла пешка на черно поле c3 · бяла пешка на бяло поле f3 · бял цар на черно поле b2 · бяла дама на бяло поле c2 · бяла пешка на бяло поле g2 · черна дама на бяло поле f1 | черен цар на бяло поле d7 · черна пешка на черно поле f6 · черна пешка на бяло поле g6 · черна пешка на бяло поле b5 · черна пешка на бяло поле d5 · черна пешка на бяло поле f5 · черна пешка на бяло поле h5 · бяла пешка на черно поле d4 · бяла пешка на черно поле f4 · бяла пешка на бяло поле b3 · бяла пешка на черно поле c3 · бяла пешка на бяло поле f3 · бял цар на черно поле b2 · бяла дама на бяло поле c2 · бяла пешка на бяло поле g2 · черна дама на бяло поле f1 | 4 |
| 3 | черен цар на бяло поле d7 · черна пешка на черно поле f6 · черна пешка на бяло поле g6 · черна пешка на бяло поле b5 · черна пешка на бяло поле d5 · черна пешка на бяло поле f5 · черна пешка на бяло поле h5 · бяла пешка на черно поле d4 · бяла пешка на черно поле f4 · бяла пешка на бяло поле b3 · бяла пешка на черно поле c3 · бяла пешка на бяло поле f3 · бял цар на черно поле b2 · бяла дама на бяло поле c2 · бяла пешка на бяло поле g2 · черна дама на бяло поле f1 | черен цар на бяло поле d7 · черна пешка на черно поле f6 · черна пешка на бяло поле g6 · черна пешка на бяло поле b5 · черна пешка на бяло поле d5 · черна пешка на бяло поле f5 · черна пешка на бяло поле h5 · бяла пешка на черно поле d4 · бяла пешка на черно поле f4 · бяла пешка на бяло поле b3 · бяла пешка на черно поле c3 · бяла пешка на бяло поле f3 · бял цар на черно поле b2 · бяла дама на бяло поле c2 · бяла пешка на бяло поле g2 · черна дама на бяло поле f1 | черен цар на бяло поле d7 · черна пешка на черно поле f6 · черна пешка на бяло поле g6 · черна пешка на бяло поле b5 · черна пешка на бяло поле d5 · черна пешка на бяло поле f5 · черна пешка на бяло поле h5 · бяла пешка на черно поле d4 · бяла пешка на черно поле f4 · бяла пешка на бяло поле b3 · бяла пешка на черно поле c3 · бяла пешка на бяло поле f3 · бял цар на черно поле b2 · бяла дама на бяло поле c2 · бяла пешка на бяло поле g2 · черна дама на бяло поле f1 | черен цар на бяло поле d7 · черна пешка на черно поле f6 · черна пешка на бяло поле g6 · черна пешка на бяло поле b5 · черна пешка на бяло поле d5 · черна пешка на бяло поле f5 · черна пешка на бяло поле h5 · бяла пешка на черно поле d4 · бяла пешка на черно поле f4 · бяла пешка на бяло поле b3 · бяла пешка на черно поле c3 · бяла пешка на бяло поле f3 · бял цар на черно поле b2 · бяла дама на бяло поле c2 · бяла пешка на бяло поле g2 · черна дама на бяло поле f1 | черен цар на бяло поле d7 · черна пешка на черно поле f6 · черна пешка на бяло поле g6 · черна пешка на бяло поле b5 · черна пешка на бяло поле d5 · черна пешка на бяло поле f5 · черна пешка на бяло поле h5 · бяла пешка на черно поле d4 · бяла пешка на черно поле f4 · бяла пешка на бяло поле b3 · бяла пешка на черно поле c3 · бяла пешка на бяло поле f3 · бял цар на черно поле b2 · бяла дама на бяло поле c2 · бяла пешка на бяло поле g2 · черна дама на бяло поле f1 | черен цар на бяло поле d7 · черна пешка на черно поле f6 · черна пешка на бяло поле g6 · черна пешка на бяло поле b5 · черна пешка на бяло поле d5 · черна пешка на бяло поле f5 · черна пешка на бяло поле h5 · бяла пешка на черно поле d4 · бяла пешка на черно поле f4 · бяла пешка на бяло поле b3 · бяла пешка на черно поле c3 · бяла пешка на бяло поле f3 · бял цар на черно поле b2 · бяла дама на бяло поле c2 · бяла пешка на бяло поле g2 · черна дама на бяло поле f1 | черен цар на бяло поле d7 · черна пешка на черно поле f6 · черна пешка на бяло поле g6 · черна пешка на бяло поле b5 · черна пешка на бяло поле d5 · черна пешка на бяло поле f5 · черна пешка на бяло поле h5 · бяла пешка на черно поле d4 · бяла пешка на черно поле f4 · бяла пешка на бяло поле b3 · бяла пешка на черно поле c3 · бяла пешка на бяло поле f3 · бял цар на черно поле b2 · бяла дама на бяло поле c2 · бяла пешка на бяло поле g2 · черна дама на бяло поле f1 | черен цар на бяло поле d7 · черна пешка на черно поле f6 · черна пешка на бяло поле g6 · черна пешка на бяло поле b5 · черна пешка на бяло поле d5 · черна пешка на бяло поле f5 · черна пешка на бяло поле h5 · бяла пешка на черно поле d4 · бяла пешка на черно поле f4 · бяла пешка на бяло поле b3 · бяла пешка на черно поле c3 · бяла пешка на бяло поле f3 · бял цар на черно поле b2 · бяла дама на бяло поле c2 · бяла пешка на бяло поле g2 · черна дама на бяло поле f1 | 3 |
| 2 | черен цар на бяло поле d7 · черна пешка на черно поле f6 · черна пешка на бяло поле g6 · черна пешка на бяло поле b5 · черна пешка на бяло поле d5 · черна пешка на бяло поле f5 · черна пешка на бяло поле h5 · бяла пешка на черно поле d4 · бяла пешка на черно поле f4 · бяла пешка на бяло поле b3 · бяла пешка на черно поле c3 · бяла пешка на бяло поле f3 · бял цар на черно поле b2 · бяла дама на бяло поле c2 · бяла пешка на бяло поле g2 · черна дама на бяло поле f1 | черен цар на бяло поле d7 · черна пешка на черно поле f6 · черна пешка на бяло поле g6 · черна пешка на бяло поле b5 · черна пешка на бяло поле d5 · черна пешка на бяло поле f5 · черна пешка на бяло поле h5 · бяла пешка на черно поле d4 · бяла пешка на черно поле f4 · бяла пешка на бяло поле b3 · бяла пешка на черно поле c3 · бяла пешка на бяло поле f3 · бял цар на черно поле b2 · бяла дама на бяло поле c2 · бяла пешка на бяло поле g2 · черна дама на бяло поле f1 | черен цар на бяло поле d7 · черна пешка на черно поле f6 · черна пешка на бяло поле g6 · черна пешка на бяло поле b5 · черна пешка на бяло поле d5 · черна пешка на бяло поле f5 · черна пешка на бяло поле h5 · бяла пешка на черно поле d4 · бяла пешка на черно поле f4 · бяла пешка на бяло поле b3 · бяла пешка на черно поле c3 · бяла пешка на бяло поле f3 · бял цар на черно поле b2 · бяла дама на бяло поле c2 · бяла пешка на бяло поле g2 · черна дама на бяло поле f1 | черен цар на бяло поле d7 · черна пешка на черно поле f6 · черна пешка на бяло поле g6 · черна пешка на бяло поле b5 · черна пешка на бяло поле d5 · черна пешка на бяло поле f5 · черна пешка на бяло поле h5 · бяла пешка на черно поле d4 · бяла пешка на черно поле f4 · бяла пешка на бяло поле b3 · бяла пешка на черно поле c3 · бяла пешка на бяло поле f3 · бял цар на черно поле b2 · бяла дама на бяло поле c2 · бяла пешка на бяло поле g2 · черна дама на бяло поле f1 | черен цар на бяло поле d7 · черна пешка на черно поле f6 · черна пешка на бяло поле g6 · черна пешка на бяло поле b5 · черна пешка на бяло поле d5 · черна пешка на бяло поле f5 · черна пешка на бяло поле h5 · бяла пешка на черно поле d4 · бяла пешка на черно поле f4 · бяла пешка на бяло поле b3 · бяла пешка на черно поле c3 · бяла пешка на бяло поле f3 · бял цар на черно поле b2 · бяла дама на бяло поле c2 · бяла пешка на бяло поле g2 · черна дама на бяло поле f1 | черен цар на бяло поле d7 · черна пешка на черно поле f6 · черна пешка на бяло поле g6 · черна пешка на бяло поле b5 · черна пешка на бяло поле d5 · черна пешка на бяло поле f5 · черна пешка на бяло поле h5 · бяла пешка на черно поле d4 · бяла пешка на черно поле f4 · бяла пешка на бяло поле b3 · бяла пешка на черно поле c3 · бяла пешка на бяло поле f3 · бял цар на черно поле b2 · бяла дама на бяло поле c2 · бяла пешка на бяло поле g2 · черна дама на бяло поле f1 | черен цар на бяло поле d7 · черна пешка на черно поле f6 · черна пешка на бяло поле g6 · черна пешка на бяло поле b5 · черна пешка на бяло поле d5 · черна пешка на бяло поле f5 · черна пешка на бяло поле h5 · бяла пешка на черно поле d4 · бяла пешка на черно поле f4 · бяла пешка на бяло поле b3 · бяла пешка на черно поле c3 · бяла пешка на бяло поле f3 · бял цар на черно поле b2 · бяла дама на бяло поле c2 · бяла пешка на бяло поле g2 · черна дама на бяло поле f1 | черен цар на бяло поле d7 · черна пешка на черно поле f6 · черна пешка на бяло поле g6 · черна пешка на бяло поле b5 · черна пешка на бяло поле d5 · черна пешка на бяло поле f5 · черна пешка на бяло поле h5 · бяла пешка на черно поле d4 · бяла пешка на черно поле f4 · бяла пешка на бяло поле b3 · бяла пешка на черно поле c3 · бяла пешка на бяло поле f3 · бял цар на черно поле b2 · бяла дама на бяло поле c2 · бяла пешка на бяло поле g2 · черна дама на бяло поле f1 | 2 |
| 1 | черен цар на бяло поле d7 · черна пешка на черно поле f6 · черна пешка на бяло поле g6 · черна пешка на бяло поле b5 · черна пешка на бяло поле d5 · черна пешка на бяло поле f5 · черна пешка на бяло поле h5 · бяла пешка на черно поле d4 · бяла пешка на черно поле f4 · бяла пешка на бяло поле b3 · бяла пешка на черно поле c3 · бяла пешка на бяло поле f3 · бял цар на черно поле b2 · бяла дама на бяло поле c2 · бяла пешка на бяло поле g2 · черна дама на бяло поле f1 | черен цар на бяло поле d7 · черна пешка на черно поле f6 · черна пешка на бяло поле g6 · черна пешка на бяло поле b5 · черна пешка на бяло поле d5 · черна пешка на бяло поле f5 · черна пешка на бяло поле h5 · бяла пешка на черно поле d4 · бяла пешка на черно поле f4 · бяла пешка на бяло поле b3 · бяла пешка на черно поле c3 · бяла пешка на бяло поле f3 · бял цар на черно поле b2 · бяла дама на бяло поле c2 · бяла пешка на бяло поле g2 · черна дама на бяло поле f1 | черен цар на бяло поле d7 · черна пешка на черно поле f6 · черна пешка на бяло поле g6 · черна пешка на бяло поле b5 · черна пешка на бяло поле d5 · черна пешка на бяло поле f5 · черна пешка на бяло поле h5 · бяла пешка на черно поле d4 · бяла пешка на черно поле f4 · бяла пешка на бяло поле b3 · бяла пешка на черно поле c3 · бяла пешка на бяло поле f3 · бял цар на черно поле b2 · бяла дама на бяло поле c2 · бяла пешка на бяло поле g2 · черна дама на бяло поле f1 | черен цар на бяло поле d7 · черна пешка на черно поле f6 · черна пешка на бяло поле g6 · черна пешка на бяло поле b5 · черна пешка на бяло поле d5 · черна пешка на бяло поле f5 · черна пешка на бяло поле h5 · бяла пешка на черно поле d4 · бяла пешка на черно поле f4 · бяла пешка на бяло поле b3 · бяла пешка на черно поле c3 · бяла пешка на бяло поле f3 · бял цар на черно поле b2 · бяла дама на бяло поле c2 · бяла пешка на бяло поле g2 · черна дама на бяло поле f1 | черен цар на бяло поле d7 · черна пешка на черно поле f6 · черна пешка на бяло поле g6 · черна пешка на бяло поле b5 · черна пешка на бяло поле d5 · черна пешка на бяло поле f5 · черна пешка на бяло поле h5 · бяла пешка на черно поле d4 · бяла пешка на черно поле f4 · бяла пешка на бяло поле b3 · бяла пешка на черно поле c3 · бяла пешка на бяло поле f3 · бял цар на черно поле b2 · бяла дама на бяло поле c2 · бяла пешка на бяло поле g2 · черна дама на бяло поле f1 | черен цар на бяло поле d7 · черна пешка на черно поле f6 · черна пешка на бяло поле g6 · черна пешка на бяло поле b5 · черна пешка на бяло поле d5 · черна пешка на бяло поле f5 · черна пешка на бяло поле h5 · бяла пешка на черно поле d4 · бяла пешка на черно поле f4 · бяла пешка на бяло поле b3 · бяла пешка на черно поле c3 · бяла пешка на бяло поле f3 · бял цар на черно поле b2 · бяла дама на бяло поле c2 · бяла пешка на бяло поле g2 · черна дама на бяло поле f1 | черен цар на бяло поле d7 · черна пешка на черно поле f6 · черна пешка на бяло поле g6 · черна пешка на бяло поле b5 · черна пешка на бяло поле d5 · черна пешка на бяло поле f5 · черна пешка на бяло поле h5 · бяла пешка на черно поле d4 · бяла пешка на черно поле f4 · бяла пешка на бяло поле b3 · бяла пешка на черно поле c3 · бяла пешка на бяло поле f3 · бял цар на черно поле b2 · бяла дама на бяло поле c2 · бяла пешка на бяло поле g2 · черна дама на бяло поле f1 | черен цар на бяло поле d7 · черна пешка на черно поле f6 · черна пешка на бяло поле g6 · черна пешка на бяло поле b5 · черна пешка на бяло поле d5 · черна пешка на бяло поле f5 · черна пешка на бяло поле h5 · бяла пешка на черно поле d4 · бяла пешка на черно поле f4 · бяла пешка на бяло поле b3 · бяла пешка на черно поле c3 · бяла пешка на бяло поле f3 · бял цар на черно поле b2 · бяла дама на бяло поле c2 · бяла пешка на бяло поле g2 · черна дама на бяло поле f1 | 1 |
|   | a | b | c | d | e | f | g | h |   |

25 ...Дd6 (заплашва Д:f4) 26.Дd2 Дa6 (заплашва Д:a2 и Дf1+) 27.b3 Дf1+ 28.Цb2 
Черната дама вече е очевидно по-силна от бялата. 
28 ... Цd7 29.Дc2 Белите имат пешечно мнозинство на дамския фланг, а черните на царския фланг. Черното мнозинство е по-опасно, защото има способността да образува напреднала проходна пешка по линията h чрез g6-g5-g4 и h5-h4-h3. Това създава риск за белите да сменят дамите. С 29.Дc2 белите подготвят c3-c4, затова Капабланка умело го предотвратява. 29 ... b5 30.a4 a6 31.a:b5 a:b5 (вижте диаграмата вдясно). 32.Цa3? Началото на грешен план. Белите замислят Цb4 и c4, но не успяват да го осъществят. 
32 ... Цc6 33.Цb4? Дe1! Капабланка свързва пешката с3, с което блокира пробива с4 и създаването на бяла проходна пешка на дамския фланг. Белите са пасивни и черните ще ускорят реализацията на преимуществото си на царския фланг. Белите изгубват внезапно и се предават. Сега заплашва 34 ... Дe7+ 35. Цa5 Дa3#. Играта също става предрешена и скучна след 34.Цa5 Дa1 + 35.Цb4 Цb6 или 34.Дb2 Дe7+ 35.Цa5 Дa7+ 36.Цb4 Цb6 37.Дa3 Дe7#. След 34.Дa2 Дe7 + 35.Цa5 Дa7 + пада бяла дама. И при 34.Цa3 черните влизат в печеливша финална игра с 34 ... Дa1 + 35. Дa2 Д:a2 + 36.Ц:a2 g5 и т.н.